# 常磐線
常磐線（じょうばんせん）は、東京都荒川区の日暮里駅から千葉県北西部、茨城県、福島県の太平洋側（浜通り）を経由して宮城県岩沼市の岩沼駅までを結ぶ東日本旅客鉄道（JR東日本）の鉄道路線（幹線）である。
全長343.7 km（支線除く）に及ぶ長大な路線であり、「本線」や「新幹線」を名乗らないJR線の中では最も長い。
列車運行上の常磐線は、東北本線の上野駅 - 日暮里駅間および岩沼駅 - 仙台駅間を含めた東京都台東区の上野駅から宮城県仙台市青葉区の仙台駅まで（363.5 km）であるが、「上野東京ライン」として運行される品川駅 - 上野駅間を含めた「品川駅 - 仙台駅」を常磐線として表記している例もある。
本記事では品川駅 - 東京駅間について、常磐線内の方向に合わせて品川行きを「上り」、品川発を「下り」と記述する。
また、通常運転系統上の「常磐線」は、中距離列車（中距離電車）や特急列車などの列車系統のみを指し、取手駅以南の複々線区間を運転する電車系統の常磐快速線・常磐緩行線とは区別される場合がある。本記事での運転系統としての記述は主に前者について取り上げる。
普通列車の車体および路線図や乗り換え案内で使用されるラインカラーは「エメラルドグリーン」（■）もしくは「青」（■）。駅ナンバリングが一部区間の駅で実施されており、駅ナンバリングで使われる路線記号は常磐快速線が運行される日暮里駅 - 取手駅間の急行線がJJ、常磐緩行線が運行される綾瀬駅 - 取手駅間の緩行線がJLである。

## 概要
東京から仙台までを、千葉県の松戸・柏・我孫子、茨城県の取手・土浦・水戸・日立を経て、福島県のいわき・相馬など浜通り（太平洋沿岸）地域を経由して結ぶ路線である。首都圏と沿線各都市を結ぶ特急列車や、日本貨物鉄道（JR貨物）による貨物列車も運行されている。また首都圏側の取手駅以南では東京への通勤輸送の役割も担う。綾瀬駅 - 取手駅間は急行線（快速線）と緩行線の線路別複々線となっており、緩急分離運転を実施している（運転行態については後述）。
全線が電化されているが、区間により電化方式が異なっている。上野駅から取手駅までは直流電化だが、藤代駅より北は沿線の茨城県石岡市柿岡にある気象庁地磁気観測所の観測に直流電化方式が悪影響を及ぼすという事情から交流電化が採用され、取手駅と藤代駅の間にデッドセクションが設けられている。
2011年に発生した東北地方太平洋沖地震（東日本大震災）による被害と、それに起因した福島第一原子力発電所事故による帰還困難区域（事故発生当初は警戒区域）設定のため、一部区間が不通となり、列車代行バスが運行されていた時期があった（詳細後述）。

## 名称の由来
茨城県の大半にあたる常陸国（ひたちのくに）の別称である常州（じょうしゅう）と福島県東部および宮城県南部にあたる磐城国（いわきのくに）の別称である磐州（ばんしゅう）を合成した常磐（じょうばん）を路線名とする。なお、磐城国は1869年に陸奥国を分割して新設された国である。
この経緯に由来して、茨城県と福島県浜通りの県境に当たる勿来近辺（北茨城市からいわき市の南半分）は「常磐地区」と呼ばれることもあり、1954年から1966年のいわき市成立までは、湯本温泉周辺を中心とする常磐市（じょうばんし）が存在していた。また、水戸市では常磐町・常磐大学・常磐神社といった、同じ字で「ときわ」と読む地名や施設なども存在する。「ときわ」は、常磐線でもかつて急行列車の愛称として使用され、特急「ひたち」への統一後も茨城県北部から福島県浜通りの沿線の観光キャンペーンや茨城県内に有効なフリーきっぷの名称として「ときわ路」が使用されている。なお、列車愛称の「ときわ」は2015年3月14日のダイヤ改正で特急列車として復活したが、大半は以前の急行同様茨城県内発着の列車となる。

## 路線データ
- 路線距離（営業キロ）：全長351.0km（支線含む）
  - 東日本旅客鉄道（第一種鉄道事業者）
    - 日暮里駅 - 原ノ町駅 - 岩沼駅間：343.7km [1]
    - 三河島駅 - 隅田川駅 - 南千住駅間（隅田川貨物線）：5.7km [1]
    - 三河島駅 - 田端駅間（田端貨物線）：1.6km [1]

  - 日本貨物鉄道（第二種鉄道事業者）
    - 三河島駅 - 岩沼駅間： (342.5km) [1]
    - 三河島駅 - 田端駅間（田端貨物線）： (1.6km) [1]
    - 三河島駅 - 隅田川駅 - 南千住駅間（隅田川貨物線）： (5.7km) [1]
- 軌間：1,067mm [1]
- 駅数：80（本線の起終点駅と偕楽園駅・隅田川駅を含む。支線の終点は除外）
  - 常磐線所属駅に限定した場合、日暮里駅と岩沼駅（ともに東北本線所属[6]）が除外され、78駅となる。
- 複線区間
  - 複々線：綾瀬駅 - 取手駅間
  - 複線：日暮里駅 - 綾瀬駅間、取手駅 - 四ツ倉駅間、広野駅 - 木戸駅間
  - 上野 - 日暮里間の東北本線区間にも専用の複線を有する。
- 電化区間：全線
  - 日暮里駅 - 取手駅間（藤代駅の直近まで）、三河島駅 - 隅田川駅 - 南千住駅間、三河島駅 - 田端駅間：直流1,500V
  - 藤代駅 - 岩沼駅間：交流20,000V・50Hz
  - デッドセクション：取手駅 - 藤代駅間、車上切替式
- 閉塞方式
  - 日暮里駅 - 夜ノ森駅間、浪江駅 - 新地駅間、山下駅 - 岩沼駅間：自動閉塞式
  - 夜ノ森駅 - 浪江駅間、新地駅 - 山下駅間：特殊自動閉塞式（軌道回路検知式）
  - 綾瀬駅 - 取手駅間（緩行線）：車内信号閉塞式
- 最高速度（電車または気動車）
  - （品川駅 - ）日立駅間：130km/h[注 7]
  - 日立駅 - いわき駅間：120km/h
  - いわき駅 - 岩沼駅間：100km/h
  - 綾瀬駅 - 取手駅間（緩行線）：90km/h
  - 田端信号場駅 - 隅田川駅間（田端貨物線）：95km/h
  - 南千住駅 - 隅田川駅間（隅田川貨物線）：95km/h
- 運転指令所
  - 上野駅 - 羽鳥駅間：東京総合指令室
  - 羽鳥駅 - 岩沼駅間：水戸総合指令室
  - 綾瀬駅 - 取手駅間（緩行線）：東京総合指令室
- 列車運行管理システム
  - 上野駅 - 羽鳥駅間、綾瀬駅 - 取手駅間（緩行線）：東京圏輸送管理システム (ATOS)
- 旅客運賃・乗車券関連
  - 旅客運賃体系：電車特定区間を除いて幹線運賃
  - 東京近郊区間（旅客営業規則による）：（品川駅 - ）日暮里駅 - 浪江駅間
  - 仙台近郊区間（旅客営業規則による）：小高駅 - 岩沼駅（ - 仙台駅）間
  - 電車特定区間：（品川駅 - ）日暮里駅 - 取手駅間
  - IC乗車カード対応区間：
    - Suica首都圏エリア：東京近郊区間と同じ
    - Suica仙台エリア：仙台近郊区間と同じ

なお、JR東日本の各支社の管轄は以下の通り。
- 首都圏本部：日暮里駅 - 取手駅間（綾瀬駅構内は東京地下鉄管轄）、隅田川貨物線、田端貨物線
- 水戸支社：藤代駅 - 新地駅間
- 東北本部：坂元駅 - 岩沼駅間

## 沿線概況

### 日暮里 - 取手
品川駅から日暮里駅までは山手線など多くの路線と併走し、日暮里から東北本線と分かれる。北千住駅付近まで、日光街道沿いの下町の中を走り、荒川を渡る手前で地下鉄千代田線と合流し、綾瀬駅まで並行する。綾瀬駅から取手駅までは複々線区間となり、千代田線から直通する各駅停車は小田急線直通急行・準急も含め、綾瀬駅を出ると亀有駅、金町駅の順に各駅に停車するが、品川・上野方面からの快速電車は松戸駅、柏駅、我孫子駅といった市の中心駅しか停まらない。
江戸川を渡り、東京都葛飾区から千葉県松戸市へ入ると、矢切の田園地帯にて緩行線と快速線が交差した後、線路は地上へ降りる。松戸駅では京成電鉄松戸線、柏駅では東武鉄道野田線と連絡し、我孫子駅では成田線が分岐する。天王台駅を過ぎると千葉県と茨城県の境である利根川の利根川橋梁を渡って茨城県に入り、電車特定区間の終点である取手駅へ至る。

### 取手 - いわき

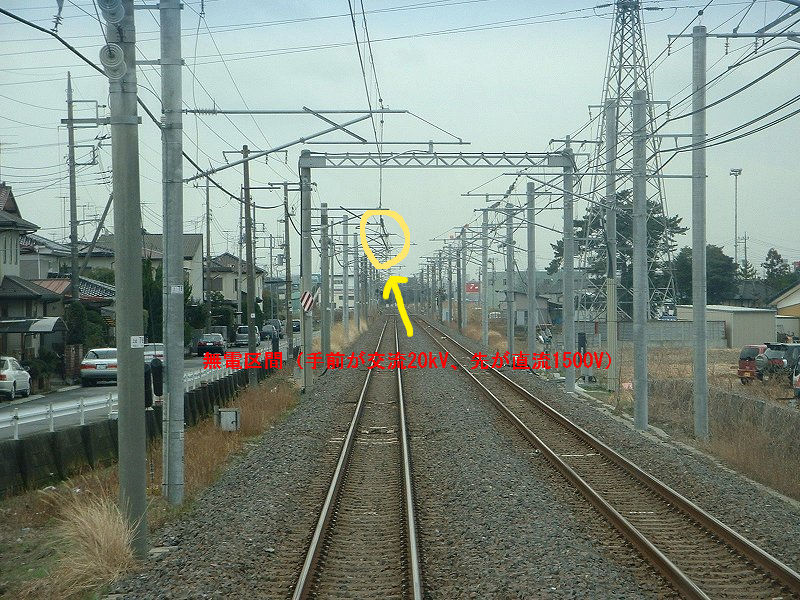
取手駅 - 藤代駅間の交流→直流の接続部分（デッドセクション）

取手駅と次の藤代駅の間にはデッドセクションが設けられ、以北は交流電化されており、直流電車は入れない。そのため取手駅から仙台方の交流電化区間は、交直流電車（および交流型電車）のみが走る区間となる。旧型車両ではデッドセクション区間で非常用電源に切りかわり、車内が消灯していた。
友部駅から勝田駅の間では、小山駅 - 友部駅間を結ぶ水戸線との直通列車も運行されており、中には高萩駅まで運行される列車もある。
茨城県の取手市から龍ケ崎市・牛久市・土浦市・石岡市・小美玉市・笠間市・水戸市・ひたちなか市・那珂郡東海村・日立市・高萩市・北茨城市を経由し、茨城県と福島県浜通りの境に当たる勿来関を越えて、福島県いわき市に入ると、浜通り地方で最初の駅、勿来駅に至る。そのまま福島県内を北上し、浜通り南部の中心地いわき駅に至る。

### いわき - 岩沼
いわき駅を出て、四ツ倉駅を過ぎると単線になる。この区間は電化時に古いトンネルを放棄しているため廃トンネルが多数みられる。竜田駅を出発すると常磐線最長の金山トンネルを通過し、富岡駅に到着する。
富岡駅から浪江駅までの区間は、2011年（平成23年）3月11日の東日本大震災および福島第一原子力発電所事故の影響で最後まで不通となっていたが、2020年（令和2年）3月14日に復旧を終えて運転を再開し、常磐線は9年ぶりに全線で運転を再開した。
富岡駅から夜ノ森駅、大野駅と過ぎて、福島第一原子力発電所の煙突を背にしながら、双葉駅に到着する。さらに浪江駅、小高駅を経て、「雲雀原」の異名を持つ南相馬市の中心駅・原ノ町駅に到着する。
原ノ町駅では、2007年以降普通列車の系統が分断されており、現在は全ての普通列車において乗り換えが必要である。その後旧鹿島町の中心駅鹿島駅、相馬市の中心駅・相馬駅などを経て、駒ケ嶺駅を過ぎると、2016年に完成した津波被害からの復旧区間に入る。
新地駅を過ぎると、浜通りから脱して宮城県へ入り、坂元駅・山下駅を過ぎると、浜吉田駅の手前で廃線となった従来線と合流する。その後、亘理駅、逢隈駅を過ぎ阿武隈川を渡ると、常磐線としての終点である岩沼駅に到着し、日暮里駅で分かれた東北本線に合流する。

## 歴史
最初の開業区間は、1889年（明治22年）に水戸鉄道として現在の水戸線とひとつながりで開業した友部（路線開業時は駅無し、1895年設置） - 水戸間である。
1896年（明治29年）には日本鉄道により田端 - 水戸間が開通する。実質的な常磐線としての建設は、それまで船に頼っていた常磐炭田から産出される石炭の輸送ルート確保を目的としていた。このため、現在の山手線を経由して東海道本線に抜けられるように田端駅を起点とした。
上野駅への乗り入れ線の建設は、南千住から南へ分岐する構想もあったが（フランツ・バルツァーによる計画）、三河島駅から日暮里駅までを連絡させたことで急カーブを描く線形となった。効率的な石炭輸送をはかるために、明治時代から複線化工事が開始された。常磐炭田の石炭輸送のほか、日立鉱山、日立製作所関連の人員・物資輸送で、常磐線は戦前・戦後を通じて国内経済発展に欠かせない存在となっていった。
1898年（明治31年）に岩沼駅まで全通した後は、東北本線のバイパスとして機能した。関東地方と東北地方を結ぶ鉄道路線の中でも海岸沿いを走るため線路が東北本線に比べて平坦である点が蒸気機関車牽引の列車にとって最大の利点であったこと、平駅（現在のいわき駅）までの複線化も早期に行われたこと、さらに、奥羽本線への直通列車設定も必要だった東北本線に比べ、ターゲットを上野と仙台以北との往来に絞れたことから、仙台駅以北に直通する旅客列車が常磐線を経由して走るようになり、1920年（大正9年）に経路特定区間制度が設定された時、日暮里 - 岩沼間が最初の設定区間の一つに指定されている。1958年（昭和33年）に東京以北で初の特急列車として登場した「はつかり」も、当初は常磐線経由で設定された。東北本線の電化・複線化が進むにつれ、まず「はつかり」など昼行の長距離優等列車から東北本線経由への整理統合が進んだが、東北本線が通勤時間帯に混雑することや奥羽本線への直通夜行列車が多数設定されたことから仙台駅以北に直通する夜行寝台列車はなお常磐線経由が主力であった。
石炭輸送を目的とした急行貨物「ひたち号」が1964年（昭和39年）に開始されたが、その後まもなくエネルギー革命によって炭鉱が次々と閉山に追い込まれ、1973年（昭和48年）を最後に常磐線の当初の目的であった石炭輸送の役目は終わりを迎えた。その一方で旅客面では、1969年（昭和44年）10月に上野 - 平間に特急「ひたち」が運転を開始し、1985年（昭和60年）につくば市で開催された科学万博期間中は全国から訪れる観客の輸送を引き受けた。このとき臨時駅（万博中央駅）も設置され、“赤電”のニックネームで親しまれた列車も、白地に青線へ化粧直しされた。1987年（昭和62年）4月、当時20兆円の累積赤字を抱えていた国鉄が分割・民営化され、常磐線はJR東日本の一路線として再スタートを切った。しかし、東北新幹線の開業以後は常磐線から仙台駅以北に直通する旅客列車が大幅に減り、東北本線のバイパスとしての存在意義が失われたことから、長らく設定されていた日暮里 - 岩沼間の経路特定区間制度は2001年（平成13年）に廃止された。

### 年表

#### 水戸鉄道・日本鉄道
- 1889年（明治22年）1月16日：水戸鉄道 水戸 - 小山間開業。現在の常磐線にあたる区間に水戸駅、内原駅開業。
- 1890年（明治23年）11月26日：水戸鉄道 貨物支線 水戸 - 那珂川間開業。那珂川貨物取扱所（後の那珂川駅）開業。
- 1892年（明治25年）3月1日：水戸鉄道全線を日本鉄道に譲渡。水戸線となる。
- 1894年（明治27年）1月4日：水戸線 赤塚駅開業。
- 1895年（明治28年）
  - 7月1日：水戸線 友部駅開業。
  - 11月4日：日本鉄道 土浦線 土浦 - 友部間開業。土浦駅、神立駅、高浜駅、石岡駅、岩間駅開業。
  - 12月1日：土浦線 羽鳥駅開業。
- 1896年（明治29年）12月25日：土浦線 田端 - 土浦間、隅田川線 田端 - 隅田川間開業。南千住駅、北千住駅、松戸駅、柏駅、我孫子駅、取手駅、藤代駅、牛久駅、荒川沖駅、隅田川駅開業。
- 1897年（明治30年） 下孫停車場記念碑

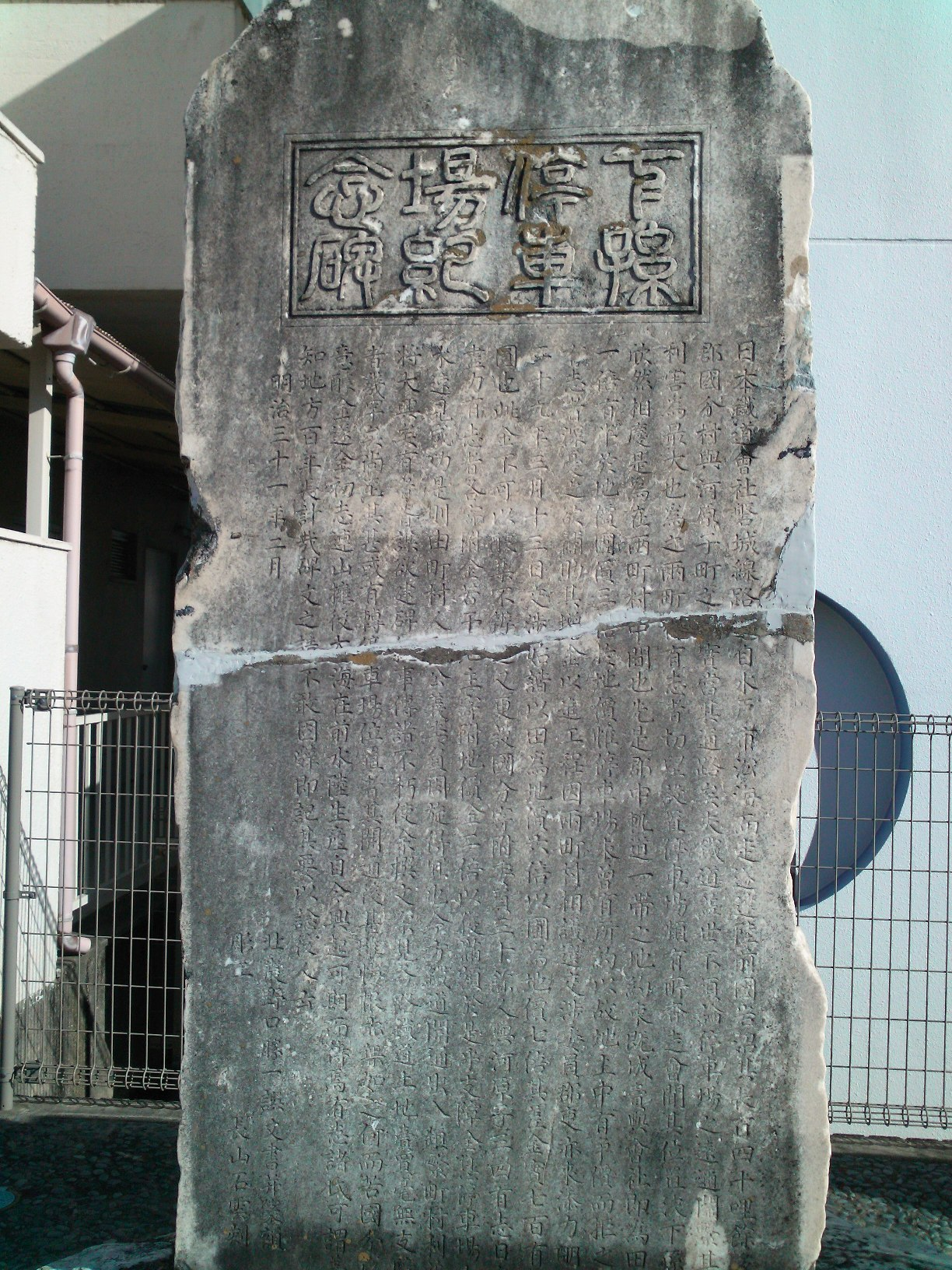
下孫停車場記念碑

  - 2月25日：磐城線 水戸 - 平間開業。佐和駅、大甕駅、下孫駅（現在の常陸多賀駅）、助川駅（現在の日立駅）、川尻駅（現在の十王駅）、高萩駅、磯原駅、関本駅（現在の大津港駅）、勿来駅、植田駅、泉駅、湯本駅、綴駅（現在の内郷駅）、平駅（現在のいわき駅）開業。
  - 5月17日：土浦線 亀有駅開業。
  - 8月29日：磐城線 平 - 久ノ浜間開業。草野駅、四ツ倉駅、久ノ浜駅開業。
  - 11月10日：磐城線 中村 - 岩沼間開業。中村駅（現在の相馬駅）、新地駅、坂元駅、吉田駅（現在の浜吉田駅）、亘理駅開業。
  - 12月27日：土浦線 金町駅開業。
- 1898年（明治31年）
  - 1月：北千住 - 隅田川間開業。
  - 4月1日：石神駅（現在の東海駅）開業。
  - 4月3日：磐城線 原ノ町 - 中村間開業。原ノ町駅、鹿島駅開業。
  - 5月11日：磐城線 小高 - 原ノ町間開業。小高駅、高駅（現在の磐城太田駅）開業。
  - 8月6日：土浦線 馬橋駅開業。
  - 8月23日：磐城線 久ノ浜 - 小高間開業。田端 - 岩沼間全通。広野駅、木戸駅、富岡駅、長塚駅（現在の双葉駅）、浪江駅開業。
  - 12月1日：高駅を磐城太田駅に改称。
- 1900年（明治33年）8月14日：佐貫駅（現在の龍ケ崎市駅）開業。
- 1901年（明治34年）8月8日：土浦線・水戸線友部 - 水戸間および貨物支線・磐城線・隅田川線を統合し海岸線と改称。
- 1904年（明治37年）11月22日：大野駅開業。
- 1905年（明治38年）4月1日：三河島 - 日暮里間が開通し、現在のルートが完成。日暮里駅、三河島駅開業。上野発着列車の田端駅でのスイッチバック運転解消。

#### 国有化後
- 1906年（明治39年）11月1日：日本鉄道国有化。那珂川貨物取扱所を那珂川駅に変更。
- 1909年（明治42年）
  - 3月25日：竜田駅が貨物駅として開業。
  - 4月25日：竜田駅旅客営業開始。
  - 10月12日：国有鉄道線路名称制定。「常磐線〔東北線の部〕日暮里 - 岩沼間及び貨物支線」、「隅田川線〔東北線の部〕田端 - 隅田川間」。
- 1910年（明治43年）
  - 2月16日：南中郷駅開業。
  - 3月18日：勝田駅、小木津駅開業。
  - 12月29日：三河島 - 北千住間、松戸 - 馬橋間複線化。
- 1911年（明治44年）
  - 月日不明：北千住 - 亀有間複線化。
  - 5月1日：北小金駅開業。
  - 5月5日：隅田川線を編入。
- 1912年（明治45年）5月10日：北小金 - 我孫子間複線化。
- 1913年（大正2年）
  - 4月19日：金町 - 松戸間複線化。
  - 5月：馬橋 - 北小金間複線化。
  - 11月1日：亀有 - 金町間複線化。
- 1915年（大正4年）
  - 5月1日：勝田 - 佐和間複線化。
  - 6月1日：吉田駅を浜吉田駅に改称。
- 1916年（大正5年）11月：下孫 - 助川間複線化。
- 1917年（大正6年）
  - 4月1日：石神 - 大甕間複線化。
  - 10月1日：川尻 - 高萩間複線化。
- 1918年（大正7年）
  - 5月25日：助川 - 小木津間複線化。
  - 9月15日：小木津 - 川尻間複線化。
- 1919年（大正8年）11月20日：佐和 - 石神間複線化。
- 1920年（大正9年）
  - 3月31日：大甕 - 下孫間複線化。
  - 8月16日：高萩 - 南中郷間複線化。
  - 10月16日：南中郷 - 磯原間複線化。
- 1921年（大正10年）
  - 3月1日：水戸 - 下那珂川信号所間複線化。
  - 3月15日：夜ノ森駅開業。
  - 8月25日：磯原 - 関本間複線化。
  - 11月5日：関本 - 勿来間複線化。
- 1922年（大正11年）
  - 4月1日：信号所を信号場に改称。
  - 8月15日：日立木駅開業。
  - 8月25日：岩間 - 友部間複線化。
  - 9月21日：荒川沖 - 東信号場間複線化。
  - 10月1日：羽鳥 - 岩間間複線化。
  - 10月20日：植田 - 泉間複線化。
  - 11月6日：東信号場 - 土浦間複線化。
  - 11月11日：石岡 - 羽鳥間複線化。
  - 12月1日：牛久 - 荒川沖間複線化。
  - 12月13日：泉 - 湯本間複線化。
  - 12月15日：高浜 - 石岡間複線化。
- 1923年（大正12年）
  - 2月1日：佐貫 - 牛久間複線化。
  - 4月15日：我孫子 - 取手間複線化。
  - 6月9日：神立 - 高浜間複線化。
  - 6月25日：取手 - 藤代間複線化。
  - 6月30日：下那珂川信号場 - 勝田間複線化。
  - 8月20日：土浦 - 神立間複線化。
- 1924年（大正13年）6月20日：勿来 - 植田間複線化。
- 1925年（大正14年）
  - 2月2日：（仮）公園下駅（現在の（臨）偕楽園駅）開業。偕楽園観梅時期のみ営業。
  - 10月28日：藤代 - 佐貫間複線化、日暮里 - 平間複線化完成。
- 1935年（昭和10年）12月1日：上野駅着7:28、8時4分、8時30分の3本の列車に限り、行商隊専用客車を2両増結を開始[12]。
- 1936年（昭和11年）12月11日：日暮里 - 松戸間直流電化[13][14]。
- 1938年（昭和13年）6月29日：関東地方で豪雨。土浦駅周辺など茨城県下で冠水が相次ぎ運休[15]。
- 1939年（昭和14年）
  - 10月1日：下孫駅を常陸多賀駅に改称。
  - 10月20日：助川駅を日立駅に改称。
- 1943年（昭和18年）
  - 4月1日：綾瀬駅開業
  - 10月26日：土浦駅構内で列車衝突事故が発生（土浦事故）。死者110人。
- 1944年（昭和19年）
  - 2月15日：浪江 - 小高間に桃内信号場開設。
  - 12月20日：久ノ浜 - 広野間に末続信号場開設。
- 1945年（昭和20年）2月14日：友部 - 内原間に内原操車場開設。

#### 日本国有鉄道
- 1947年（昭和22年）
  - 6月1日：末続信号場を駅に変更し末続駅開業。
  - 9月15日：カスリーン台風により各地に被害。亀有駅 - 金町駅で冠水[16]、我孫子駅 - 取手駅間で冠水。神立駅 - 高浜駅間が土砂崩壊により運休。石神駅（現東海駅） - 大甕駅間で列車脱線のため運休[17]。
- 1948年（昭和23年）
  - 3月1日：内原操車場を廃止し小原信号場とする。
  - 8月10日：桃内信号場を駅に変更し桃内駅開業。
- 1949年（昭和24年）
  - 5月10日：山下駅開業。
  - 6月1日：松戸 - 取手間直流電化。
  - 7月6日：北千住 - 綾瀬間で下山事件が発生。当時の日本国有鉄道総裁下山定則が遺体となって発見。
  - 11月1日：小原信号場廃止。
- 1950年（昭和25年）
  - 5月10日：関本駅を大津港駅に改称。
  - 8月7日：取手駅-佐貫駅間が小貝川の氾濫で水没。しばらくの間、上野駅発青森駅行きの長距離列車は東北本線、水戸線経由の運転となる。
- 1952年（昭和27年）
  - 5月1日：北松戸駅が松戸競輪場前臨時停車場として開業。
  - 7月10日：駒ケ嶺駅開業。
- 1953年（昭和28年）10月1日：南柏駅開業。
- 1956年（昭和31年）12月20日：綴駅を内郷駅に改称。
- 1957年（昭和32年）
  - 4月1日：石神駅を東海駅に改称。
  - 5月17日：大野駅-長塚駅（双葉駅）間の前田川陸橋で急行「北上」の機関車と客車5両が脱線転覆。乗員乗客3人が死亡、43人が重軽傷。原因は脱線直前にトラックが陸橋に接触して線路がズレたため[18]。
- 1958年（昭和33年）
  - 6月1日：準急「ときわ」運転開始。
  - 10月10日：上野駅 - 青森駅間の特別急行列車「はつかり」が運行開始。常磐線内の停車駅は水戸と平。
  - 12月25日：北松戸駅が常設駅となる。
- 1959年（昭和34年）10月1日：長塚駅を双葉駅に改称。
- 1960年（昭和35年）
  - 10月1日：竜田 - 富岡間に金山信号場、亘理 - 岩沼間に逢隈信号場開設。
  - 12月10日：特急「はつかり」をキハ81系気動車に置き換え。日本初の気動車特急となる。
- 1961年（昭和36年）
  - 3月20日：中村駅を相馬駅に改称。
  - 6月1日：取手 - 勝田間交流電化。
- 1962年（昭和37年）
  - 5月3日：三河島 - 南千住間で三河島事故が発生。死者160人。
  - 10月1日：勝田 - 高萩間交流電化。
- 1963年（昭和38年）
  - 4月20日：原ノ町 - 鹿島間に高平信号場開設。
  - 5月1日：高萩 - 平間交流電化。
  - 9月30日：平 - 草野間交流電化。
- 1965年（昭和40年）
  - 2月：綾瀬 ‐ 我孫子間、複々線増線第1期工事開始。
  - 5月25日：平 - 草野間複線化。
  - 10月1日：常磐線経由の上野 - 青森間急行「北斗」の格上げにより、寝台特急「ゆうづる」がブルートレインとして運転開始。常磐線内の停車駅は水戸と平。
- 1966年（昭和41年）3月5日：上野 - 取手間で列車防護無線の運用を開始[19]。準急「ときわ」を急行化。
- 1967年（昭和42年）
  - 2月1日：（仮）公園下駅を（仮）偕楽園駅に改称。
  - 7月22日：草野 - 四ツ倉間複線化[20][21]。広野 - 木戸間で新線へ切り替え。
  - 8月20日：草野 - 岩沼間の交流電化[22]により、全線電化完成。
  - 9月14日：集中豪雨のため、広野 - 木戸間の斜面が20箇所にわたり崩壊。9月15日から9月18日まで非電化の旧線を使用した運転が行われた[23]。
  - 12月23日：103系電車運用開始。
- 1968年（昭和43年）10月1日：東北本線の複線電化完成で、特急「はつかり」が東北本線経由に変更。
- 1969年（昭和44年）
  - 3月3日：複々線化工事に伴い、東武線交差部（東京都足立区五反野）から営団施工による“新規”綾瀬駅間を借受け移設運行（1971年3月まで）[24]
  - 3月23日：綾瀬 - 金町間が高架線（現緩行線）に移設切替[25]。
  - 10月1日：（仮）偕楽園駅を臨時駅に変更。季節特急「ひたち」新設。
- 1970年（昭和45年）
  - 4月10日：北柏駅が貨物駅として開業。
  - 10月1日：特急「ひたち」定期化。
  - 11月20日：関東地方から福島県にかけて集中豪雨。広野 - 木戸間の北迫川鉄橋を支える築堤が崩壊するなどして各地で寸断。長距離列車は東北本線に迂回運転を行った[26]。
- 1971年（昭和46年）
  - 3月1日：綾瀬 - 金町間複々線暫定開通[27]。同区間の緩行線と快速線の分離が行われる。国電は綾瀬 - 金町間で新しい線路（現在の緩行線）を使い上野 - 取手間を運行。
  - 3月10日：金町 - 北柏間複々線暫定開通[28]。同区間の緩行線と快速線の分離が行われる。国電は綾瀬 - 北柏間で現緩行線を使い上野 - 取手間を運行。
  - 4月1日：北柏 - 我孫子間複々線暫定開通[29]。綾瀬 - 我孫子間の複々線が全線完成。全区間で緩行線と快速線の分離が行われる。国電は綾瀬 - 取手間で現緩行線を使い上野 - 取手間を運行。
  - 4月20日：天王台駅開業。北柏駅旅客営業開始。
    - 綾瀬 - 我孫子間複々線化に伴い、現在の運転系統がほぼ確立する。
      - 上野 - 取手間の快速線に快速電車を新設。
      - 緩行線（各駅停車）が帝都高速度交通営団（営団地下鉄/現在の東京地下鉄）千代田線と相互直通運転開始（開始当時は霞ケ関駅まで、1972年10月20日に代々木公園駅まで延長）。
- 1972年（昭和47年）10月1日：内郷 - 平間にいわき貨物駅開業。
- 1973年（昭和48年）4月1日：新松戸駅開業。
- 1976年（昭和51年）
  - 1月26日：広野 - 木戸間複線化[30]。
  - 2月23日：大野 - 双葉間複線化[31]。
- 1978年（昭和53年）3月31日：営団地下鉄千代田線の代々木上原駅延伸開業に伴い、小田急電鉄小田原線本厚木駅まで直通運転区間が延長（当時の3社線乗り入れは営団車のみ）。
- 1982年（昭和57年）
  - 8月14日：我孫子 - 取手間の緩行線で訓練運転を開始[32][33]。
  - 11月15日：我孫子 - 取手間複々線化[33]。緩行線で203系運用開始[34]。
- 1984年（昭和59年）2月1日：貨物支線 水戸 - 那珂川間廃止。
- 1985年（昭和60年）3月14日：国際科学技術博覧会（筑波万博）輸送を実施。臨時駅として万博中央駅を開設（9月16日まで）。いわき貨物駅、内郷機関区廃止。急行「ときわ」廃止。
- 1986年（昭和61年）
  - 1月17日：上野 - 土浦間の中距離列車で15両運転開始[35]。
  - 12月29日：緩行線で207系900番台運用開始[36]。

#### 東日本旅客鉄道
- 1987年（昭和62年）
  - 4月1日：国鉄分割民営化により東日本旅客鉄道に承継。
  - 12月1日：快速電車（上野 - 取手間）を最大10両編成から、103系電車および通勤型電車最長の15両編成へ増強[37]。
- 1988年（昭和63年）
  - 3月13日：普通列車が三河島駅、南千住駅（この2駅は日中のみ）、天王台駅（終日）に停車するようになる。
  - 8月2日：逢隈信号場を駅に変更し逢隈駅開業。
- 1989年（平成元年）
  - 3月11日：651系による特急「スーパーひたち」運転開始[38]。
  - 10月31日：上野 - 日暮里間にATS-Pを導入[39]。
- 1991年（平成3年）
  - 2月17日：日暮里 - 取手間にATS-Pを導入[40]。
  - 2月19日：取手 - 土浦間にATS-Pを導入[40]。
  - 3月16日：2階建て普通車クハ415-1901運用開始。通勤快速運転開始。
- 1993年（平成5年）
  - 2月1日：金山信号場廃止。
  - 2月10日：高平信号場廃止。
  - 3月6日：平 - 岩沼間でPRCを導入[41]。
  - 12月1日：寝台特急「ゆうづる」を臨時列車に変更。
- 1994年（平成6年）12月3日：平駅をいわき駅に改称。寝台特急「ゆうづる」廃止。
- 1995年（平成7年）12月1日：E501系運用開始[42][43]。
- 1996年（平成8年）10月12・13日：常磐線開業100周年記念列車「レトロトレインときわ」運転。
- 1997年（平成9年）
  - 2月20日：岩間 - いわき間でCTC・PRCを導入[44]。
  - 10月1日：E653系による特急「フレッシュひたち」運転開始[45]。
- 1998年（平成10年）
  - 3月14日：万博中央駅跡地にひたち野うしく駅開業。
  - 12月7日：特急「ひたち」から485系運用終了[46]。
- 1999年（平成11年）
  - 3月18日：いわき - 仙台間で701系100番台運用開始[47]。
  - 9月30日：東海村JCO臨界事故により水戸 - 日立間にて運転見合わせ。
  - 12月4日：緩行線で209系1000番台運用開始。
- 2001年（平成13年）11月18日[48][49]：当時の東京近郊区間に当たる日暮里 - 勝田間で、ICカード「Suica」サービス開始[48][49]。
- 2002年（平成14年）
  - 2月1日：いわき - 原ノ町間の一部列車でワンマン化[50]。
  - 3月3日：快速電車でE231系運用開始[51][52]。
- 2003年（平成15年）
  - 10月26日：当時の仙台都市圏エリアに当たる山下 - 岩沼間で、ICカード「Suica」サービス開始。
  - 11月20日：勝田駅 - 大津港駅間にATS-Pを導入[53]。
  - 11月27日：大津港駅 - いわき駅間にATS-Pを導入[53]。
- 2004年（平成16年）
  - 2月14日：東京圏輸送管理システム(ATOS)導入[53]（上野 - 羽鳥間[53]、緩行線は亀有 - 取手）。
  - 3月13日：川尻駅を十王駅に改称[54]。三河島駅と南千住駅に普通列車が終日停車するようになる[54]。
  - 10月16日：普通列車は取手以南に限って快速と呼称される。勝田 - 日立間が東京近郊区間に組み込まれ、同時にICカード「Suica」サービス開始。
- 2005年（平成17年）7月9日：本路線単独のダイヤ改正を実施。E531系導入開始。上野 - 土浦間において特別快速運転開始。下り通勤快速廃止。上りの通勤快速も1本が普通列車（取手 - 上野間快速）になる。前日をもって2階建て普通車クハ415-1901運行終了。
- 2006年（平成18年）3月17日：この日限りで上り通勤快速廃止、103系定期運用終了。
- 2007年（平成19年）
  - 1月6日：E531系のグリーン車先行導入。この日から3月17日までは普通車扱いでグリーン券なしで乗車可能であった。
  - 3月17日：E721系導入開始。運用は原ノ町 - 仙台。この日をもって415系列の鋼製車は定期運用を終了。
  - 3月18日：E531系のグリーン車が営業運転開始。投入区間は上野 - 高萩。この日から415系1500番台（ステンレス車）とE501系は土浦以北のみの運用に。
  - 11月10日：717系の定期運用終了。
- 2008年（平成20年）
  - 3月15日：日立 - 高萩間が東京近郊区間に組み込まれ、同時にICカード「Suica」サービス開始。
  - 11月12日：天皇・皇后とスペイン国王夫妻の茨城県つくば市視察に伴うお召し列車が、上野駅から土浦駅間に運転される（片道のみ）。前年に投入されたE655系がお召し列車としては初めて運用される[55]。
- 2009年（平成21年）
  - 3月14日：高萩 - いわき間が東京近郊区間に、原ノ町 - 山下間が仙台都市圏エリアに組み込まれ、同時にICカード「Suica」サービス開始。
  - 9月9日：緩行線でE233系2000番台運用開始[56]。
- 2011年（平成23年）
  - 3月11日：東北地方太平洋沖地震（東日本大震災）により全線が不通、一部区間で壊滅的な被害を受ける。
  - 3月12日：日暮里・綾瀬 - 取手間で快速電車・各駅停車が運転再開。
  - 3月18日：取手 - 土浦間が復旧。
  - 3月31日：土浦 - 勝田間が復旧。
  - 4月7日：勝田 - 高萩間が復旧。
  - 4月11日：高萩 - いわき間が復旧。
  - 4月12日：亘理 - 岩沼間が復旧。
  - 4月17日：いわき - 四ツ倉間が復旧。
  - 5月14日：四ツ倉 - 久ノ浜間が復旧。
  - 5月23日：相馬駅 - 亘理駅間で代行バスの運行を開始[57]。列車との乗り換えはこの両駅に限られる[58]。
  - 10月10日：久ノ浜 - 広野間が復旧。
  - 12月21日：原ノ町 - 相馬間が復旧。
- 2012年（平成24年）3月17日：特急にE657系導入。特急「スーパーひたち」15往復のうち10往復、「フレッシュひたち」上下41本中9本でE657系を使用する[59]。「スーパーひたち」の運行区間からいわき - 仙台間が外され、全特急列車が上野 - いわき間の運転になる[注 10]。
- 2013年（平成25年）3月16日：浜吉田 - 亘理間が復旧。特急「スーパーひたち」「フレッシュひたち」の全列車をE657系に置き換え[60]。
- 2014年（平成26年）
  - 4月1日：原ノ町- 岩沼間が新設の仙台近郊区間となる。
  - 6月1日：広野 - 竜田間が復旧[61]。
- 2015年（平成27年）
  - 1月31日：竜田 - 原ノ町間で途中ノンストップの代行バスを運行開始[62]。
  - 3月14日：上野東京ラインが開業し、一部の特急と快速が品川駅まで乗り入れ開始。特急「スーパーひたち」を「ひたち」に、「フレッシュひたち」を「ときわ」に改称。特別快速の停車駅に北千住駅が追加される。
  - 3月21日：臨時特急「踊り子」が常磐線内にも乗り入れを開始し、我孫子駅 - 伊豆急下田駅間に上野駅・東海道線・伊東線・伊豆急行線経由で直通運転[63]。
- 2016年（平成28年）
  - 2月18日：石岡駅で不発弾が発見され、処理のため土浦駅 - 友部駅間が運休[64]。
  - 3月26日：同日のダイヤ改正にて415系の定期運用終了。緩行線用E233系2000番台が小田急線へ、小田急4000形が緩行線へそれぞれ運用開始（209系1000番台は小田急線内には乗り入れない）。
  - 7月12日：小高 - 原ノ町間が復旧[65][66][67]。竜田 - 原ノ町間の代行バスも同日から小高に停車。
  - 11月5日：移設復旧に伴う相馬 - 浜吉田間の試運転を開始（12月9日まで実施）[68][69][70]。
  - 12月10日：相馬 - 浜吉田間が復旧[71]。駒ケ嶺 - 浜吉田間で計+0.6kmの改キロ。この時点では営業キロは据え置き[72]。
- 2017年（平成29年）
  - 2月1日：竜田 - 原ノ町間の代行バスが浪江（浪江町役場前）に停車開始[73]。
  - 2月16日：竜田 - 原ノ町間の代行バスが富岡（東京電力ホールディングス旧エネルギー館前）に停車開始[74]。
  - 3月7日：復旧工事が完了した浪江 - 小高間の試運転を開始[75]。
  - 4月1日：浪江 - 小高間が復旧[76][77]。代行バスの運転系統を再編し、富岡・浪江の代行バス停車位置を各駅前広場へ変更[76]。磐越西線郡山富田駅開業に合わせ、内陸移設に伴う改キロによる運賃の変更実施[72][78]。
  - 10月14日：上野東京ライン直通列車を増発し、中距離列車と特急の乗り入れをほぼ終日に拡大[79]。品川 - 土浦間を走る中距離列車をすべて15両編成化[80]。
  - 10月21日：竜田 - 富岡間が復旧[81]。富岡駅を岩沼方に100m移転（改キロなし）。
  - 12月1日：土浦 - 富岡間のE531系の扉脇のボタンによるドア開閉を通年実施[82]。
  - 12月9日：相馬 - 浜吉田間の運転再開1周年を記念し、原ノ町 - 仙台間で「POKÉMON with YOU トレイン」が運行される[83]。
- 2018年（平成30年）10月13日：209系1000番台が、団体運用を最後に、常磐緩行線での営業運転を終える[84]。
- 2019年（平成31年・令和元年）
  - 3月2日：「つくば霞ヶ浦りんりんロード」を活用して土浦駅を中心とする地方創生の取組みを推進するため、輪行袋を使用する利用者向けのおすすめ列車及び号車を、上野 - 土浦間で上野を7時台と8時台発の下り列車3本の1-3号車に設定。以後、毎週土休日に設定する。上り列車に設定はない[85]。
  - 4月20日：Jヴィレッジの全面再開に合わせて、広野 - 木戸間[86]にJヴィレッジ駅が開業[87][88]。
  - 6月1日：富岡 - 浪江において架線への送電が開始[89][90][91]。
  - 11月：富岡 - 浪江の復旧工事終了[92]。
  - 12月18日：富岡 - 浪江間で試運転開始[93][94][95][96][97][98]。
- 2020年（令和2年）3月14日：最後まで不通であった富岡 - 浪江間が復旧し、全線で運転を再開[99][100][101][102]。大野 - 双葉間単線化[98][103]。品川・上野 - 仙台間直通の特急列車の運転再開[104][105][101]。佐貫駅を龍ケ崎市駅に改称[106][107][108]。Jヴィレッジ駅を常設化[106][101]。いわき - 浪江間が東京近郊区間に、小高 - 原ノ町間が仙台近郊区間に組み込まれ、同時にSuica利用エリアも拡大[109][104]。
- 2021年（令和3年）3月13日：綾瀬駅 - 取手駅間の緩行線にJR東日本の首都圏在来線では初となる自動列車運転装置（ATO）を導入[110][111]。水戸線との直通列車のみ、友部駅 - 勝田駅間でワンマン運転開始。
- 2022年（令和4年）
  - 3月12日：日中の上野東京ライン常磐線直通列車が1時間あたり3本に増発。日中時間帯は品川・上野方面と水戸方面との直通列車の運転を土浦駅で分離。それに伴い土浦駅での上野方面と水戸方面との列車は同一ホームでの接続となる[112]。同時に、特別快速が上りは土浦 - 品川間の9時台・10時台の2本、下りは品川 - 土浦間の15時台・16時台の2本に減便、日中の特別快速の運転がなくなる。
  - 3月16日：福島県沖地震の影響で、相馬市の日立木駅でホームの一部の損傷や、南相馬市の鹿島 - 原ノ町間では、橋の一部が土台から数十センチずれる被害などが確認。広野 - 岩沼間が運転見合わせとなる[113]。
  - 3月18日：山下 - 岩沼間で運転を再開[114]。
  - 3月21日：広野 - 富岡間、新地 - 山下間で運転を再開[115]。
  - 3月22日：富岡 - 原ノ町間で運転を再開[115]。
  - 3月24日：原ノ町 - 新地間で運転を再開し、全線で運転再開[116]。
- 2023年（令和5年）3月18日：水戸 - いわき間でE531系付属編成によるワンマン運転を開始[117]。
- 2024年（令和6年）3月16日：土浦 - 水戸間、いわき - 原ノ町間でE531系付属編成によるワンマン運転を開始[118]。
- 2026年（令和8年）7月1日（予定）：支社制から事業本部制への再編に伴い、首都圏本部管内については日暮里駅 - 北千住駅間を上野事業本部、綾瀬駅 - 取手駅間を松戸事業本部の管轄、水戸支社管内については藤代駅 - 岩間駅間を土浦事業本部、友部駅 - 大津港駅間を水戸事業本部、勿来駅 - 新地駅間を浜通り事業本部の管轄、東北本部管内の坂元駅 - 岩沼駅間については仙台事業本部の管轄とする[119]。

## 東日本大震災・東京電力福島第一原子力発電所事故の影響

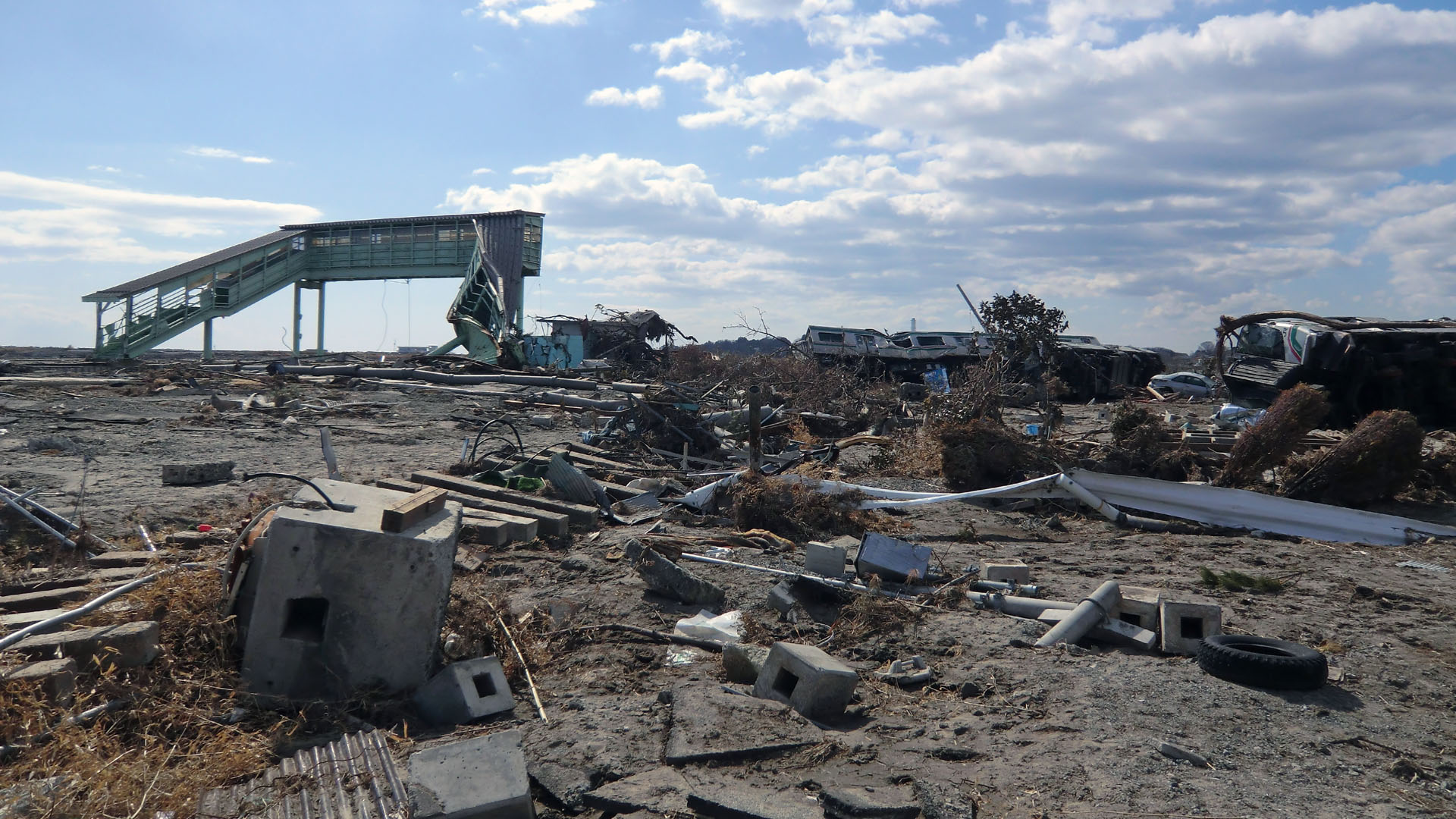
大津波によって列車もろとも流出した新地駅（2011年4月4日）

2011年（平成23年）3月11日の午後に東北地方太平洋沖地震（東日本大震災の本震）が発生し、沿線では広範囲で震度5弱から6強の揺れを記録した。このため当日全線で運転を見合わせ、勿来駅 - 岩沼駅間では駅構内に7本・駅間に6本の列車が停車した。
なお、震災当日は地震前の沿線火災によるダイヤ乱れがあったため、後の警戒区域内を走行中の列車はなかった。
また茨城県から宮城県にかけては施設の破壊・支障が発生したほか、沿岸ではこの地震による津波の影響を受け久ノ浜駅から亘理駅にかけて断続的に設備の浸水・流失被害が発生した。これにより、新地駅で抑止中であった普通244MのE721系電車（P-1編成+P-19編成）と浜吉田 - 山下間を走行中に抑止となった貨物92列車（ED75 1039+コキ50000）のコンテナ車がそれぞれ津波の直撃によって脱線・大破した。人的被害はなかったが、車両は全て廃車となった。
このほか、常磐線に特有の被害として、大野 - 双葉間の沿線に立地する福島第一原子力発電所の事故による放射能汚染が挙げられ、事故後の2011年（平成23年）4月22日以降、原発からの半径20 km圏内と重複する広野 - 磐城太田間が災害対策基本法に基づく警戒区域（民間人強制退去・立入禁止）に指定、半径20 kmから30 km圏内のうち計画的避難区域でない地域の大半（久ノ浜 - 広野、磐城太田 - 鹿島）が「緊急時避難準備区域」に指定された。

### 不通区間の復旧と現状
被害が比較的甚大であった取手駅以北の区間においては翌日以降も不通となったが、2011年（平成23年）5月14日までに上野 - 日暮里 - 久ノ浜間、亘理 - 岩沼 - 仙台間で列車の運行を再開した。その他の区間も順次復旧が進められ、2020年（令和2年）3月14日に全線で運転を再開した。

#### 久ノ浜 - 広野 - 竜田間
この区間は一部で施設が浸水したほか、原発事故当初、沿線の広野町内は全域が緊急時避難準備区域、楢葉町内の大半が警戒区域（再編後は避難指示解除準備区域）となった。
警戒区域に含まれなかった久ノ浜 - 広野間は2011年（平成23年）8月1日から運転再開前日まではバス代行を実施し、広野駅へ仮設ホームを設置した上で同年10月10日に運行を再開した。なお、広野町の緊急時避難準備区域は運行再開前の同年9月30日に解除されている。仮設ホームは竜田までの復旧後に撤去された。2018年には、広野駅の駅前広場が完成した。
2014年（平成26年）6月1日には楢葉町の帰町判断に合わせ、除染・復旧が完了した広野 - 竜田間で、避難指示解除準備区域（当時）としては初の鉄道営業を再開している。列車は基本的に従来の広野行きを一部延長する形で運転された。竜田駅では副本線である3番線を使用し、2・3番線と1番線の間の線路には上下本線をまたぐ仮設の足場が設置されていたが、富岡駅までの復旧に伴いこの足場は撤去されている。なお、楢葉町内の避難指示は2015年（平成27年）9月5日に解除された。その後、2020年（令和2年）6月には竜田駅の新駅舎が完成した。

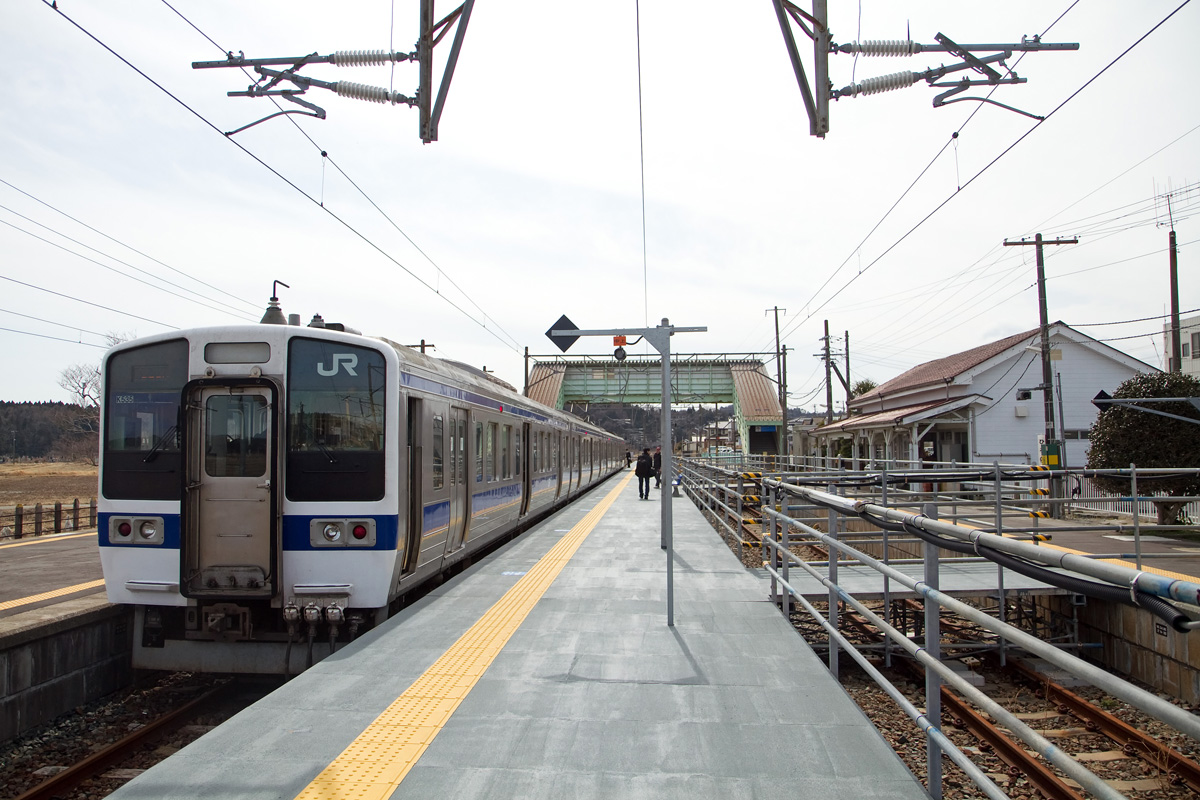
仮設ホームが設置された広野駅（2012年3月20日）
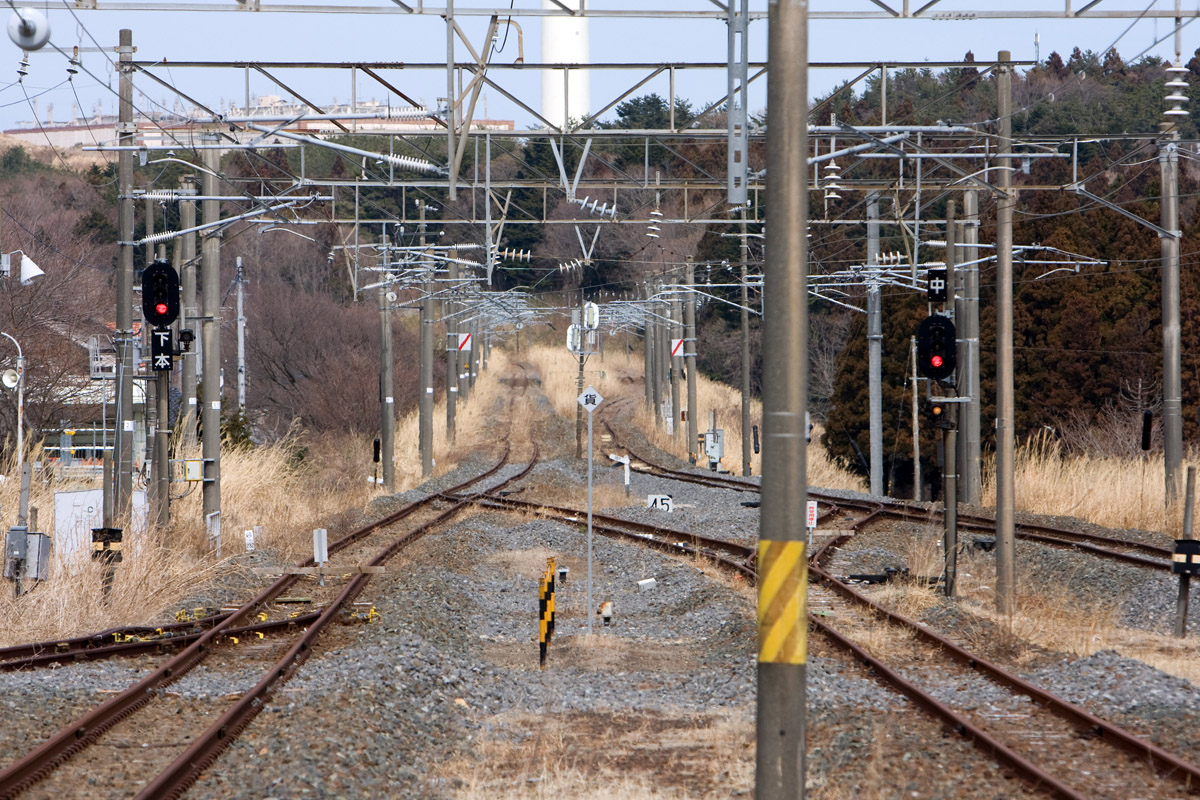
広野駅ホームから当時休止中の仙台方を望む 休止区間手前には架線死区間標識が設置されている（2012年3月20日）
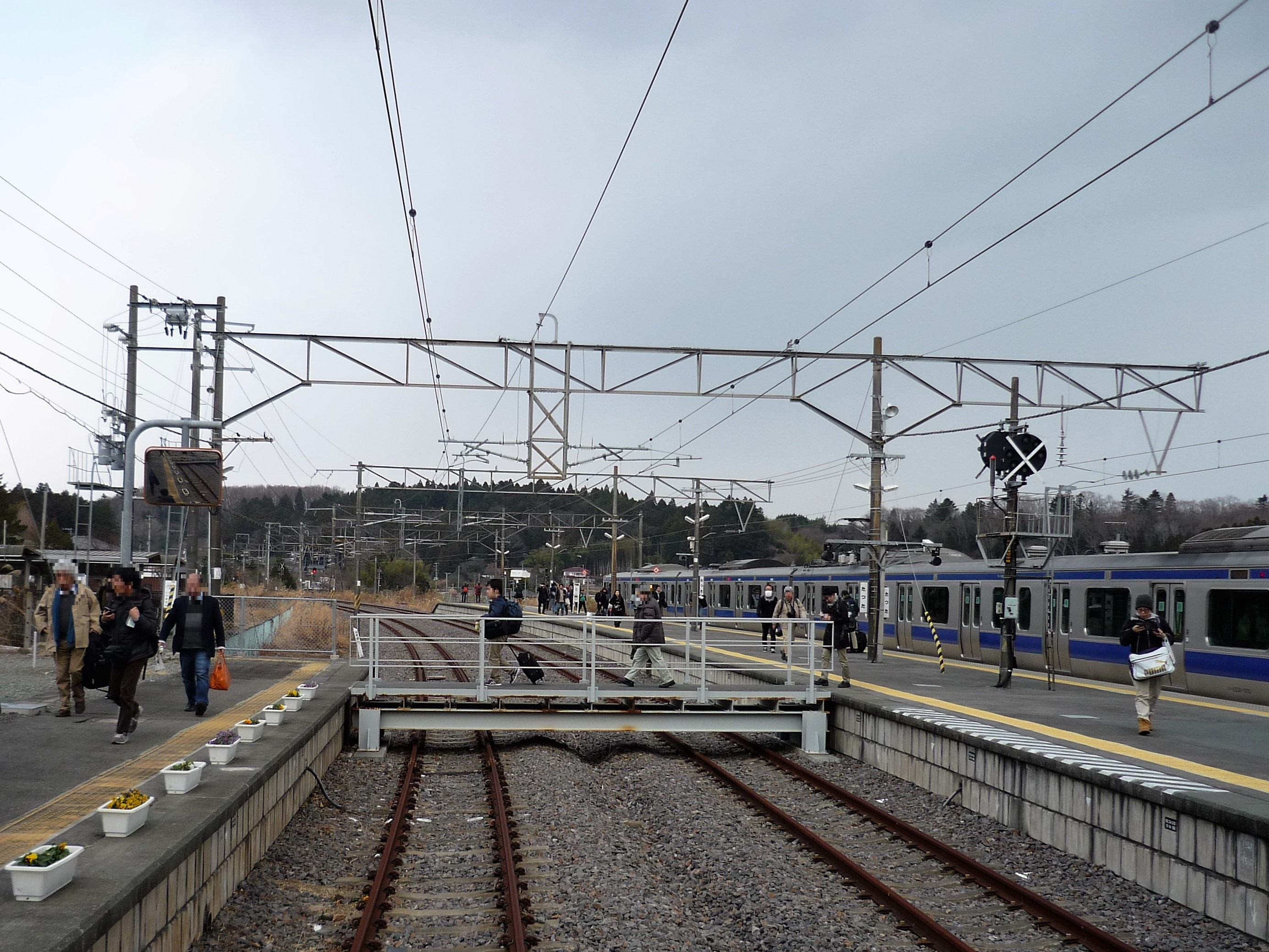
竜田駅2・3番線と1番線を結ぶ仮設の足場。現在は撤去された。（2017年1月4日）

#### 竜田 - 原ノ町間

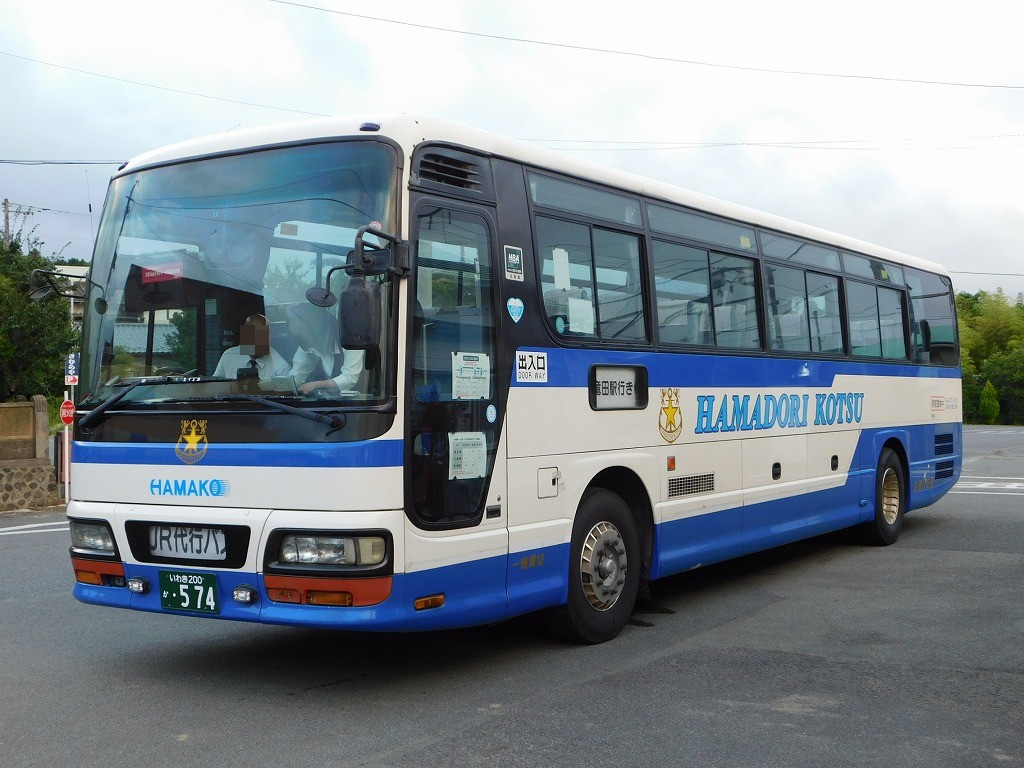
竜田駅 - 原ノ町駅間で運行されていた列車代行バス（2016年7月、竜田駅にて）

この区間は大半が原発事故後に警戒区域とされたことから詳しい被害調査ができず、富岡駅の津波による流失、大野駅の駅舎一部損壊や大野駅 - 双葉駅間の第一前田川橋梁上り線の崩壊の被害などが確認されている程度だったが、2015年（平成27年）2月までに全ての被害調査が完了した。いずれの区間も開通には復旧工事及び除染等による放射線量低減が必要とされており、復旧時に除染が行われている（後述）。
代行輸送は、並行する国道6号も許可車両以外の通行が規制されたため行われていなかったが、2014年（平成26年）9月15日からは自動車のみ自由通行が可能となったこともあり、2015年（平成27年）1月31日には 竜田 - 原ノ町間にてバス2往復による代行輸送を開始している。当初途中停車地は設定されなかったが、2016年（平成28年）7月12日に小高 - 原ノ町間の運転が再開されたことを受け、運行区間は竜田 - 原ノ町のまま、小高駅のみ停車を開始した。2017年（平成29年）2月1日から浪江駅に、同年2月16日からは富岡駅にもそれぞれ追加で停車を開始している。
浪江 - 小高間が復旧した2017年（平成29年）4月1日以降、代行バスは以下のように運転系統の再編が行われ、同日避難指示が解除された竜田 - 富岡間で増発し、竜田駅発着の全列車と接続した。
- 竜田 - 富岡間…9往復/日
- 竜田 - 浪江間（富岡停車）…下り1本・上り2本／日
- 竜田 - 原ノ町間（富岡、浪江、小高停車）…下り1本／日

2017年（平成29年）10月21日の竜田 - 富岡間の復旧時には同区間の代行輸送を終了し、以下のように再編された。
- 富岡 - 浪江間（途中停車なし）…5往復／日
- 富岡 - 原ノ町間（浪江・小高停車）…下り1本／日

全線での運転再開に伴い、2020年（令和2年）3月13日でバスによる代行輸送を終了した。

##### 竜田 - 富岡間
富岡駅付近を中心に津波による被害が発生した区間である。避難区域の再編後、大半が避難指示解除準備区域となった。なお、被災した富岡駅は、2015年（平成27年）1月16日までに解体に着手している。
再開目標の提示以前から、2013年（平成25年）に、被災区間を津波対策などを施し、現在位置で復旧することが検討されていると報道されており、2014年（平成26年）には富岡駅を従来の位置よりやや北側で移設復旧する富岡町のまちづくり計画が発表され、JR東日本側も沿岸部の防潮堤整備を条件に復旧を行うとしていた。
2015年（平成27年）3月の国土交通省発表では、運転再開目標は竜田 - 富岡間は「3年以内」（2018年〈平成30年〉春まで）とされた。運転再開時期については2016年2月に富岡駅の移設協議が進んだことを受け2017年末に、2017年（平成29年）3月には工事が順調に進捗していることから同年10月ごろに繰り上げられ、最終的に同年10月21日に、竜田駅発着の全列車を延長するかたちで運転再開となった。再開に当たっては駅を100 mほど北に移設し、交通広場などを整備した。
なお、帰還困難区域を除いた富岡町の避難指示は2017年（平成29年）4月1日で解除された。

##### 富岡 - 浪江間
避難区域の再編後も大半が帰還困難区域および居住制限区域とされた区間である。この区間については比較的高い放射線量の区間がある（2015年時点で空間線量率最大29.6 μSv/h、平均4.1 μSv/h）ことから、2015年（平成27年）3月の国土交通省発表では「除染や異常時の利用者の安全確保策を完了した後」の開通とされ、具体的な時期は明示されなかった。被災区間では最後まで再開目標が明示されていなかったが、2015年（平成27年）6月29日から先行して倒壊・破損した第一前田川橋梁の撤去工事を行った後、2016年（平成28年）3月10日、国土交通省より2020年（令和2年）3月までに運転を再開する見通しが発表され、2016年3月18日より順次除染・復旧工事に着手している。
2019年（令和元年）6月1日には架線への送電が開始された。11月までに工事を終了。同年12月18日から試運転を開始した。
2019年12月には、富岡 - 浪江間の運行を2020年（令和2年）3月14日から再開する見通しであることが報じられた。
除染はバラストやまくらぎの交換、除草・伐採、のり面・路盤のすきとり、モルタル・植生基材吹付によって行われ、これに先立ち、2015年（平成27年）8月20日から本区間の中でも特に線量が高い夜ノ森 - 双葉間の6か所（大熊町内）で除染の試験施工がJR東日本により行われている。2016年2月の報告によるとこの区間における帰還困難区域相当の空間放射線量であった区間は1割程度であり、試験施工でも目標としていた3.8 μSv/h以下（避難指示解除準備区域と同等）を達成し、効果が見られた。なお、除染に当たり、夜ノ森駅の名物であったツツジは幹10 cmを残して伐採されたほか、避難指示解除時期にあわせ、新たな苗木を植える計画である。除染の効果も出始め、大熊町内でも、2018年には2.8 μSv/hに低下しており、双葉駅構内でも、2019年には0.11 μSv/hに低下した。大野駅付近でも、2018年には1.8 μSv/hに、2019年には1.35 μSv/hに低下したという。除染は2018年中に終了した。
この区間のうち、大野 - 双葉間は複線化されていたが、下り線のみを復旧して単線とし、上り線は乗客避難・修繕用の通路としている。2017年12月には第一前田川橋梁の下り線架け替えが完成し、上り線跡地には点検時などに職員が通る道路橋が架けられ、その後は通信ケーブルの復旧作業が行われている。また、双葉駅は橋上駅になるほか、棒線駅（線路・ホームが1本ずつの駅）になる。夜ノ森駅も、橋上駅になる。大野駅も改修されることになっており、大野駅前では整地作業が行われ、内外装を改修した。更に、大野駅も棒線駅となる。
福島県では、双葉町、大熊町、夜ノ森駅周辺の避難区域解除を、同区間の営業再開に合わせ実施するという。避難区域解除は、双葉駅前は2020年3月4日、大野駅前は2020年3月5日、夜ノ森駅前は2020年3月10日午前6時に実施された。
そして2020年3月14日、営業が再開された。営業再開当日は記念のイベントが開催される予定だったが、新型コロナウイルス肺炎の感染拡大の影響を受け、中止となった。営業再開後は、E531系は原ノ町駅までの運行となり、E657系で品川駅 - 仙台駅間直通の特急列車が運行されるほか、全線再開記念切符も発売され、記念ポスターも作られた。

##### 浪江 - 小高間
小高駅付近が浸水したほか、室原川橋りょうの破損などが見られた。避難区域の再編後は大半が避難指示解除準備区域、一部が居住制限区域となった。2015年3月の国土交通省発表では、運転再開目標は遅くとも2017年とされた。2016年（平成28年）1月6日より除染・復旧工事に着手し、2017年（平成29年）3月7日には同区間の試運転が開始され、同年4月1日に運行を再開した。浪江駅では2017年（平成29年）10月20日まで終着駅だった竜田駅と同様に副本線である3番線を使用し、2・3番線と1番線の間の線路には仮設の足場が設置されていた。桃内駅では側線が撤去された。
なお、帰還困難区域を除いた浪江町の避難指示については2017年（平成29年）3月31日で解除された。

##### 小高 - 原ノ町間
避難区域の再編後は磐城太田以南が概ね避難指示解除準備区域となり、2015年（平成27年）3月の国土交通省発表では、運転再開目標は2016年（平成28年）春とされた。2016年（平成28年）7月12日には南相馬市小高区に出されていた避難指示が帰還困難区域（該当世帯無し）を除き解除されることを受け、同日から除染・復旧工事が完了した小高 - 原ノ町間の運転を再開した。列車は当初、原ノ町 - 相馬間の列車を一部延長するような形で設定となったが、相馬 - 浜吉田間が復旧した2016年（平成28年）12月10日以降は仙台方面との直通も設定されたものの基本的に原ノ町駅で系統が分断されている。
小高駅では当初、下り本線の上に仮設の足場を設置して1番線ホームを拡張し、中線のみを用いていたが、浪江駅までの復旧に伴いこの仮設の足場は撤去されている。

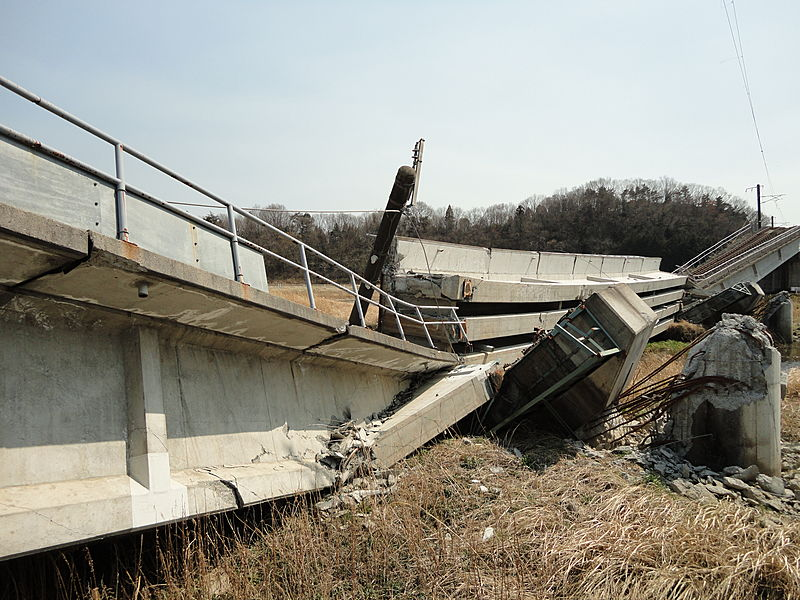
大野 - 双葉間で倒壊した第一前田川橋梁 （2011年4月13日 撮影）
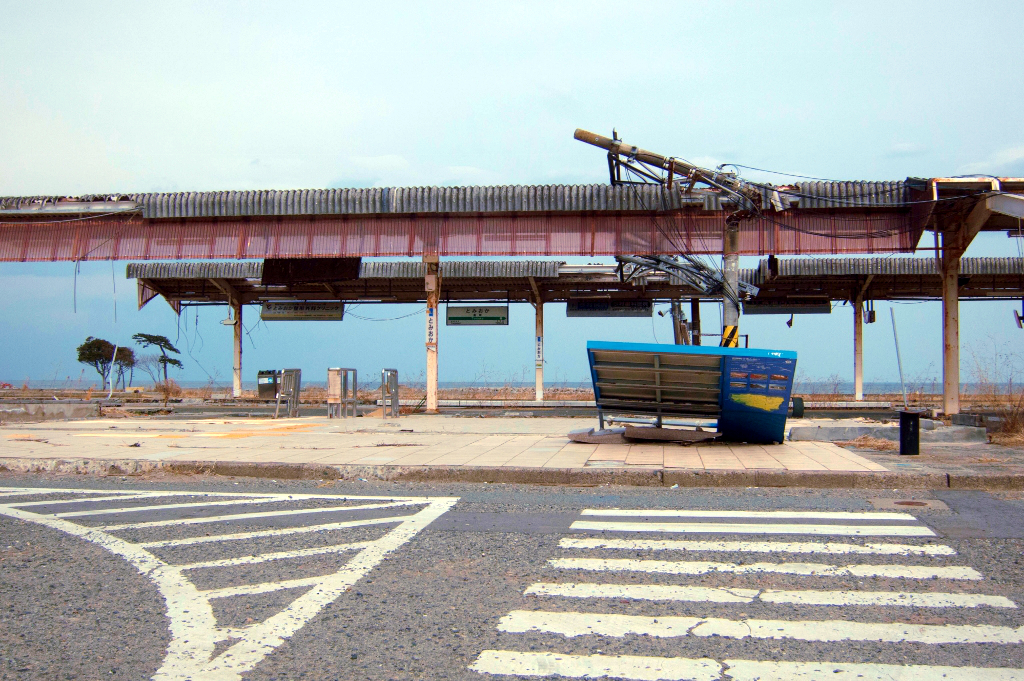
津波で駅舎が流失した富岡駅 （2012年3月22日 一時帰宅時に撮影）
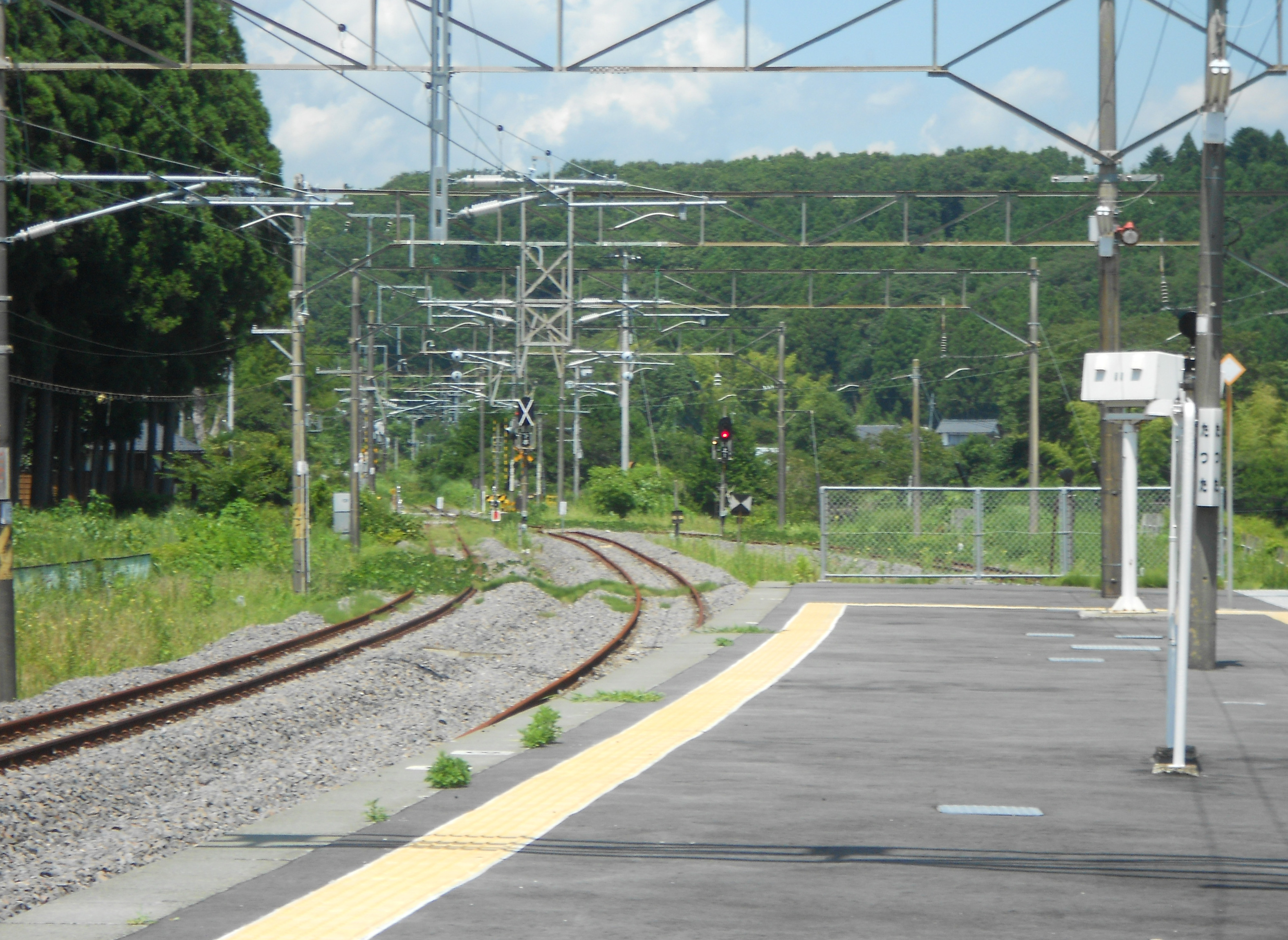
竜田駅のホームから不通だった富岡方面の写真（2014年8月5日）
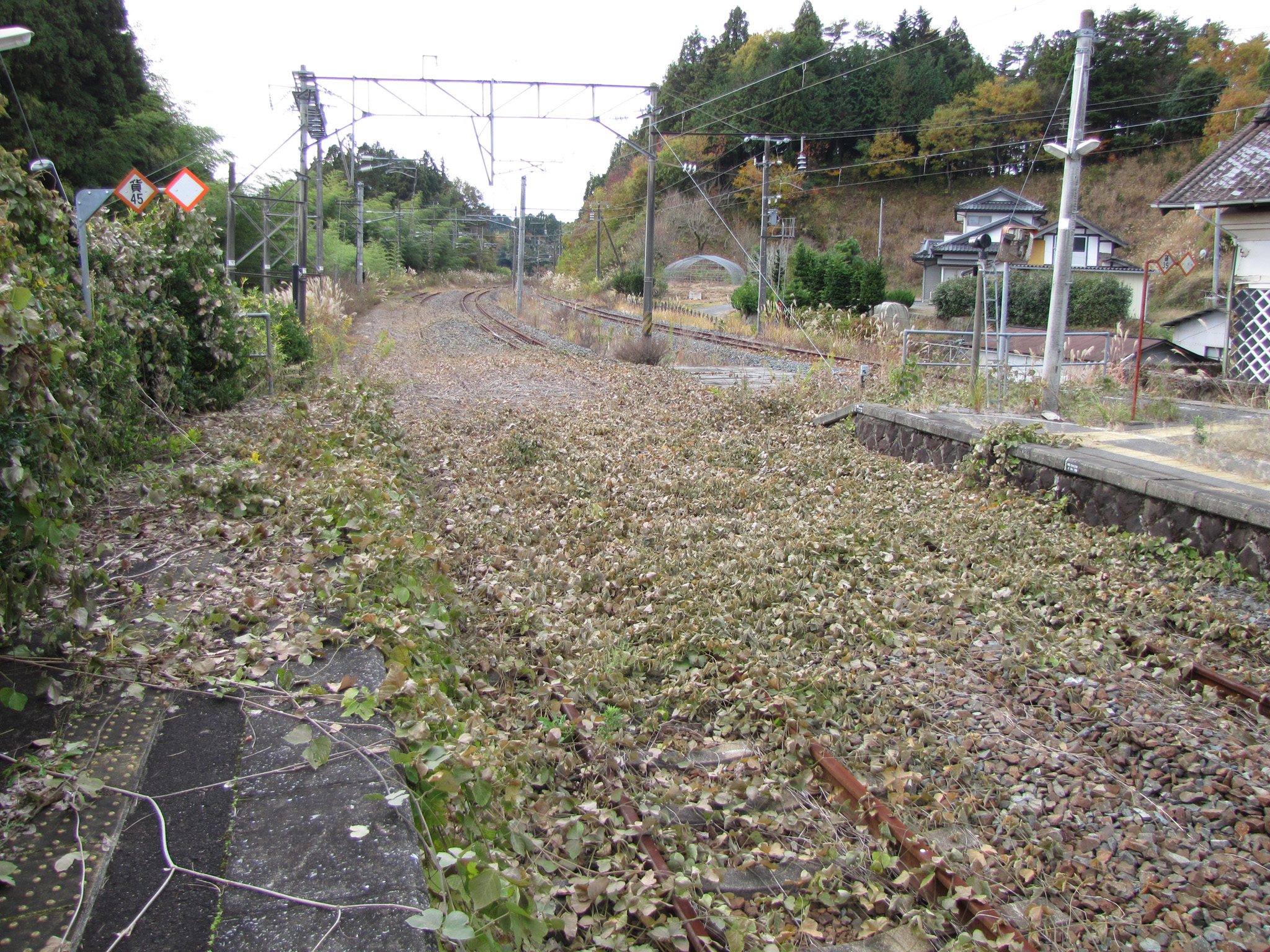
休止していた桃内駅構内（2012年11月26日）

#### 原ノ町 - 相馬間
この区間は南相馬市内の一部が緊急時避難準備区域となったが、原ノ町駅 - 鹿島駅間で浸水などが発生した程度と前後の区間と比較し被害が比較的少なかった。
原ノ町駅では、2011年（平成23年）8月現在で651系K202編成・415系K534編成・E721系P-9+P-27編成・701系F2-510編成（原ノ町 - 磐城太田間で停止したものを移送）が閉じ込められていた。このうちE721系と701系は後に陸送で搬出されており、651系と415系はしばらく留置されたのち2016年（平成28年）3月に撤去・陸送作業が行われ同月中に廃車されている。
代行輸送は区域指定が解除されていない2011年（平成23年）5月23日から相馬駅 - 亘理駅間のバスを延長する形で開始され、同年9月30日の緊急時避難準備区域解除を経て、12月21日に運行を再開した。運行再開の時点では徐行運転とし、2012年（平成24年）1月10日からは本来の速度で運転している。この運転再開時には前後の区間から孤立しており、原ノ町 - 相馬間で取り残された車両（前述）は設備上、直流モーターのブラシ点検ができず運用が困難であったため、交流モーターを用いる701系3編成6両を書類上勝田車両センターへ転属の上、2011年（平成23年）12月13日から15日にかけ陸送で搬入、原ノ町運輸区に常駐させて使用していた。
なお、2016年（平成28年）12月10日の相馬 - 亘理間の再開後は震災前と同様、仙台方面への直通が実施されている（次節も参照）。

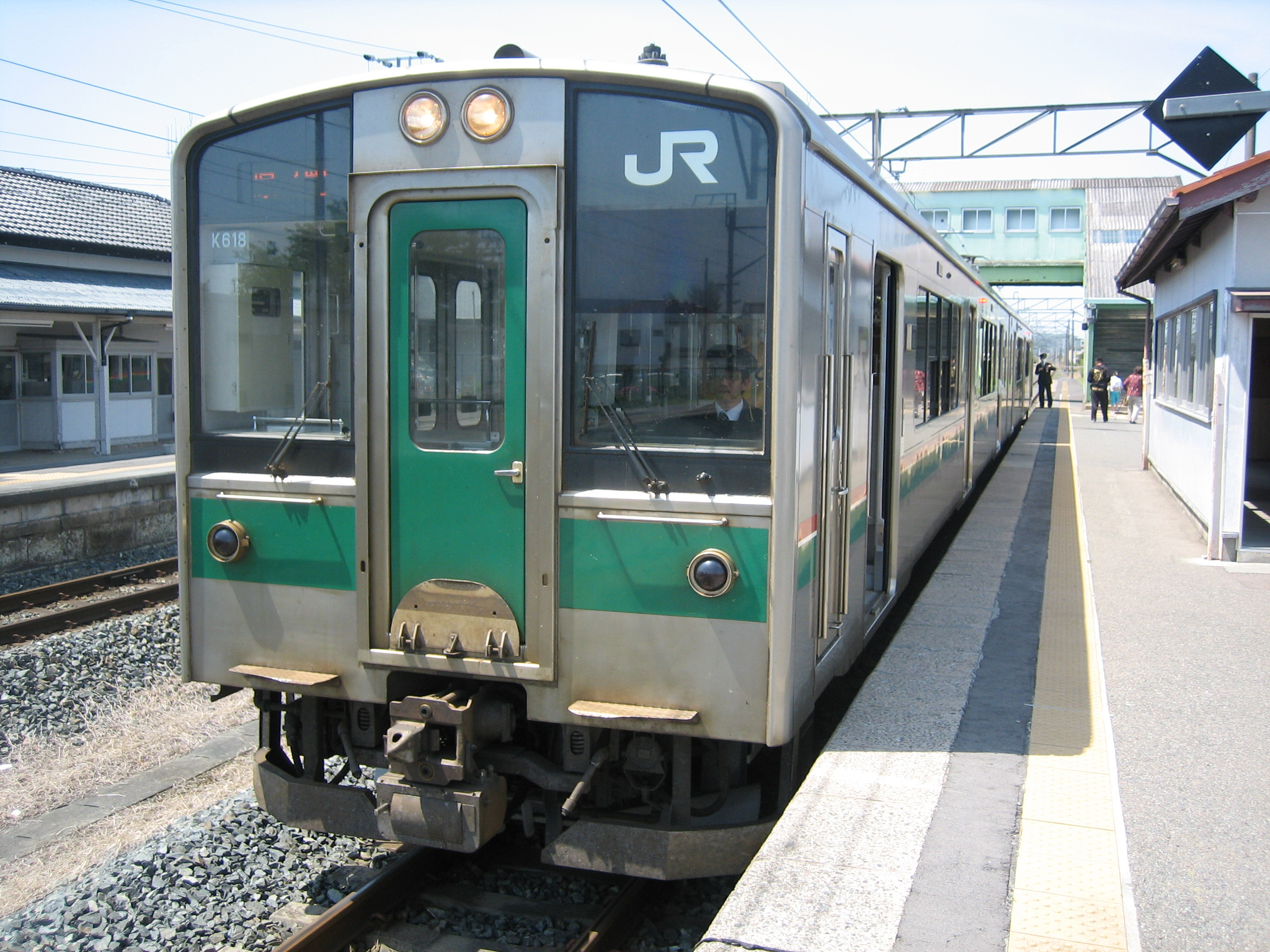
相馬駅 - 小高駅間で運行される701系（2014年5月4日、鹿島駅にて）
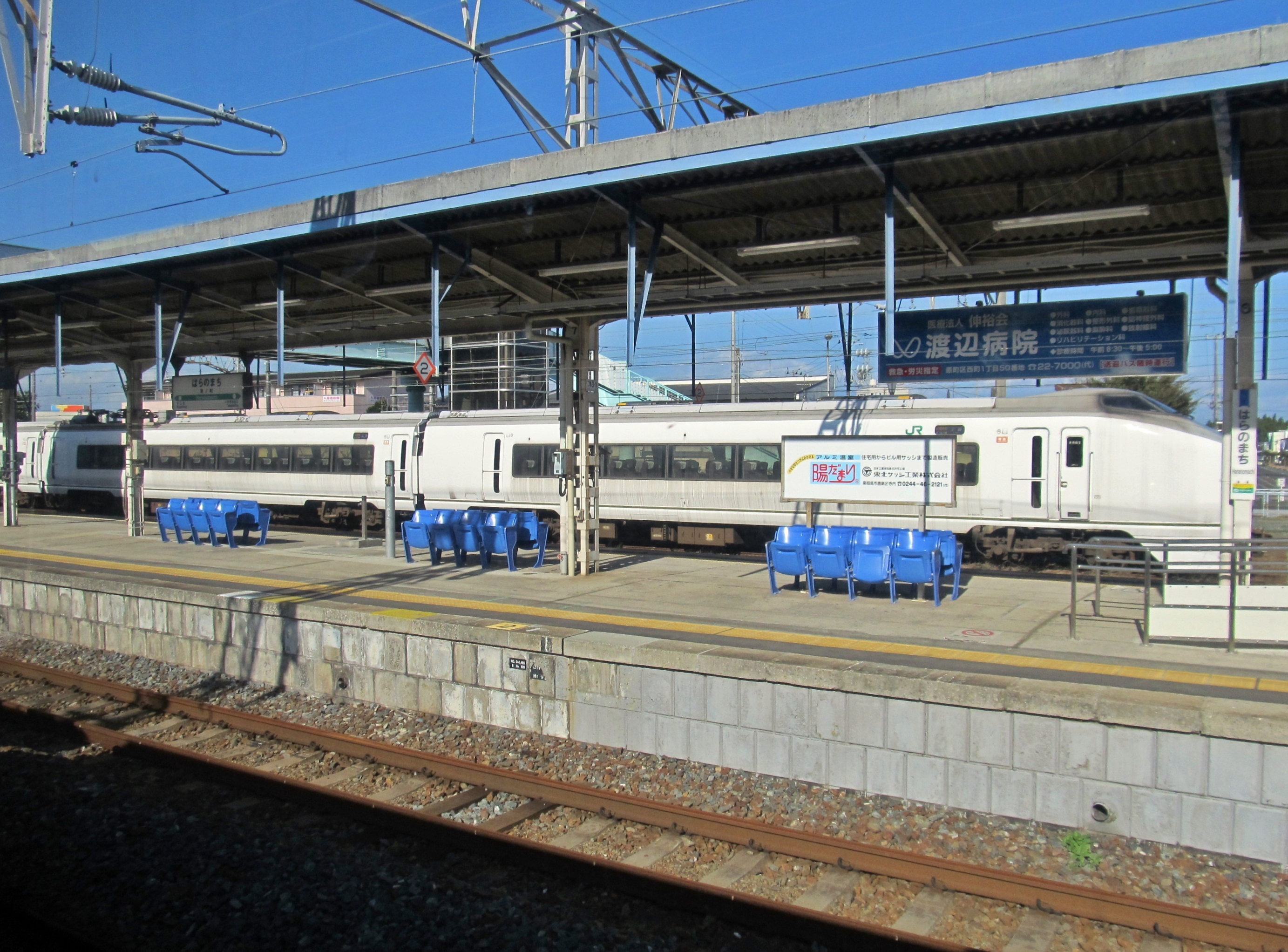
原ノ町駅構内に留置されていた651系（K202編成 2012年10月24日）

#### 相馬 - 亘理間
この区間は駒ケ嶺 - 亘理間で、新地・坂元両駅の流失など、津波による比較的大規模な設備の浸水・流失が発生したことから、亘理駅の中線にホームを仮設して仙台方面への折り返し運転を行い、相馬 - 亘理間でバス代行が実施された。バス便は各駅停車のほか、途中新地のみ停車する便や、山下 - 亘理の区間便が設定された。途中駅についてはバス停は旧駅とは異なる場所に設置されている場所があった（詳細は各駅の項を参照）。

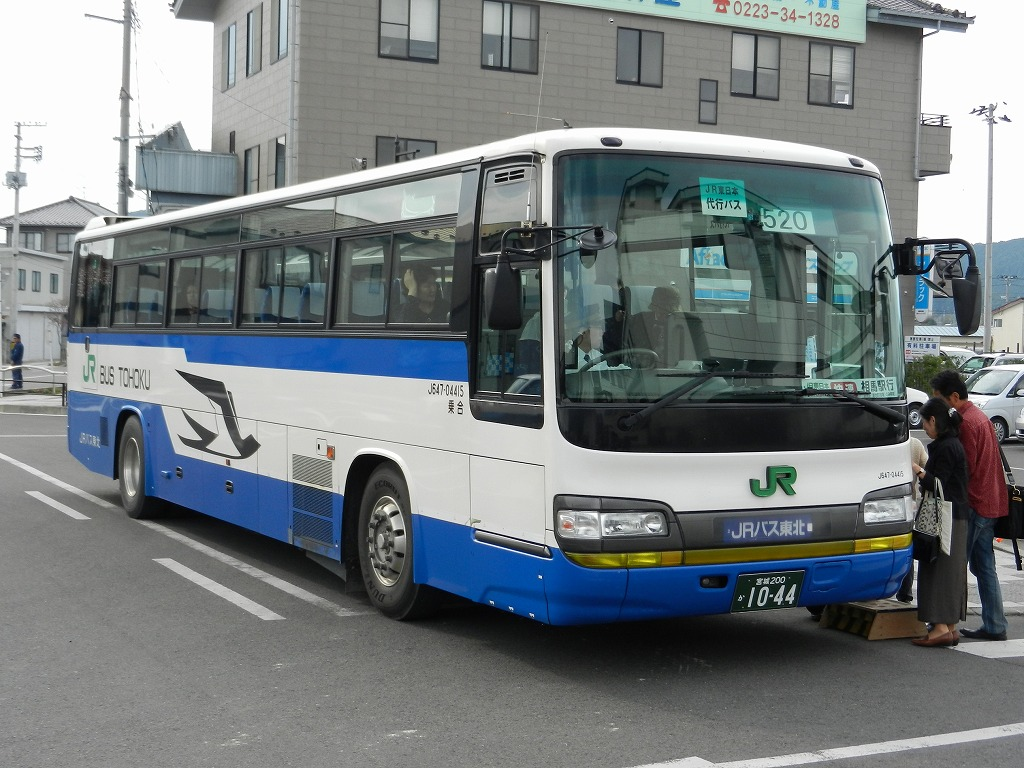
相馬駅 - 亘理駅間で運行される列車代行バス（2011年10月、亘理駅にて）
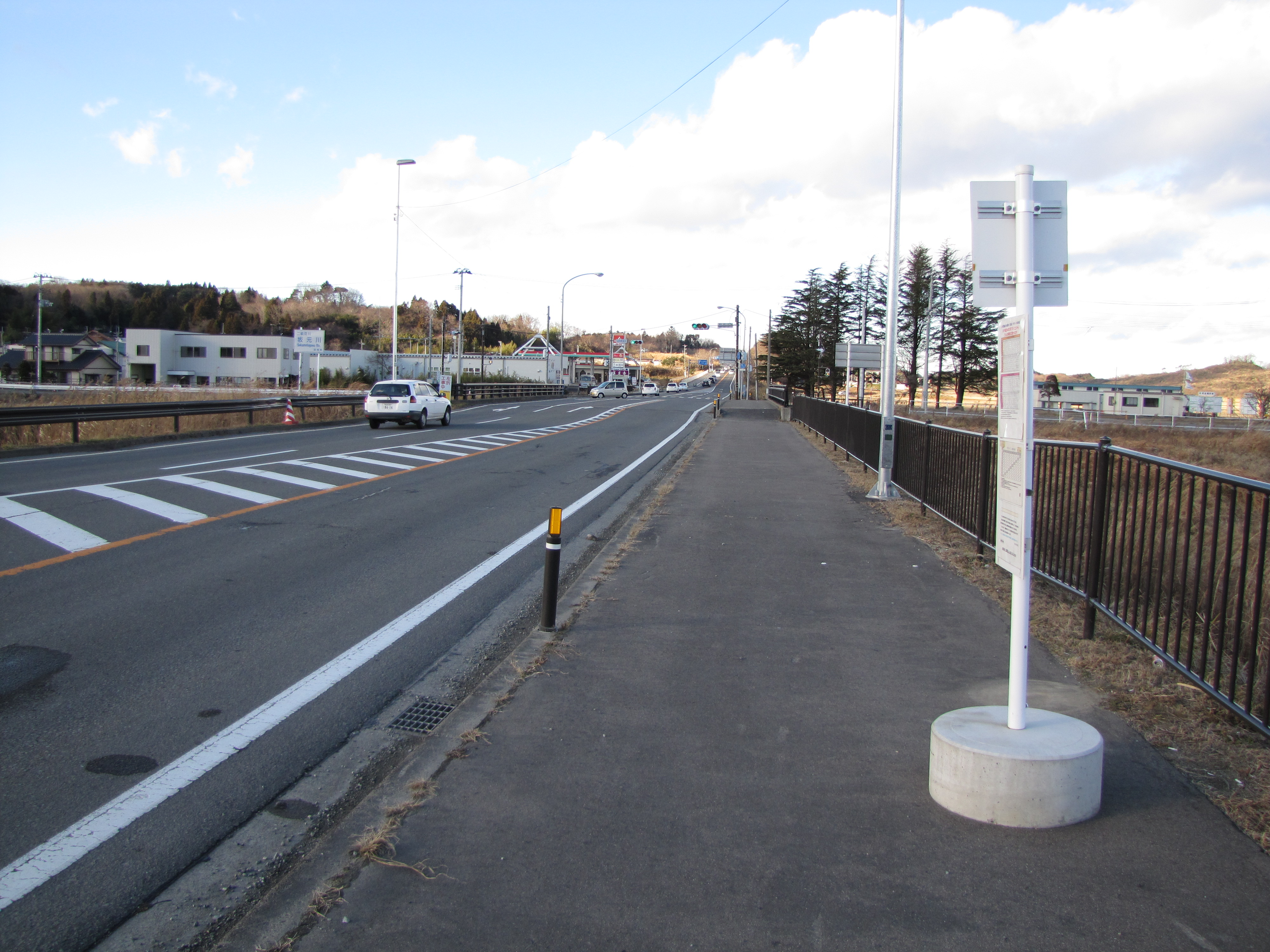
坂元駅代行バス乗り場。国道6号上に設置された。
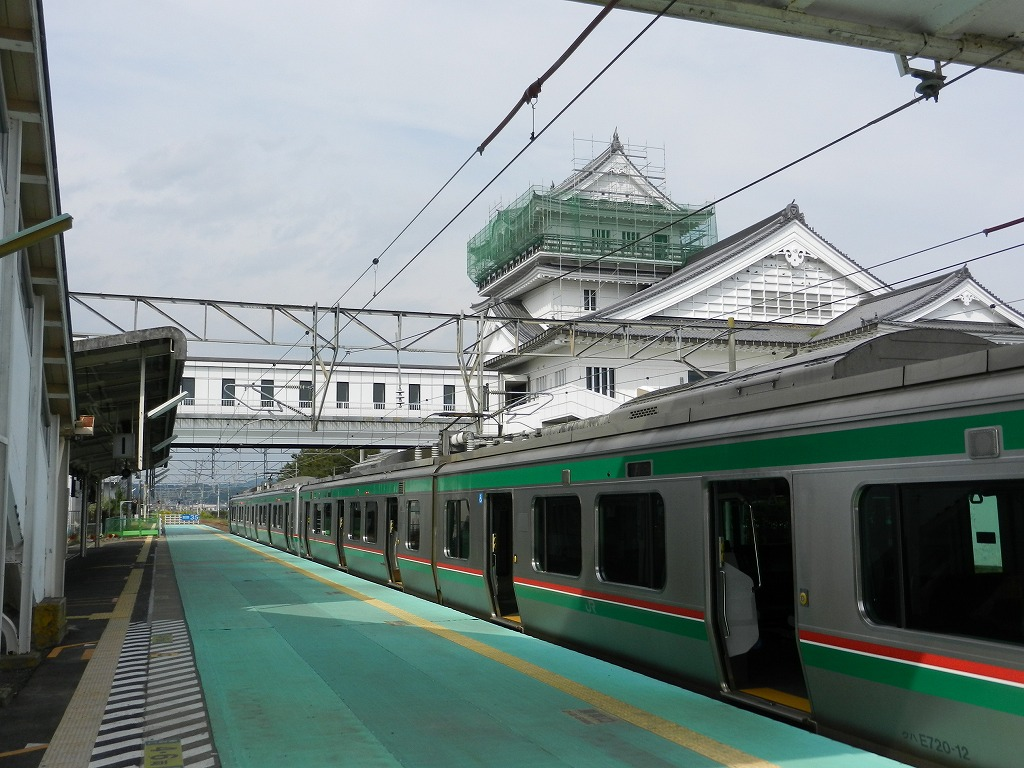
東日本大震災後の亘理駅構内。1番線ホームが仮設拡幅され、列車は中線で発着していた（2011年10月）
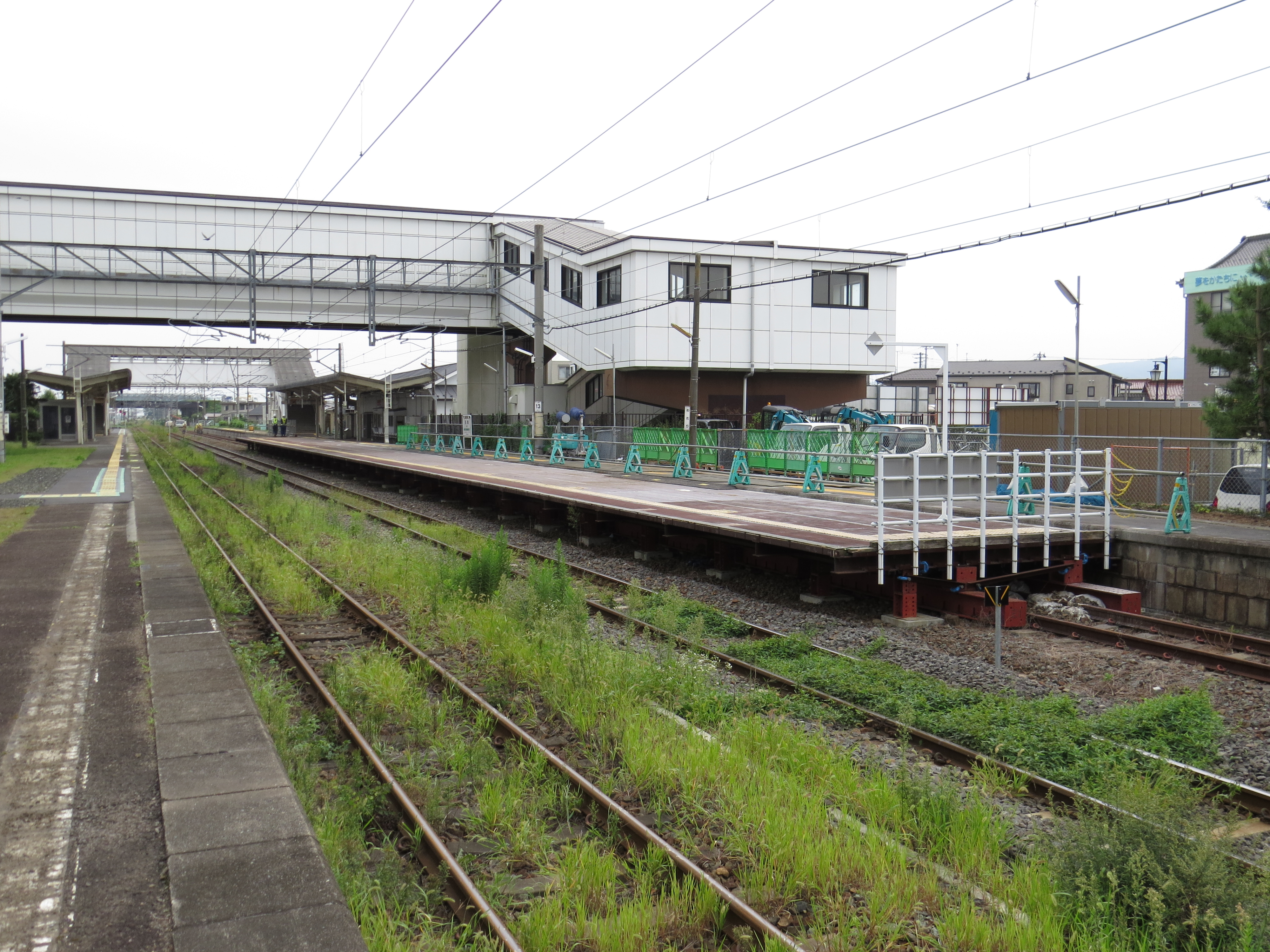
亘理駅仮設ホーム。下り線上にホームを設けて運用していた（2016年9月17日）
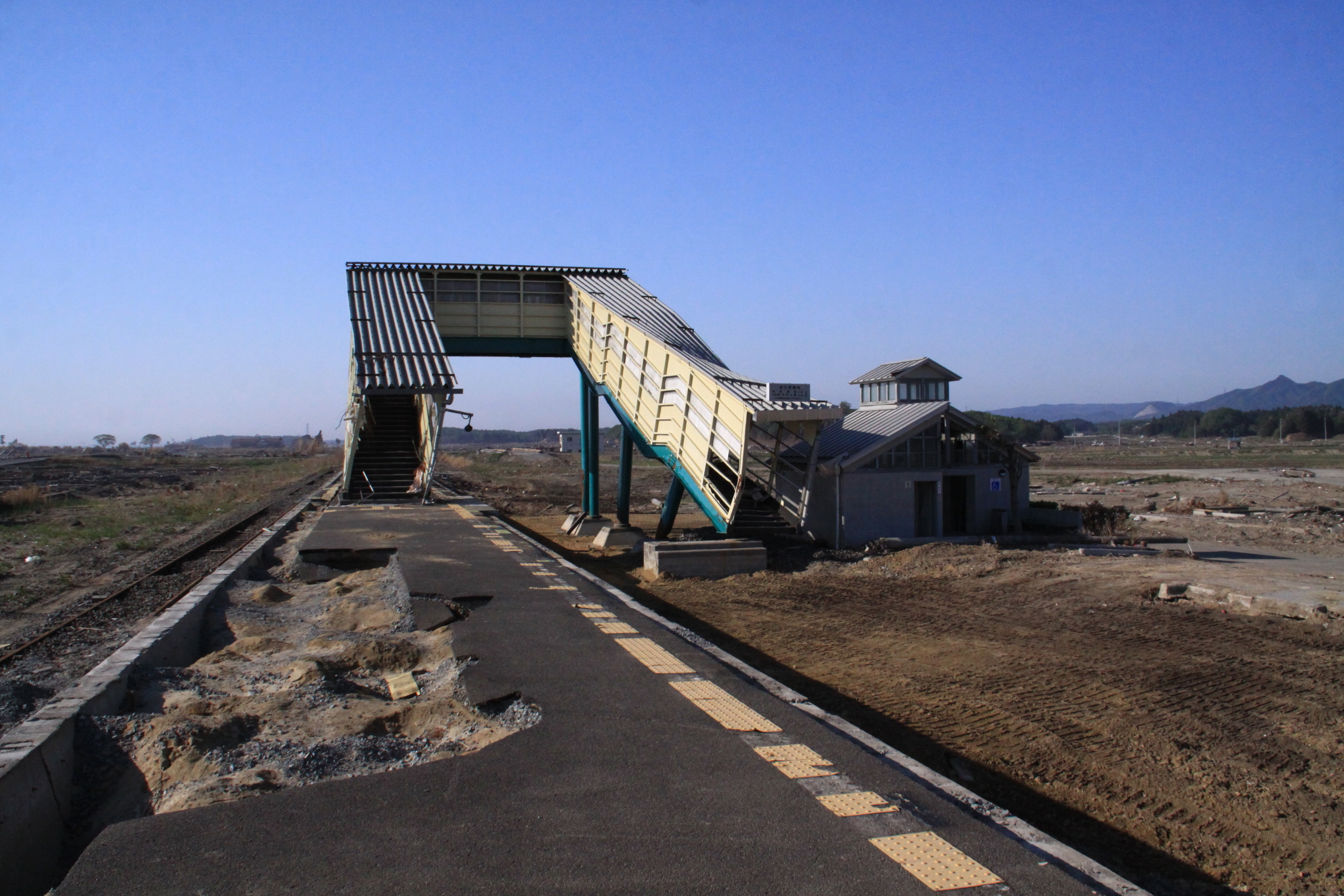
被災後の坂元駅（2011年5月18日）
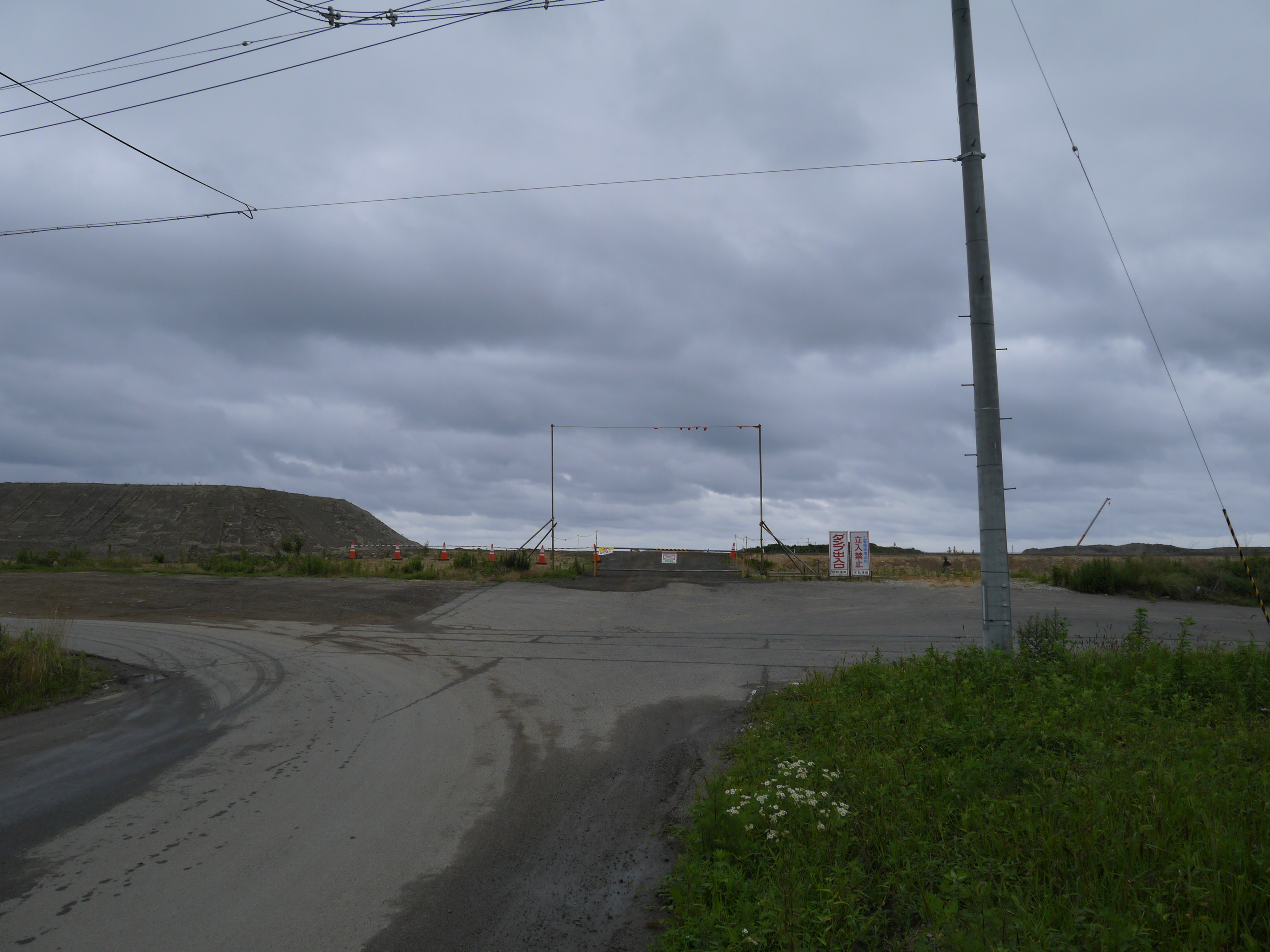
旧坂元駅跡（2016年）

##### 内陸移設工事
この区間についてJR東日本は当初より国道6号線沿いの内陸部への移設も視野に復旧案を検討した。その後、沿線自治体である福島県新地町・宮城県山元町において常磐線の線路移設を含めた都市計画が立てられたこともあり、相馬 - 亘理間のうち、駒ケ嶺 - 浜吉田間については現位置より山側に移設、相馬 - 駒ケ嶺、浜吉田 - 亘理間は現位置で対策工事を行い復旧させることが、2012年（平成24年）3月5日に発表された。
うち、浜吉田 - 亘理間については復旧・避難対策完了後の2013年（平成25年）3月16日に先行して運行を再開した。ただしバス代行の区間は従来通りとされ、列車交換がない場合の跨線橋利用を避けるため、亘理駅の仮設ホームも存置された。
駒ケ嶺 - 浜吉田間の線路移設工事は新地駅（旧）の駒ケ嶺方約870 mから浜吉田駅の山下方約870 mまでの、全長約14.1 kmで行われ、2012年9月27日に用地取得を前提に2014年春に着手することが発表され、2014年（平成26年）5月までに用地買収が完了し、工事に着手した。当初着工から復旧まで3年を見込み、2017年（平成29年）春に相馬 - 浜吉田間が復旧する予定としていたが、2016年（平成28年）10月4日には東北運輸局による鉄道事業法に基づく完成検査に合格し、同年11月5日から再開前日まで試運転が行われ、同年12月10日に運転が再開された。同日実施のダイヤ改正では、震災前に運転されていた特急列車と貨物列車の設定はないものの、普通列車は震災前と同等の本数が確保された。
本区間はおよそ4割が単線高架で構成され、一部は地平や掘割を用いている。ただし、坂元 - 山下間では工期短縮のため丘陵上の遺跡やサクラの木を避け、掘割ではなくトンネル（第1・第2戸花山トンネル）を用いている。この区間にあった新地駅・坂元駅・山下駅の3駅は新線上に移設され、新地駅は地上駅、坂元駅・山下駅は高架駅となり、新地駅と山下駅には旧駅と同様列車交換設備が設置されたが、坂元駅は棒線駅として復旧された。
これに伴い駒ケ嶺 - 浜吉田間では各駅間の営業キロが変更され、駒ケ嶺 - 新地間で-0.2 km、その他で+0.1から0.4 km、全体で+0.6 kmの改キロとなった（震災前22.6 km、復旧後23.2 km）が、営業キロと運賃の変更は同区間を含むSuica仙台エリア内で2017年（平成29年）4月1日の磐越西線郡山富田駅開業と同時に実施された。
内陸移設後の旧線の路盤のうち新地 - 山下間は津波防災対策として盛土をして築堤に転用し、その築堤上に福島・宮城県道38号相馬亘理線を建設する工事が進行している。このうち新地駅-福島・宮城県境までは開通済みである。

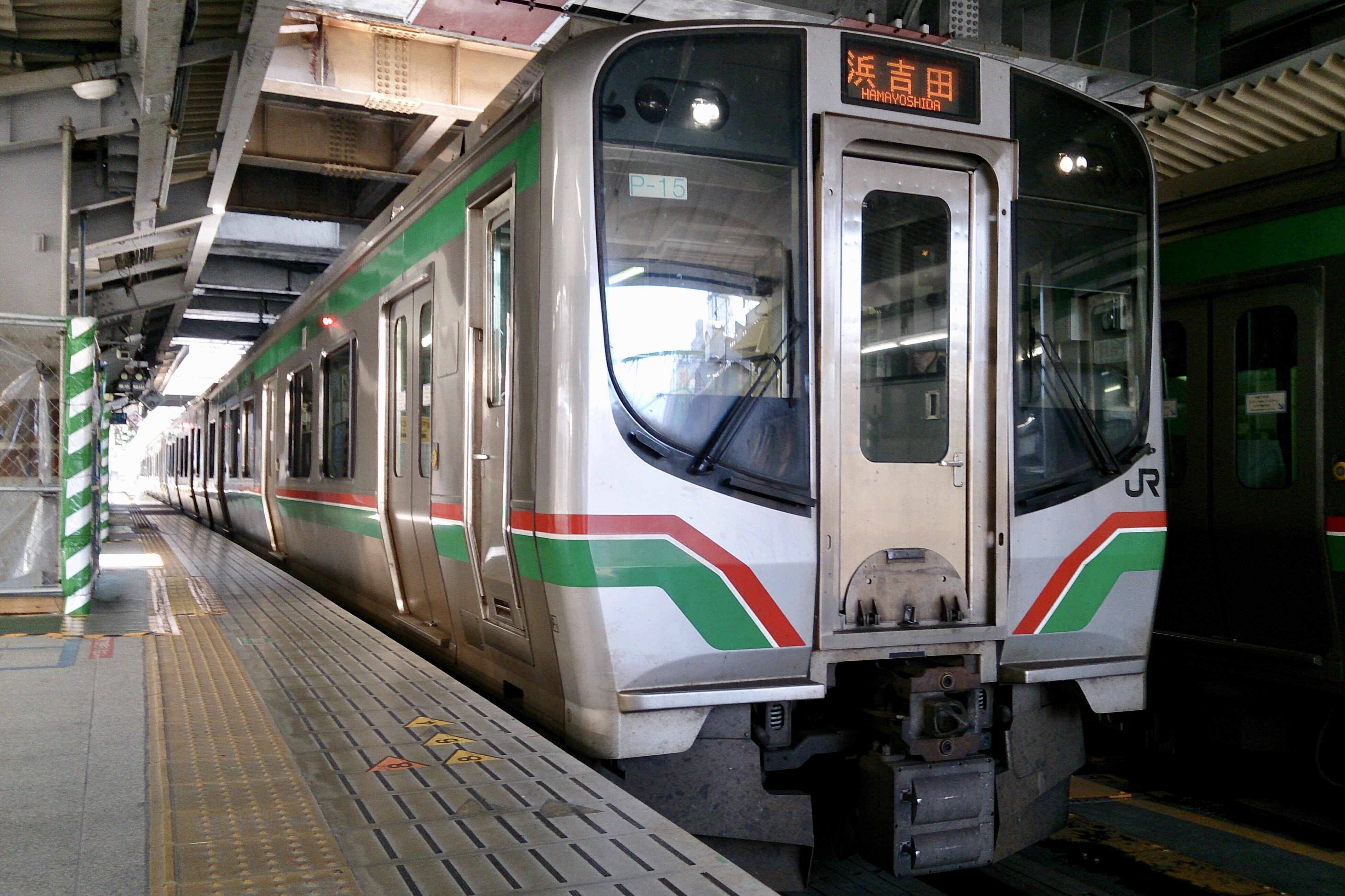
亘理〜浜吉田間の暫定復旧後に運転されていた仙台発浜吉田行列車（仙台駅 2014年8月）
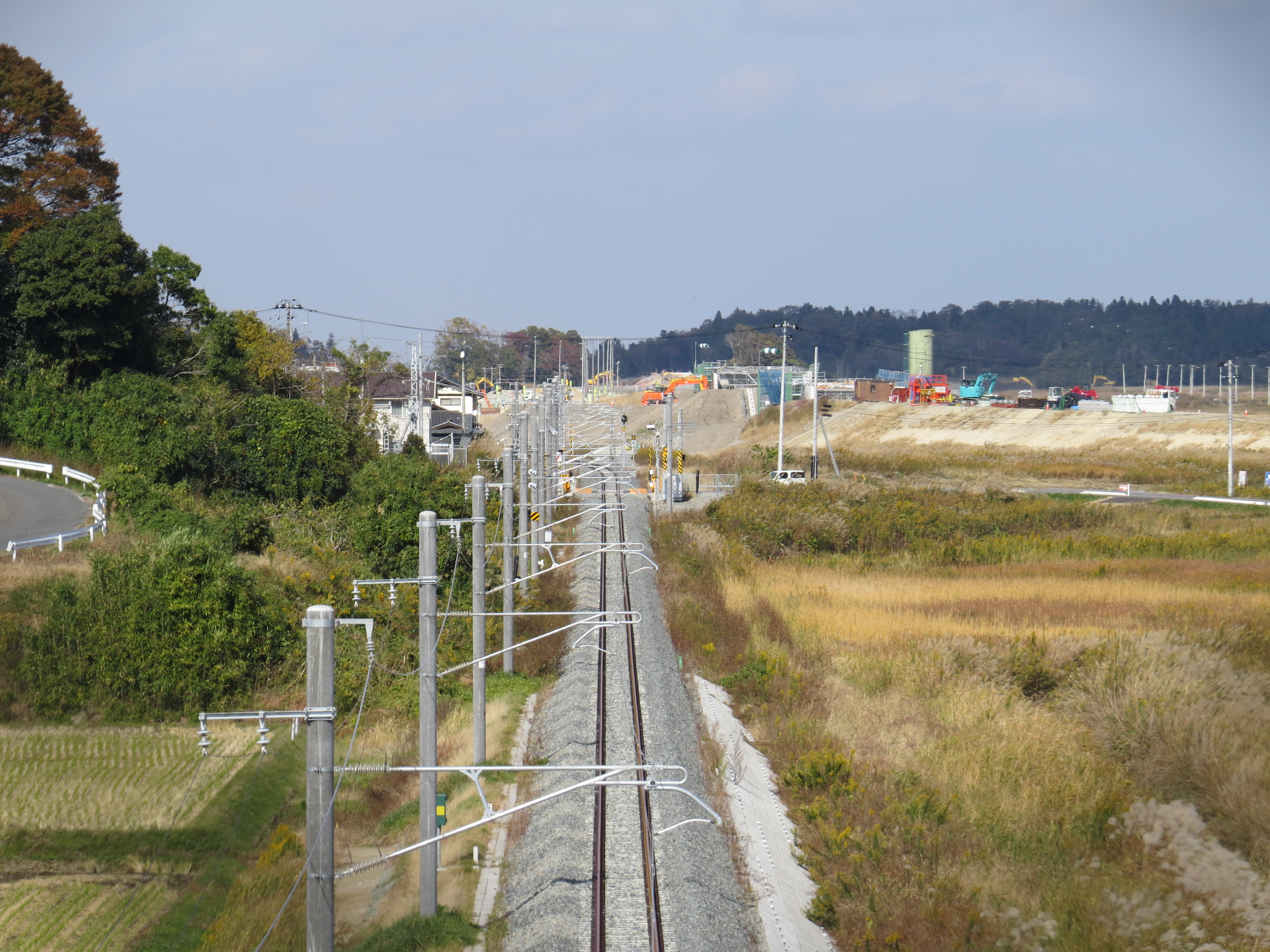
復旧工事中の様子（駒ヶ嶺 - 新地間 2016年11月）
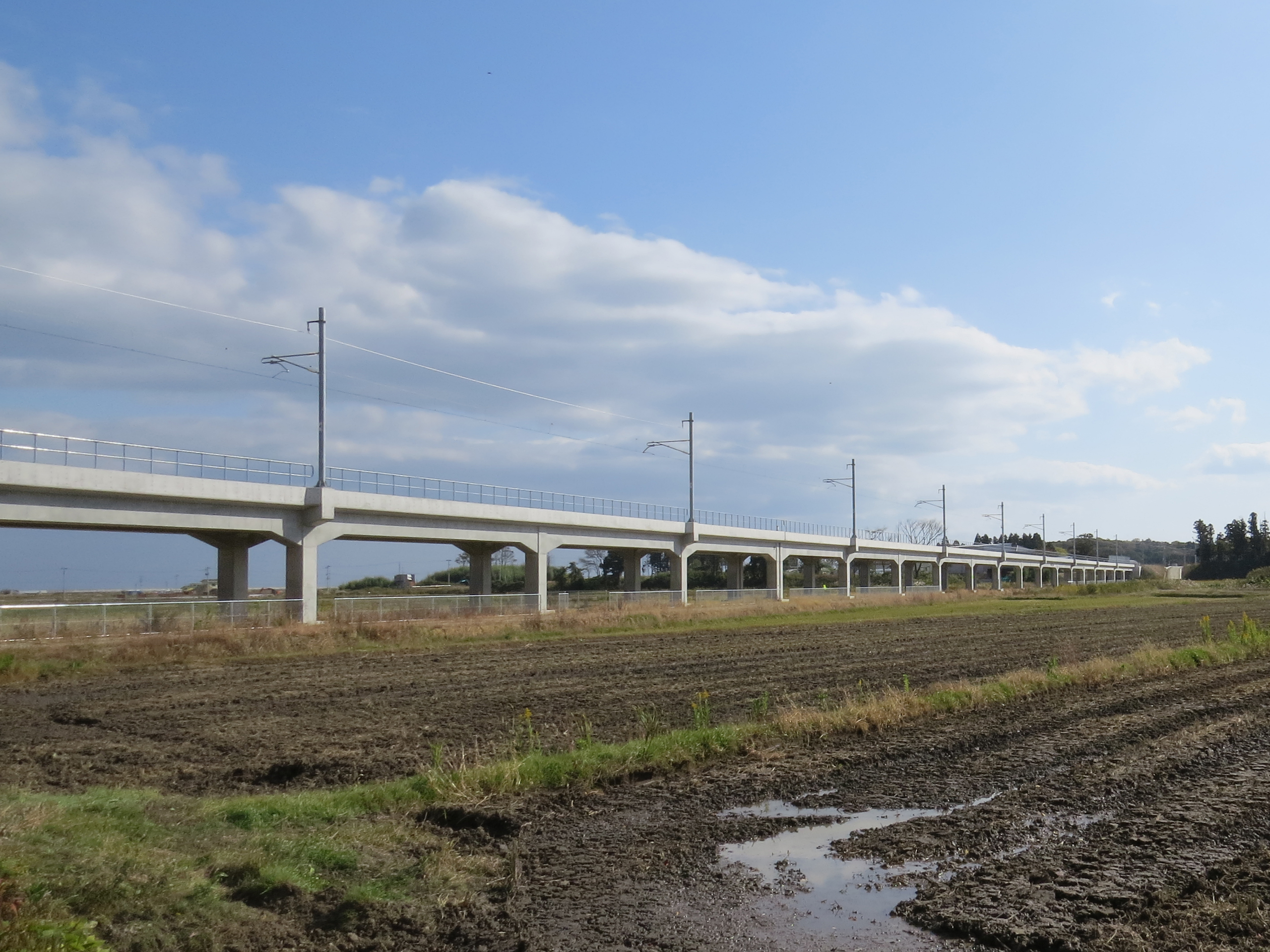
復旧工事中の様子 （新地 - 坂元間 2016年11月）

## 運行形態
「普通列車」とは中距離列車の列車種別としての「普通」列車を指すものとする。

### 優等列車
優等列車は2025年3月改正時点で、特急「ひたち」が品川駅 - いわき駅・仙台駅間で、「ときわ」が品川駅 - 土浦駅・勝田駅・高萩駅間で運行されている。
東日本大震災発生前も全線で特急列車が運行されていたが、当初の計画では、2012年のダイヤ改正よりいわき駅 - 仙台駅間に新愛称の特急が設定され、いわき駅で同一ホーム乗り換え可能とされる予定であったが、東日本大震災・福島第一原子力発電所事故の影響で同区間の一部が不通となったことから、新愛称特急の運行計画は白紙となった。上野駅 - 仙台駅間で設定されていた特急「スーパーひたち」は大震災発生以後いわき駅 - 仙台駅間が運休となり、2012年3月17日のダイヤ改正で正式にいわき駅 - 仙台駅間での特急の設定がなくなり上野駅 - いわき駅間での運行となった。2015年3月14日のダイヤ改正で列車名が「スーパーひたち」・「フレッシュひたち」からそれぞれ「ひたち」・「ときわ」に変更され、また同時に上野東京ラインの開業により運転区間が品川駅まで延長された。
2020年3月14日の全線復旧後は、特急「ひたち」のうち3往復が品川駅 - 仙台駅間直通で運行されており、車両はE657系を使用している。
このほか、かつては東北本線のバイパスとして、上野駅 - 青森駅間の特急「みちのく」、寝台特急「ゆうづる」などが運転されていた。

### 地域輸送

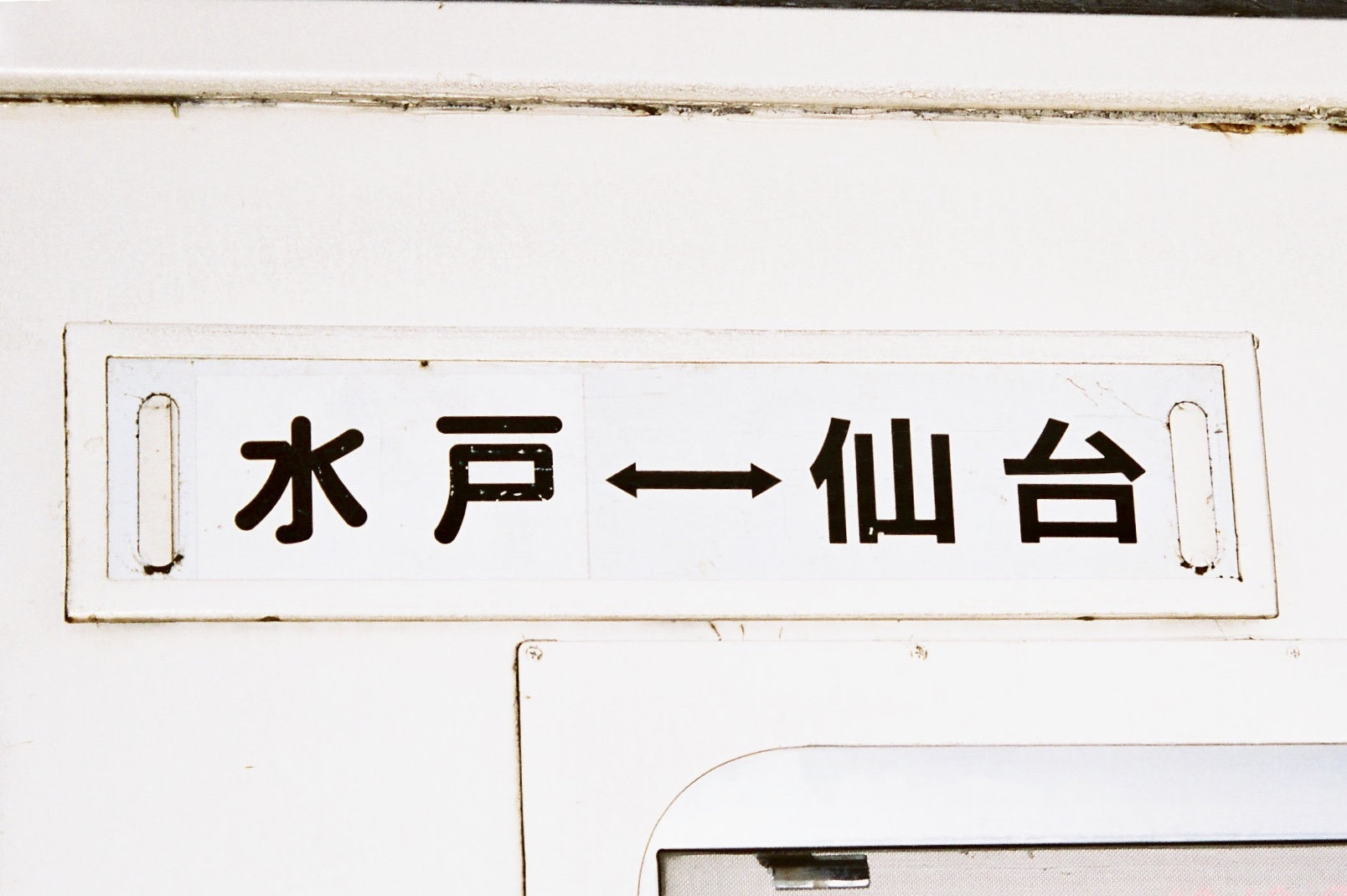
455系電車に掲出されていた「水戸–仙台」の行先標（2005年に消滅）

普通列車は全線において運転されている。この中に中距離電車と呼ばれる列車があり、品川駅から取手駅以東の高萩駅まで運転される列車で、現在はE531系電車が使用されている。
1982年11月14日までは上野駅 - 仙台駅間全線を通して走る普通列車もあったが、それ以降はダイヤ改正を重ねるにつれて系統分割が進められた。
2005年7月9日のダイヤ改正では、水戸駅 - 仙台駅間を直通する普通列車がいわき駅での系統分割により消滅し、2007年3月18日のダイヤ改正では、E531系電車へのグリーン車連結により、大半が水戸駅・勝田駅を境に分断され、上野駅 - いわき駅間を直通する列車がなくなった。いわき駅 - 仙台駅間を直通する列車もE721系電車の導入に伴い大半が原ノ町駅で分断された。この改正以降、東日本大震災発生までの普通列車の基本的な運転系統は上野駅 - 水戸・勝田駅間、水戸駅 - いわき駅間、いわき駅 - 原ノ町駅間、原ノ町駅 - 仙台駅間の4つに分かれ、全線復旧した2020年現在もほぼ踏襲された。2015年の上野東京ラインが開業後は一部列車が品川駅まで乗り入れるようになった。
友部駅 - 高萩駅間には水戸線との直通列車が設定されている。2021年3月13日以降、この直通列車のうち友部駅 - 勝田駅間でワンマン運転が開始され、2023年3月18日改正で高萩駅まで拡大された。

#### 品川駅 - 上野駅 - 取手駅間
この区間は電車特定区間に含まれており、以下の3系統に分けられる。
- 常磐線：交直両用電車を使用して取手駅以北の土浦・水戸方面へ運転される中距離列車（中距離電車）。普通と特別快速が運行されている。普通列車は、このエリア内では「快速」と案内される。
- 常磐線（快速）：直流用電車を使用して品川駅 - 取手駅間のみを走行する快速電車。一部列車は我孫子駅から成田線に直通する。
- 常磐線（各駅停車）：直流用電車を使用して綾瀬駅 - 取手駅間を走行する各駅停車。綾瀬駅から東京メトロ千代田線およびその先の小田急小田原線と相互直通運転を実施しており、上野方面へは乗り入れない。

複々線区間では通過運転を行う中距離列車と快速電車が快速線を、各駅停車が緩行線を走行する。快速線と緩行線はそれぞれダイヤグラムが独立しており、初電・終電間近の時間帯以外は接続を重視したダイヤ編成を行っていない。我孫子駅 - 取手駅間では、快速線が各駅に停車するため平日朝夕以外の時間帯は緩行線の列車の運行がない。
快速線では、取手駅以北土浦・水戸方面への中距離列車が40%弱を占めており、事実上この区間の輸送を担っている状態にあり、基本的に発車ホームも区別されていない。快速電車と普通列車は列車の性格の違いから、2004年3月12日まで停車駅が異なっていた。かつては普通列車の方が停車駅が少なく、停車駅に天王台駅が追加された1988年から、日中に限り三河島駅と南千住駅にも停車し快速電車と停車駅が同一となった。2004年3月13日のダイヤ改正からは、普通列車も三河島駅と南千住駅に終日停車となり、上野駅 - 取手駅間での停車駅が統一された。また、それに伴い同年10月16日のダイヤ改正より普通列車も上野駅 - 取手駅間では「快速」と案内するようになった。

#### 品川駅 - 上野駅 - 勝田駅間
品川駅・上野駅 - 土浦駅間は東京への通勤圏に含まれるため運行本数が比較的多い。日中時間帯は1時間に3本運行されている。土浦駅 - 勝田駅間（一部水戸駅発着）は朝の上りを除き1時間に2 - 3本の運行である。このほか、友部駅 - 勝田駅間では水戸線との直通列車も設定されている。
原則としてE531系10両または15両編成（グリーン車連結：15両編成は品川駅・上野駅 - 土浦駅間のみ）での運転となり、130km/hでの運転が行われている。このほか、土浦駅 - 水戸駅・勝田駅間や水戸線直通の系統ではE531系付属編成によるワンマン運転を行っている。
2017年10月14日の改正で、品川駅乗り入れ列車の増発および15両編成列車の増加（品川駅発着列車を全て15両編成化）が行われた。
2022年3月12日のダイヤ改正では、日中時間帯に土浦駅での系統分離や品川駅直通列車の増加が行われた。また、2017年10月改正で消滅した10両編成の品川駅発着列車が復活している。

##### 特別快速
2005年8月24日に開業した首都圏新都市鉄道つくばエクスプレスへの対策として、開業前の同年7月9日に行われた常磐線単独のダイヤ改正で新設された種別である。2022年3月11日まで、日中時間帯に品川駅 - 土浦駅間で1日6往復運転されてきた（新設時は上野駅 - 土浦駅間で下り6本・上り5本の1日5.5往復運転）が、2022年3月12日のダイヤ改正で上りは午前中、下りは夕方の2往復のみの運転となった。車両は新設時よりE531系のみに限定され、最高130km/h運転を実施している。
停車駅は品川駅・新橋駅・東京駅・上野駅・日暮里駅・北千住駅・松戸駅・柏駅で、取手駅 - 土浦駅間は各駅に停車する。下りは上野駅で普通快速に接続し、取手駅で先行の快速から接続を受ける。上りは、土浦駅で水戸方面からの普通列車の接続を受け、平日9時台を除き取手駅と北千住駅で快速（10時台は中距離列車）に接続する。平日9時台は取手駅で接続する快速がなく、先行の快速を我孫子駅で追い抜く。
北千住駅は2015年3月14日のダイヤ改正より停車駅に追加された。これにより、上りは北千住駅で先発快速と相互接続し追い抜くようになった。
|                               | 上り（上野・品川方面）                                                     | 下り（取手・土浦方面）         |
| ----------------------------- | -------------------------------------------------------------------------- | ------------------------------ |
| 2005年7月9日 - 2015年3月13日  | 取手駅（快速または各駅停車）・北千住駅（普通）                             | 松戸駅（快速）                 |
| 2015年3月14日 - 2022年3月11日 | 取手駅（快速または各駅停車）・北千住駅（普通）                             | 上野駅（普通）・松戸駅（快速） |
| 2022年3月12日 -               | 土浦駅（普通）・取手駅または我孫子駅（快速）・北千住駅または上野駅（普通） | 上野駅（普通）・取手駅（快速） |

##### グリーン車
東北本線（宇都宮線）・高崎線などでの普通列車グリーン車の利用が好調なことから、常磐線でも2007年1月6日よりE531系の4・5号車に順次普通車扱いで連結し、同年3月18日のダイヤ改正から営業を開始した。導入区間は上野駅 - 高萩駅間で、上野駅・我孫子駅発着の普通列車・特別快速の全列車に導入された。勝田駅 - 高萩駅間は朝夕夜の一部列車のみ。また土浦駅で切り離しとなる列車もある。土浦駅以北のみを運転する列車でも、下り2本、上りは土休日に2本のグリーン車連結列車がある。
グリーン車は、2007年1月から3月までの普通車として利用することができた期間中に、いわき駅まで乗り入れたことがある。
あわせて、他の普通列車グリーン車導入線区と同様にグリーン車Suicaシステムも導入された。当初、これに伴うSuicaの区間延長は行われなかったが、2008年3月15日より小木津駅 - 高萩駅間がSuicaエリアに加わり、それに伴いこの区間もグリーン車Suicaシステム対応となった。
2017年10月14日から2019年3月15日まで、深夜の水戸発大津港行きの列車がE531系基本編成で運転されていたが、高萩駅 - 大津港駅間のグリーン車は普通車扱いだった。また、E501系の運用が何らかの都合でE531系に差し替わることがあり、この時はグリーン車は普通車扱いとなる。
なお、常磐線内発着のグリーン券は、上野東京ライン開業後の2015年3月より東京・新橋・品川での東海道本線・横須賀線大船方向の乗り継ぎが有効となっている。「乗り継ぎ料金制度#普通列車」を参照。

#### 水戸駅 - いわき駅間
この区間の普通列車は、一部普通列車にグリーン車を導入した2007年3月18日の改正で土浦・上野方面との直通が大幅に削減され、水戸駅を越えて運行する列車は、土浦駅発着列車や水戸線直通列車、朝の上りと夜間下りの上野駅 - 高萩駅間の列車などに限定されている。なお、水戸線直通列車も水戸駅・勝田駅で分断され減少傾向にある。土浦・上野方面の列車とは早朝・夜間を除き水戸駅で接続している。上りには勝田駅で特急ときわの接続待ち合わせを行う列車が日中と夕方に設定されている。また、後述のようにいわき駅を越えて広野駅・原ノ町駅に直通する列車も設定されている。原ノ町駅発着の列車は東日本大震災前までにもあり、全線復旧後も再び設定されている。
水戸駅 - いわき駅間の普通列車は、日中時間帯には1時間に2本が運転されており、半数程度が高萩駅発着の区間運転となっている（勝田駅が始発・終点となる上野駅・水戸線小山方面発着列車を除く）。2016年3月26日のダイヤ改正で、日中のパターンダイヤ化が実施されたものの運転間隔は20分 - 40分前後と幅がある。
夜間（下り水戸発21時台以降、上りいわき発19時台以降）は運転頻度は1時間に1本程度になる。また、いわき行きの下り終電は、普通列車よりも特急列車の方が遅くまで設定されている。
車両はE531系（いわき駅発着系統は付属編成のみ）とE501系で運用されており、このうちE531系付属編成による列車では2023年3月のダイヤ改正よりワンマン運転が行われている。

#### いわき駅 - 原ノ町駅間
この区間は2007年のE721系投入時にいわき駅 - 仙台駅間を直通する普通列車の大半が原ノ町駅で系統分断が行われた。2011年の震災後は一部区間が運休となりバスによる代行輸送が行われていた。
2020年3月14日の全線復旧後はいわき駅 - 原ノ町駅間でE531系により1日11往復の列車が設定されており、これに加えて、いわき駅 - 久ノ浜駅・広野駅間の列車も設定されている。原則としていわき駅で特急列車との対面接続が行われている。一部列車は水戸駅発着の直通運転を行っている。
2020年3月14日の全線復旧の前日までは浪江駅 - 原ノ町駅間では1日11往復の列車が701系と719系を使用して運行されていた。このうち、701系を使用する列車は朝の1往復のみで、それ以外は全て719系を使用していた。原則として仙台方面とは原ノ町駅で乗り換えとなっていたが、下り2本と上り1本は仙台駅発着となっていた（ただし、上りは一旦原ノ町行きとして運転され、原ノ町駅到着時に行き先と列車番号を変更する。下りは浪江駅から仙台行きとして運転）。全線復旧後は全ての普通列車が原ノ町駅で系統分離され、仙台駅発着列車はなくなった。
2011年の東日本大震災発生までのいわき駅 - 原ノ町駅間での運転本数は1時間に1本程度で、いわき駅 - 富岡駅間の列車（富岡駅で留置）も設定されていた。また、701系電車を使用する日中の一部列車でワンマン運転が行われていた。運転再開当初はワンマン運転は行われずに全列車に車掌が乗務していたが、2024年3月16日のダイヤ改正からE531系付属編成によるワンマン運転が開始された。
この区間は基本的に全列車先着であるが、上り1本のみ広野駅で特急の待避を行う。

#### 原ノ町駅 - 仙台駅間
線内で完結する列車はなく、全列車が岩沼駅から先、東北本線を経由し仙台駅まで向かう運転形態となっており、原ノ町駅 - 仙台駅間の列車が1時間に1 - 2本程度運行されている。朝夕には新地駅・山下駅 - 仙台駅間の区間運転も設定されている。また、朝の2往復は仙台以北の利府支線の利府駅まで直通運転を行っていたが、のちに1往復に減便され、さらに2023年3月のダイヤ改正で利府支線への乗り入れが全廃された。震災前には朝5時台に相馬始発原ノ町行きの設定があり、当時の特急「スーパーひたち」に接続していた。2016年の復旧時にはこの1本を除いて震災前の本数が維持された。

### 過去の列車
快速
1991年運行開始。それまで運行されていた通勤快速の停車駅整理に伴い、それまでの停車駅で運行される通勤快速を快速とした。
かつて、上野駅 - 水戸駅で運転されていた定期列車であった。上野駅 - 取手駅間で運転される「快速電車」や、同区間を快速として運転される中距離普通列車とは異なる種別の列車である。
- 停車駅：上野駅 - 土浦駅間の普通列車停車駅（運転当時のもの） - 石岡駅 - 友部駅 - 水戸駅
  - 晩年の下りは神立駅にも停車。
  - 近年、臨時列車として運転される快速列車（後述）の停車駅は、おおむねこれを踏襲している。

通勤快速
1989年運行開始だが、そのルーツは国鉄時代より運行されていた土浦駅 - 勝田駅間を通過運転する普通列車であった。1989年の時点では平日夜の下りと平日朝の上りに1本ずつ設定されていた。当時は上野駅 - 土浦駅間の普通停車駅と石岡・友部・水戸からの各駅に停車していた。1990年には夜の下り列車が休日にも設定され、停車駅が上野駅 - 取手駅間の普通停車駅と牛久・土浦・石岡・友部・水戸に変更された。1991年には従来の停車タイプに加え、さらに停車駅を減らして上野・日暮里・松戸・柏・取手・牛久・土浦・石岡・友部・水戸からの各駅が停車駅となるタイプが設定された。同時に、1990年に停車駅が変更された前述の夜の下り列車は、停車駅が上野駅 - 土浦駅間の普通停車駅と神立・石岡・友部・水戸に変更された。同年には上野駅 - 土浦駅間で普通停車駅に停車する通勤快速は快速に変更された。後に通勤快速は土浦駅以北は各駅停車に変更された。
2005年7月8日の時点では朝夕の時間帯に最大で上り3本（平日のみ、勝田発・高萩発・水戸発それぞれ1本ずつ。土休日ダイヤでは普通列車として運転）、下り1本（毎日、水戸行き）が運転されていた。翌9日の改正で下り1本は特急「フレッシュひたち53号」（土浦行き）に、上り1本は普通列車に変更する形で廃止され（下りはこの時点で廃止）、残った上り2本も2006年3月18日の改正で普通列車に変更される形で全廃された。
- 廃止時点での停車駅：上野駅 - 日暮里駅 - 松戸駅 - 柏駅 - 取手駅 - 牛久駅 - 土浦駅（以北各駅）
- 2005年7月8日までの運転ダイヤ
  - 下り
    - 3445M 上野駅19時03分発→水戸駅20時58分着

  - 上り
    - 3328M 上野駅07時52分着←勝田駅05時45分発
    - 3332M 上野駅08時04分着←高萩駅05時23分発
    - 3344M 上野駅08時46分着←水戸駅06時51分発

おはようライナー土浦・ホームライナー土浦
1989年から1998年まで東京圏の上野駅 - 土浦駅間で運行されていた座席定員制の通勤列車（ホームライナー）。1989年3月11日改正より下り「ホームライナー土浦」、1990年3月10日改正では早朝上り「おはようライナー土浦」の運行が開始された。いずれも平日のみ運行していた。車両は「ひたち」用の485系を使用。1998年12月8日改正で特急「フレッシュひたち」に置き換わる形で廃止された。
- 停車駅：（1997年3月22日改正時点）
  - 土浦駅から藤代駅までの各駅 → 上野駅（おはようライナー土浦）
  - 　上野駅 → 柏駅 → 取手駅 → 佐貫駅（現在の龍ケ崎市駅）から土浦駅までの各駅（ホームライナー土浦）

常磐ホームトレイン
2005年12月16日から2007年3月16日まで、仙台都市圏の仙台駅 → 原ノ町駅間で、金曜日に臨時列車として運行されていたホームライナー。
- 停車駅：仙台駅 → 岩沼駅 → 亘理駅 → 山下駅 → 相馬駅 → 原ノ町駅。
  - 乗車整理券発行駅は仙台駅・岩沼駅のみ。651系電車4両編成（グリーン車なし）が使用された。

### 臨時列車
水戸支社管内から団体専用列車のほか、東京や栃木県などを結ぶ臨時列車が運行されることがある。また、沿線で大規模なイベントが行われる場合は、以下の臨時の普通列車・快速列車が運転されることがある。
- かすみがうらマラソン（土浦市 4月） - 上野駅 - 土浦駅間で臨時下り列車が運転される。
2012年・2013年・2014年は、上野駅 - 土浦駅間の下り快速列車が2本運転された。このうち1本は特急車を使用し、柏、松戸、取手のみ停車（2014年は柏のみ）。もう1本は普通列車タイプで快速列車ではあるものの停車駅は普通列車と同一だった。2011年は、2014年と同様のパターンでの運転を予定していたが、大会は東日本大震災の影響で中止となり、臨時列車の運転も行われなかった。
2015年以降は特急車両による快速列車は特急「ときわ（かすみがうらマラソン号）」に格上げとなり、もう一本の快速列車は普通列車として運転されている。
- 水戸黄門まつり（水戸市 8月初旬） - 勝田駅 - 土浦駅間および水戸駅 - 高萩駅間で普通列車の増発が行われる。
- ROCK IN JAPAN FESTIVAL（ひたちなか市 8月上旬。2019年で開催終了したものの2024年より再度運行[226]） - 上野駅・取手駅 - 勝田駅間で特急・急行・快速列車の運転を行っている。
快速列車は、2007年までは都心への帰宅の足として夜に上り列車のみ運転していたが、2008年・2009年は朝方に下りでの運転も行われた。2009年は、ROCK IN JAPAN FESTIVAL初日の下りと最終日の上りのみとなり、特急列車（フレッシュひたち。年度により停車駅に差異あり）と快速列車が各1本ずつ運転された。2010年からは特急は初日の下りと最終日の上りの1往復（変更なし）と、快速列車は初日と最終日の上りのみとなった。2012年は、従来の特急フレッシュひたち1往復（変更なし）に加え、新規に下り急行「ロックインジャパン号」を開催初日に運転するほか、初日と最終日運転の上り快速列車は、取手駅以南の快速線ホーム設置駅はすべての駅に停車することとなった。2013年以降は、前年運転された全列車が上下とも全開催日で運転されることとなった一方、上りの快速列車は取手行きに変更されることとなった。2015年より、フレッシュひたちはときわに変更された。2018年より急行が特急ときわに格上げになった。2019年は快速列車が我孫子行き普通列車に変更され、2020年からは土浦行きに短縮となった（2020年以降は開催中止のため運転せず）
  - 快速列車の停車駅
    - 上り：勝田駅 - 水戸駅 - 赤塚駅 - 内原駅 - 友部駅 - 石岡駅 - 土浦駅から取手駅までの各駅（ - 我孫子駅 - 柏駅 - 松戸駅 - 北千住駅 - 日暮里駅 - 上野駅）
2012年は、取手 - 上野間の快速線停車駅すべてに停車。2013年 - 2018年は取手止まり。2019年は我孫子、2020年以降は土浦止まりの普通列車。
    - 下り：上野駅から取手駅間の快速線全駅、藤代駅から土浦駅までの各駅、石岡駅 - 友部駅 - 水戸駅 - 勝田駅
- 土浦全国花火競技大会（土浦市　10月初旬） - 土浦駅 - 勝田駅・我孫子駅（一部松戸駅）間で普通列車の増発を行っている。
2006年には上野駅に回送する特急用車両（651系、7両編成）を、我孫子駅まで無停車の快速列車として客扱いした。4号車のグリーン車はドアを締切り、立入り禁止となっていた。

このほか、東北本線が大雨や災害で不通になった際に寝台特急「北斗星」が常磐線経由で走行したことがあった。また、東北新幹線が地震による災害や設備の故障で長期間運行できない場合には、いわき行きの特急「ひたち」を仙台まで延長運転することがある。その場合いわき - 仙台間は快速列車となり、グリーン車以外は全車自由席、乗車券のみで乗車できる。

### 貨物輸送

東北貨物線および山手貨物線を接続する、田端貨物線田端信号場駅付近の路線図

JR貨物の貨物列車は、2014年3月ダイヤ改正時点では、田端信号場駅 - 三河島駅 - 泉駅間で運行されている。田端貨物線を経由して田端信号場駅からは東北本線と山手貨物線、金町駅からは新金貨物線、馬橋駅・北小金駅からは武蔵野線、泉駅からは福島臨海鉄道線とそれぞれ直通運転が行われている。
馬橋駅以北で運行されている貨物列車は定期で1日2往復となっており、東京貨物ターミナル駅 - 福島臨海鉄道線小名浜駅間のコンテナ高速貨物列車が1往復、隅田川駅 - 土浦駅間のコンテナ高速貨物列車が1往復運行されている。かつては信越本線安中駅 - 福島臨海鉄道線宮下駅（2015年1月13日以降は小名浜駅）間の鉱石輸送の専用貨物列車（通称「安中貨物」）1往復が運行されていたが、2025年3月ダイヤ改正で臨時列車化、同年3月25日をもって運行を終了した。
東京近郊では、隅田川駅 - 馬橋駅間で隅田川駅発着の武蔵野線・東北本線・中央本線方面などの列車が、また金町駅 - 馬橋駅間では武蔵野線と新金貨物線を経由する千葉地区発着の列車3往復が運行されている。
東日本大震災以前は全線で貨物列車が運行されており、震災前に作成された2011年3月12日改正ダイヤでは、首都圏から水戸駅や東北・北海道方面の列車があわせて5往復設定されていた。2012年3月ダイヤ改正では、これらのうち東北・北海道方面の4往復中3往復が東北本線経由、1往復が高崎線・上越線・羽越本線・奥羽本線経由（日本海側ルート）での運行にそれぞれシフトされた。
常磐線における定期貨物列車の発着駅は、隅田川駅・土浦駅・日立駅の3駅となっている。

## 運行車両
取手以南の快速電車・各駅停車で運用される車両については、「常磐快速線#使用車両」、「常磐緩行線#車両」を参照。以下に示す車両は機関車を除きすべて電車である。
前述の通り当路線は取手駅以北が交流電化であることに加え混雑が激しいことや、並行する交通機関との競合もありJR東日本では山手線や中央本線とともに新形式が最初に導入される路線の一つになっている。  
三河島事故の影響から、列車防護無線の整備がいち早く行われ、当時常磐線系統で使用された車両には「常磐無線アンテナ」と呼ばれる専用の列車無線アンテナが設置された。この無線は1986年（昭和61年）11月改正で全国導入されたタイプに交換され、姿を消している。  

### 特急列車

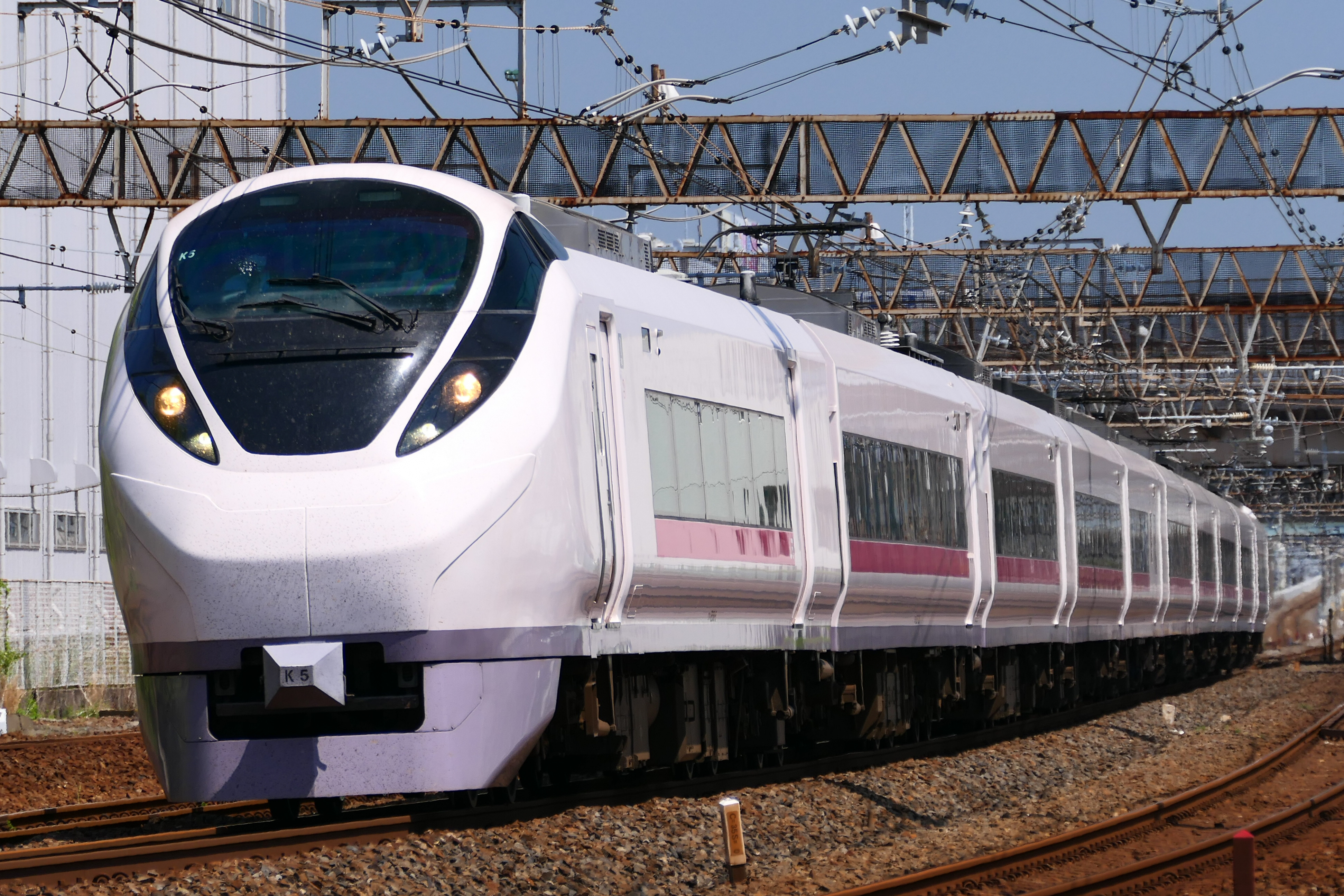
E657系
（2023年5月4日）

勝田車両センター所属の車両で運用される。
E657系

2012年3月17日のダイヤ改正より、一部の「スーパーひたち」「フレッシュひたち」で運行を開始し、2015年3月14日のダイヤ改正以降、品川 - いわき間を走行する全ての「ひたち」「ときわ」で使用。2020年3月14日のダイヤ改正からはいわき - 仙台間にも「ひたち」3往復で乗り入れ開始。

### 普通列車・特別快速

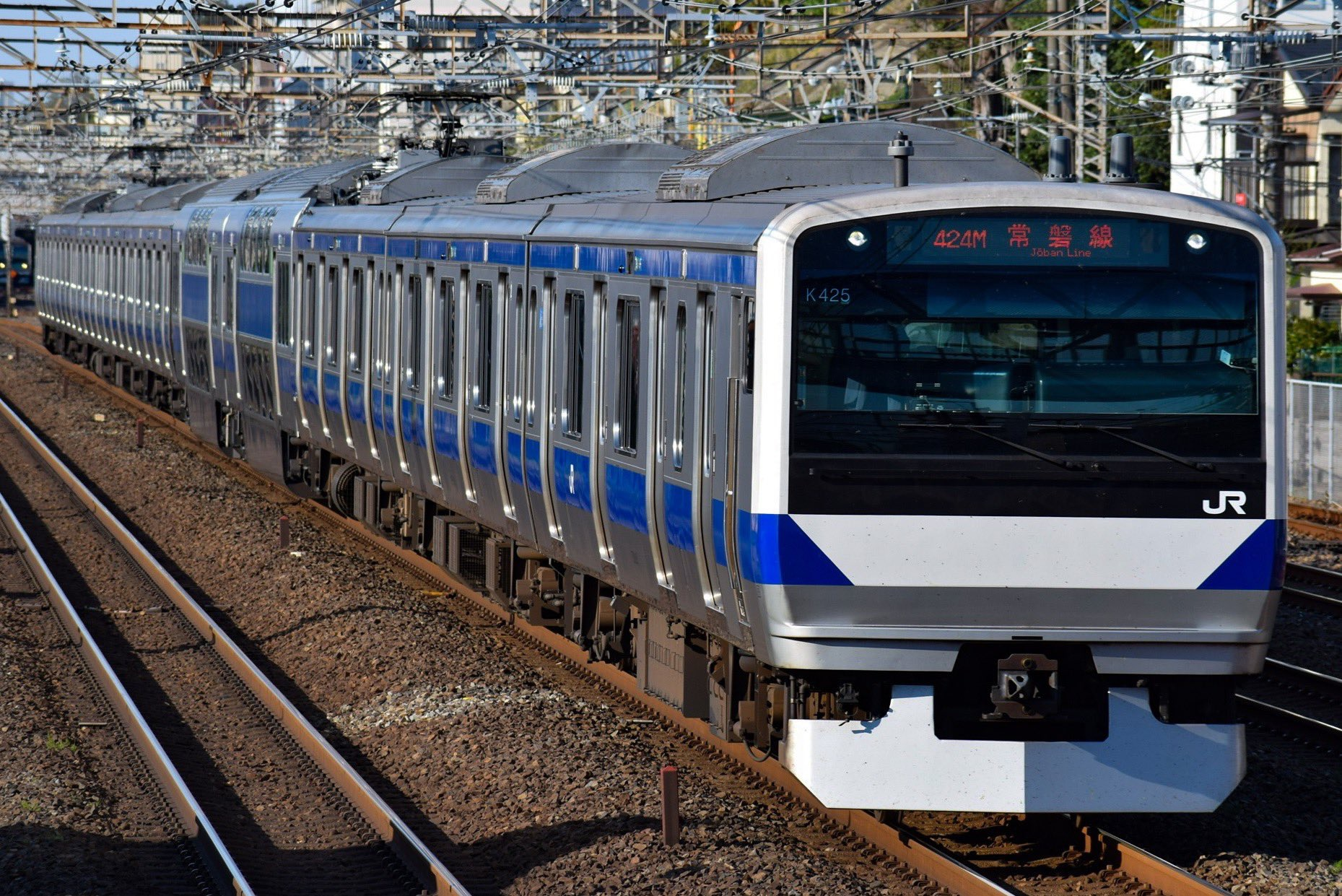
E531系
（2019年3月20日 松戸駅 - 金町駅間）

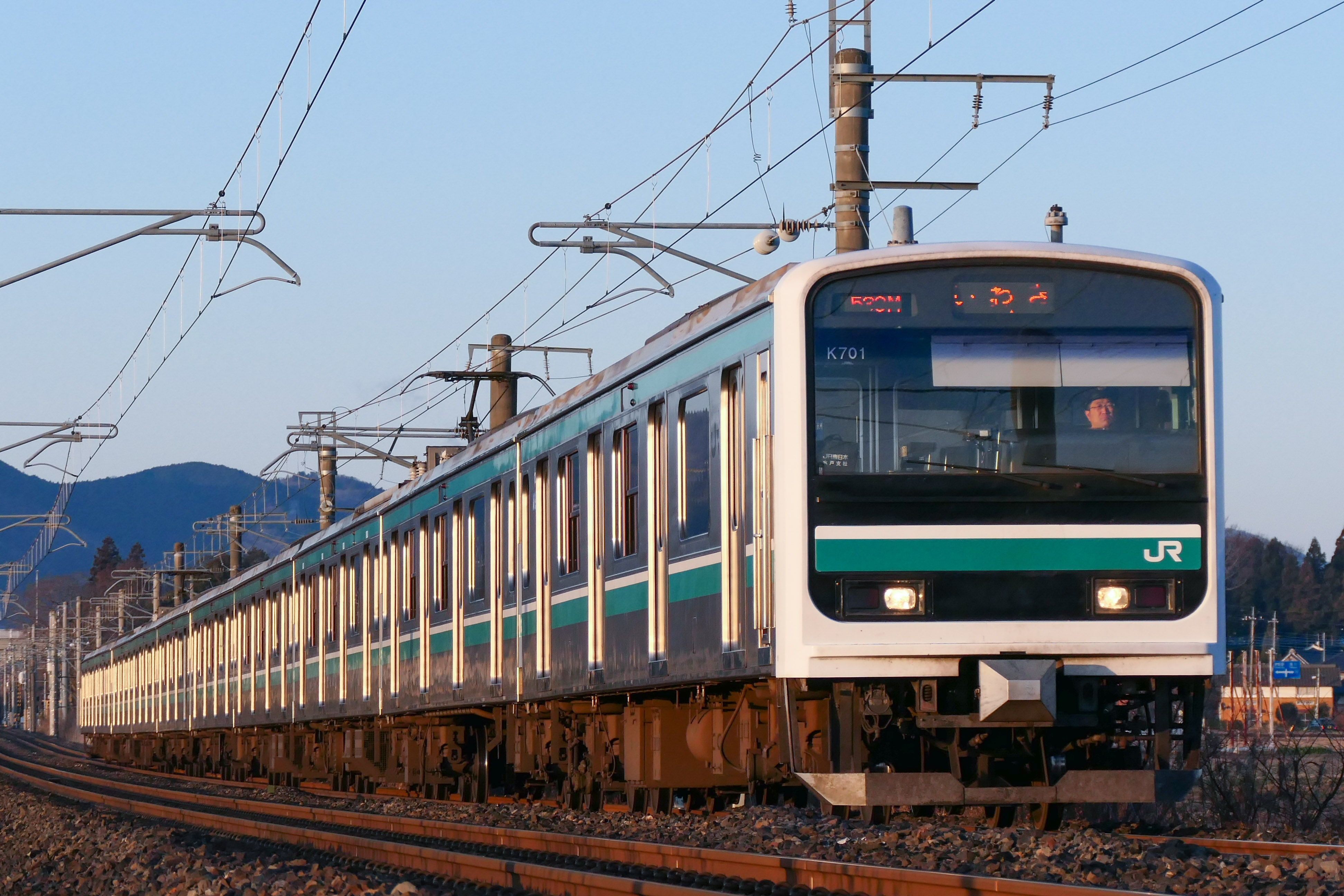
E501系
（2020年1月15日 友部駅 - 内原駅間）

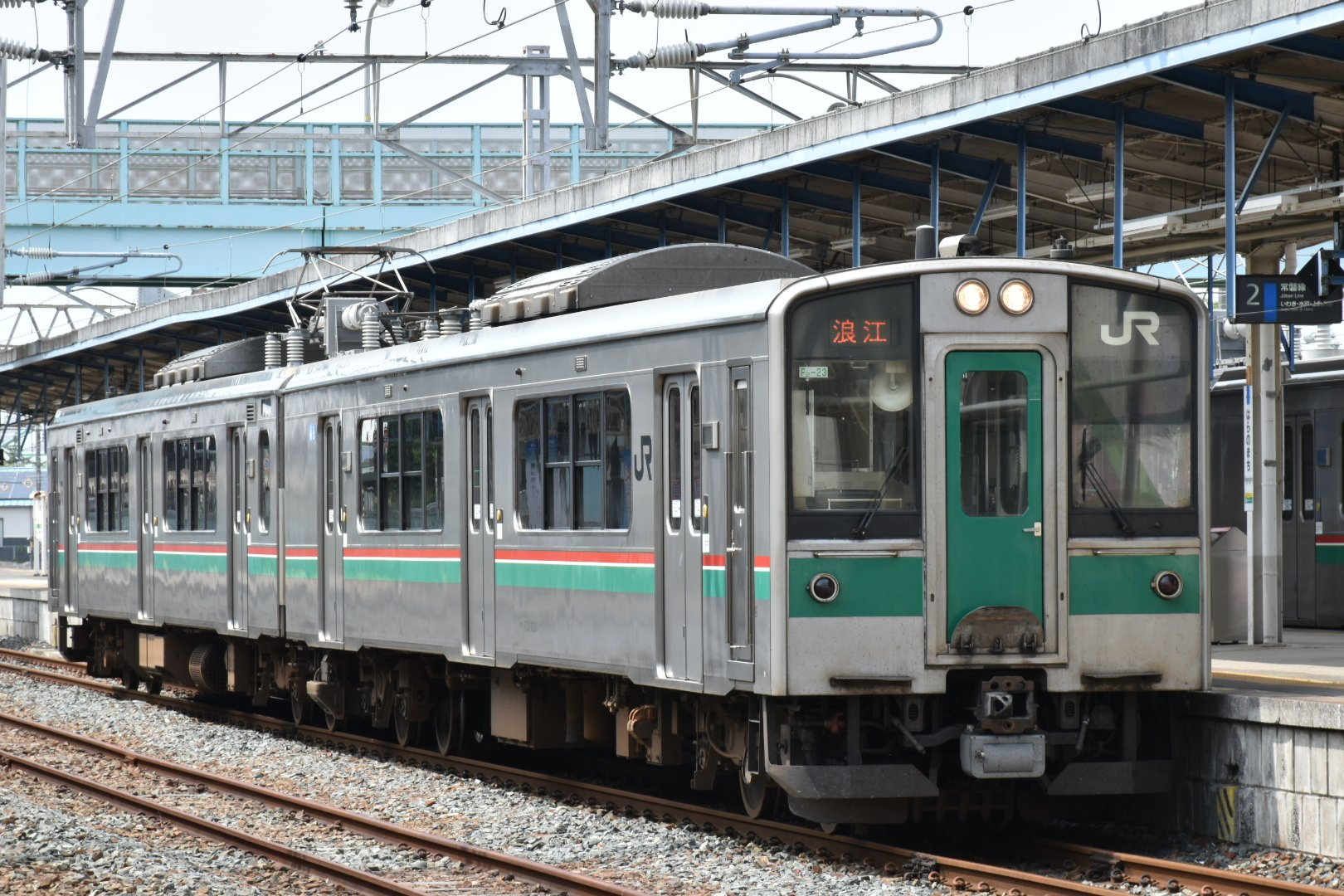
701系1000番台
（2018年4月13日 原ノ町駅）

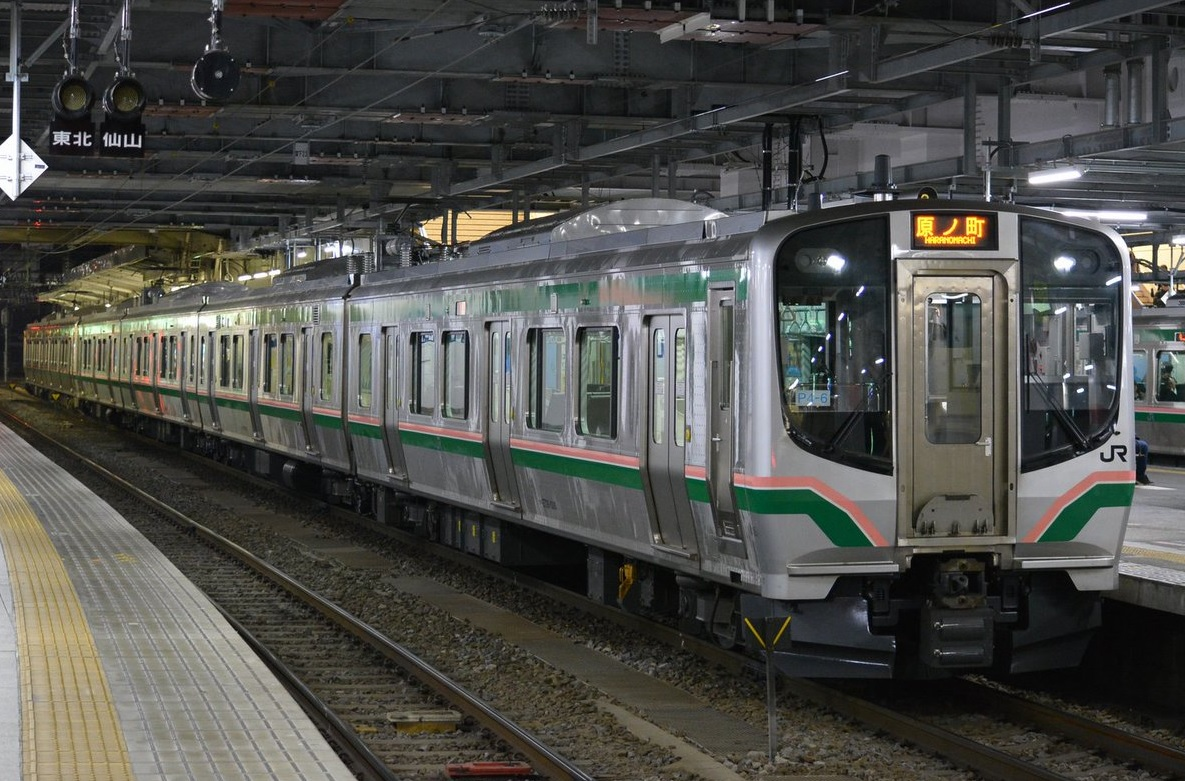
E721系1000番台
（2017年3月5日 仙台駅）

E531系

勝田車両センター所属。運用範囲は品川駅 - 上野駅 - 原ノ町駅間である。車体色は415系1500番台と同じ青帯を巻く。後述のE501系と同様に10両編成の基本編成と5両編成の付属編成があり、上野駅 - 土浦駅間では基本編成と付属編成を連結した15両編成または基本編成のみの10両編成で運転されている。上野駅・我孫子駅発着の取手駅以北直通列車はこの系列で統一されている。基本編成の4号車・5号車にグリーン車を連結している。一部の付属5両編成は耐寒耐雪装備を強化した3000番台となっている。付属編成にはワンマン改造工事が施工されている。
2005年7月9日のダイヤ改正時点では上野駅 - 大津港駅間で運用され、同時に登場した特別快速はすべてこの系列で運用されている。
2007年1月6日から2階建てグリーン車を連結した編成の運用を開始し、同年3月17日までは普通車扱いとされた。2007年2月頃からは415系運用の置き換えが始まり、同年3月17日まではいわき駅まで運転される列車にも充当された。
2015年2月1日から415系1500番台運用の置き換えも開始され、同年2月23日には竜田駅まで運用範囲が拡大された（高萩駅 - 竜田駅間は付属編成のみ）。
2017年10月21日の竜田駅 - 富岡駅間の再開通に伴い、富岡駅まで運用範囲が拡大された。
2020年3月14日の富岡駅 - 浪江駅間の再開通（全線復旧）に伴い、原ノ町駅まで運用範囲が拡大された。

E501系

勝田車両センター所属。運用範囲は水戸駅 - 草野駅間。1995年の運行開始当初の運用範囲は上野駅 - 土浦駅間であったが、2007年3月18日のダイヤ改正からの運用変更に伴う準備工事のため同年2月21日に同区間の運用から撤退した。同年3月18日のダイヤ改正に先立ち同年2月27日から友部駅 - 勝田駅間で運用を開始し、3月17日には土浦駅 - いわき駅間で運転された。この際、翌日からの運用への送り込みを兼ねた営業運転で上野駅 - 土浦駅間にも入線した。この運用区間変更に伴い、登場当初にはなかったトイレが設置された。上野駅 - 土浦駅間で運用されていた時は15両編成で運転されていたが、現在は10両または5両編成で運転される。2025年3月15日のダイヤ改正で土浦駅 - 水戸駅間から撤退した。
車体は403系・415系・E531系と同じ青帯でなく、快速電車に準じたエメラルドグリーンと白の帯を巻いている。また、方向幕は従来の白地に黒字（前面は逆）から青地に白字に変更された。
E501系の検査・故障時などの際には代走としてE531系が使用されるが、その場合グリーン車は普通車扱いとなり車外のグリーン車のマークも隠される。
2016年3月26日のダイヤ改正からは、5両編成の付属編成は水戸線直通列車のみの運用に変更された。
水戸線での運用の際、トラブルが続出したことから、いわき以北で運用されていたE531系を水戸線へ転用し、本車両は水戸線直通列車に使用されなくなった。2018年9月5日より運用範囲を富岡駅まで拡大した。なお、草野駅 - 富岡駅間は2019年3月ダイヤ改正でE531系に運用変更されたため、同区間からは僅か半年で撤退した。
701系

仙台車両センター所属。原ノ町駅 - 仙台駅間で運用されている。東日本大震災前は、いわき駅 - 仙台駅間で運用されていた。
当初は山形新幹線の新庄駅への延長により余剰となった秋田地区から転属した100番台がいわき - 原ノ町間のワンマン運転用に投入されたが、現在では1000・1500番台が共通で使われている。原ノ町駅以北ではE721系とも併結する。
このほか、2011年12月の原ノ町駅 - 相馬駅間の復旧時には、孤立区間かつ水戸支社管轄であったため701系1000番台3編成を勝田車両センター所属とし運用していた（現在は全て仙台車両センターに帰属。詳細は「東日本大震災の影響」節を参照）。
全線復旧後は原ノ町駅での普通列車の系統分離に伴い、原ノ町駅以南から撤退した。
E721系

仙台車両センター所属の0番台が2006年から運用されている。原ノ町駅 - 仙台駅間で運用。2016年度からはマイナーチェンジ車の1000番台も投入された。
東日本大震災発生からしばらくは、運休となっていた仙台空港アクセス線専用の500番台も暫定的に使用され、0番台との混合運転も行なわれていた。
2012年3月17日のダイヤ改正以降は仙山線で運用に難があった719系と一部運用を入れ替えた。原ノ町駅以北では701系とも併結する。

### 機関車
以下の機関車が貨物列車や客車による旅客列車を牽引している。
EH200形直流電気機関車
JR貨物所属。田端信号場駅 - 馬橋駅間を走行する武蔵野線直通の貨物列車で運用される。

EF210形直流電気機関車
JR貨物所属。上記に加え金町駅 - 馬橋駅間を走行する新金貨物線 - 武蔵野線直通の貨物列車で運用される。

EH500形交直流電気機関車
JR貨物所属。田端信号場駅 - 岩沼駅間（泉駅-岩沼駅間は運休中）および武蔵野線直通の貨物列車で運用される。

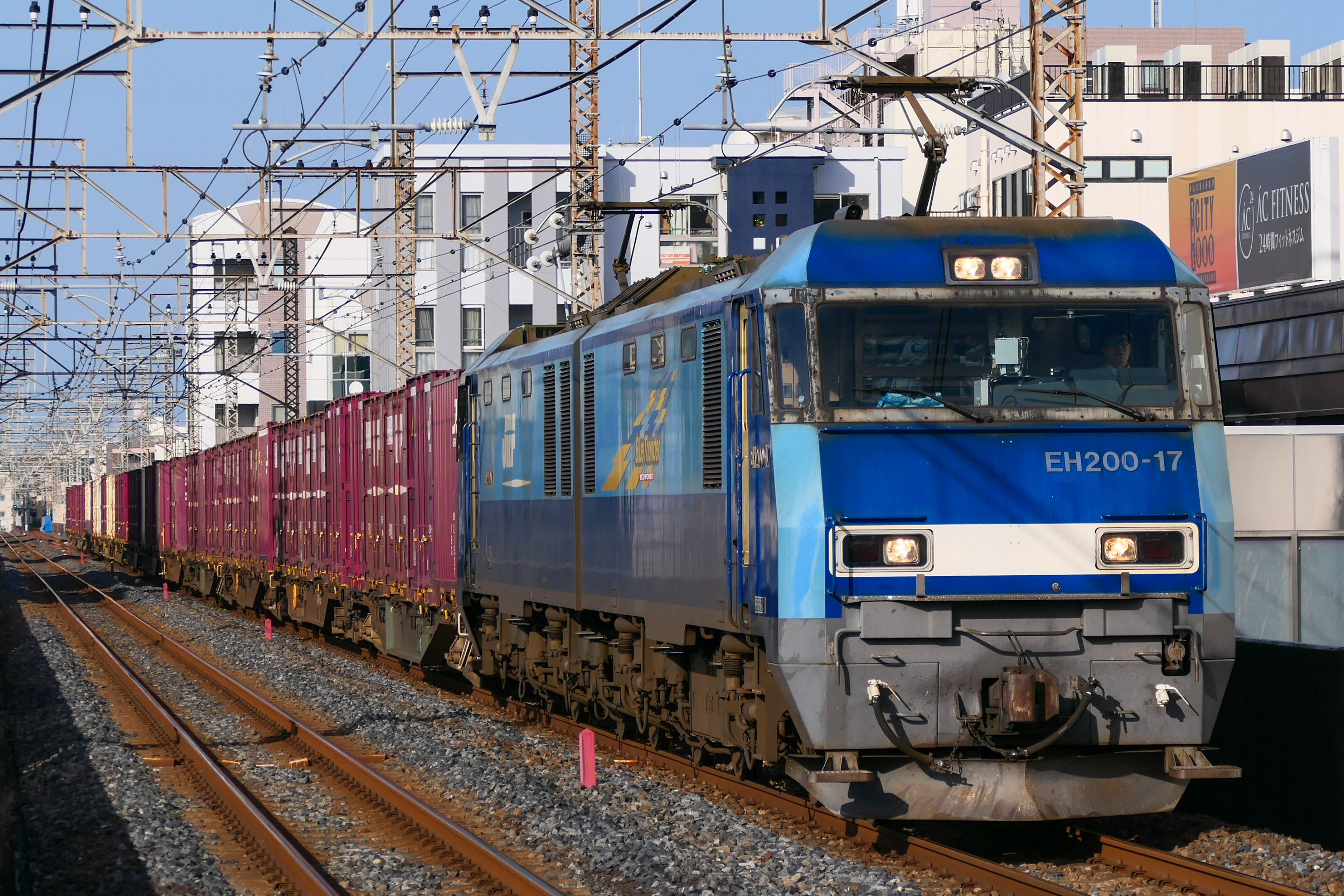
EH200形 （2024年4月13日）
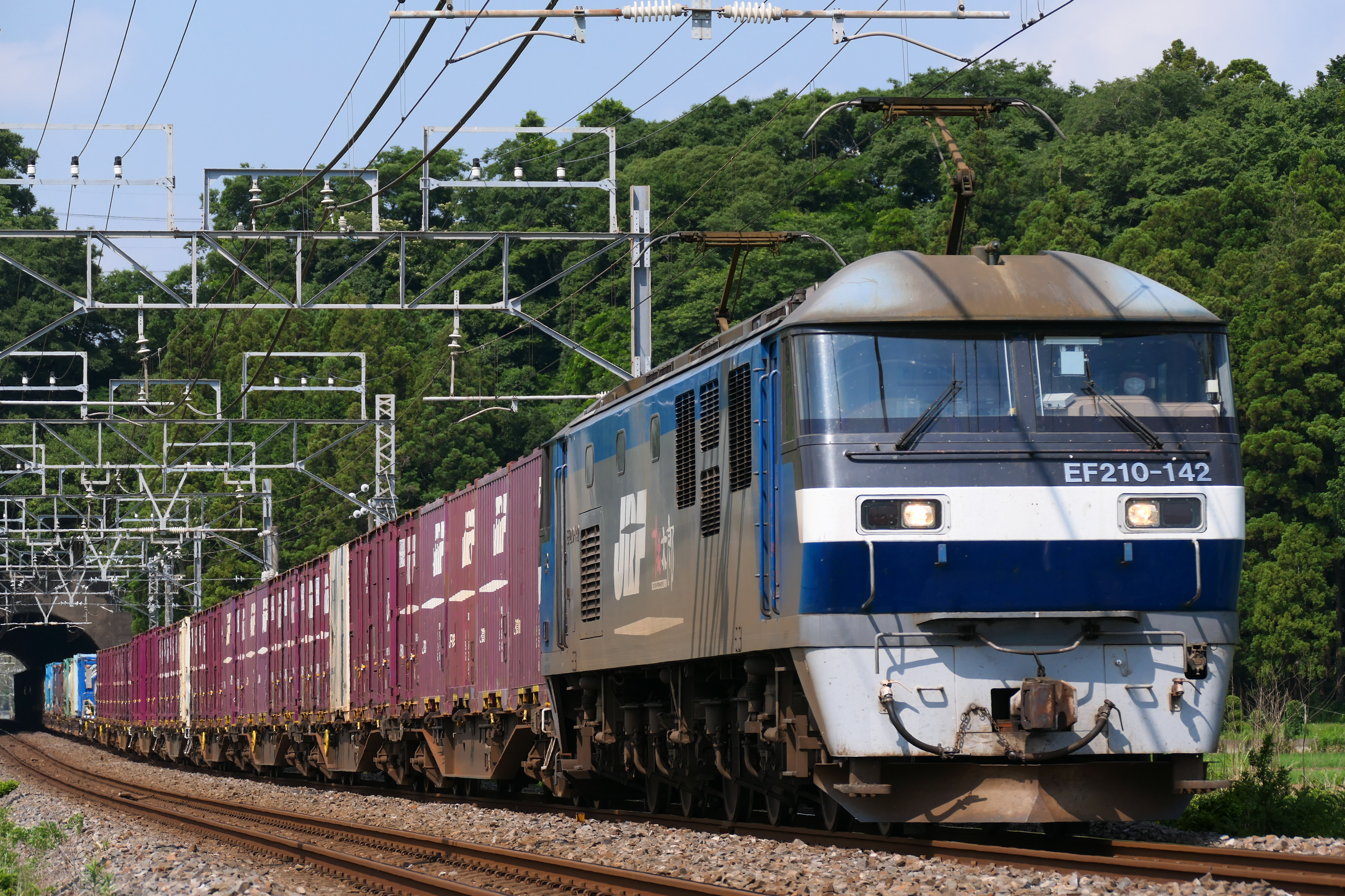
EF210形 （2021年6月10日）
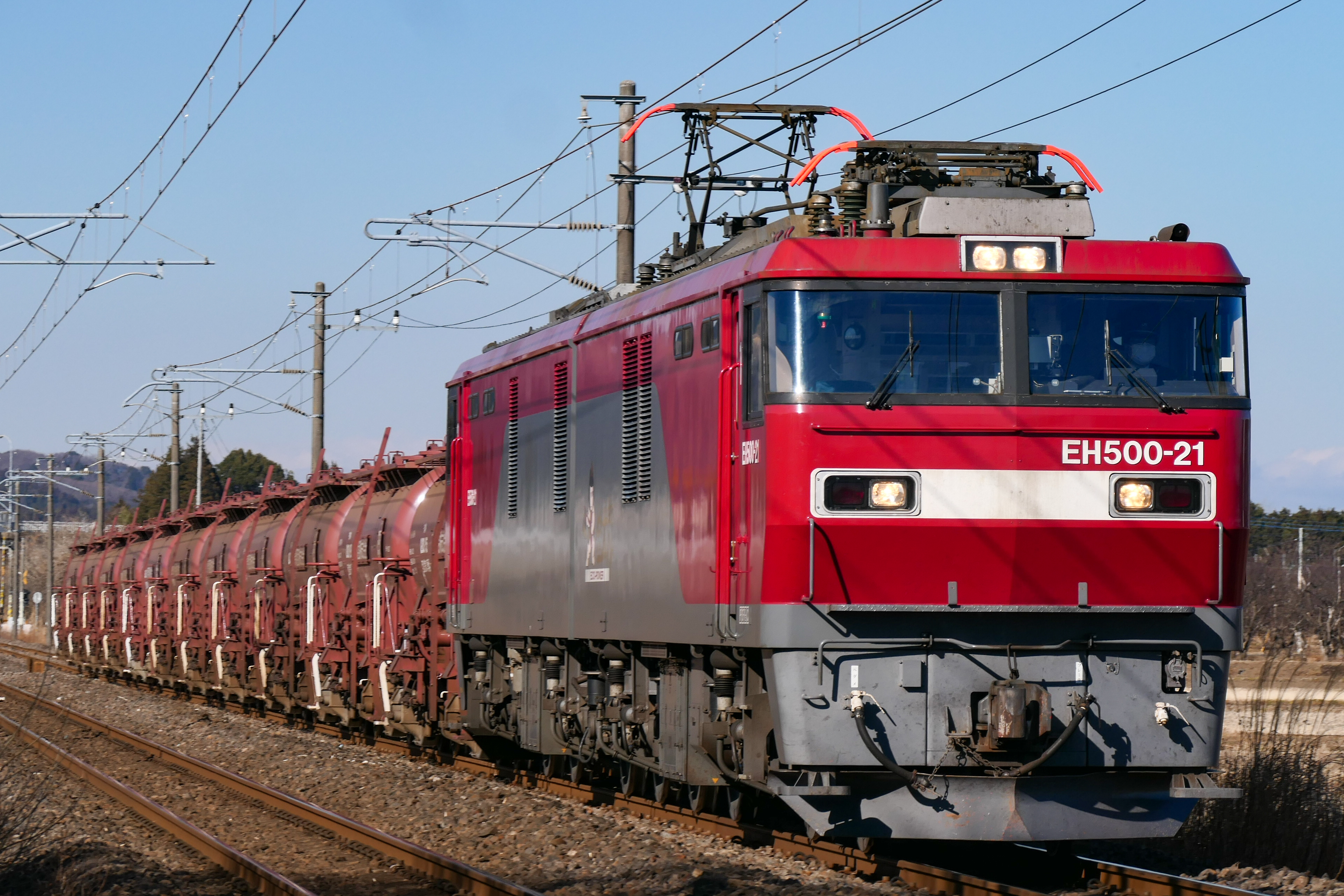
EH500形 （2022年1月22日）

### 過去の車両

#### 電車

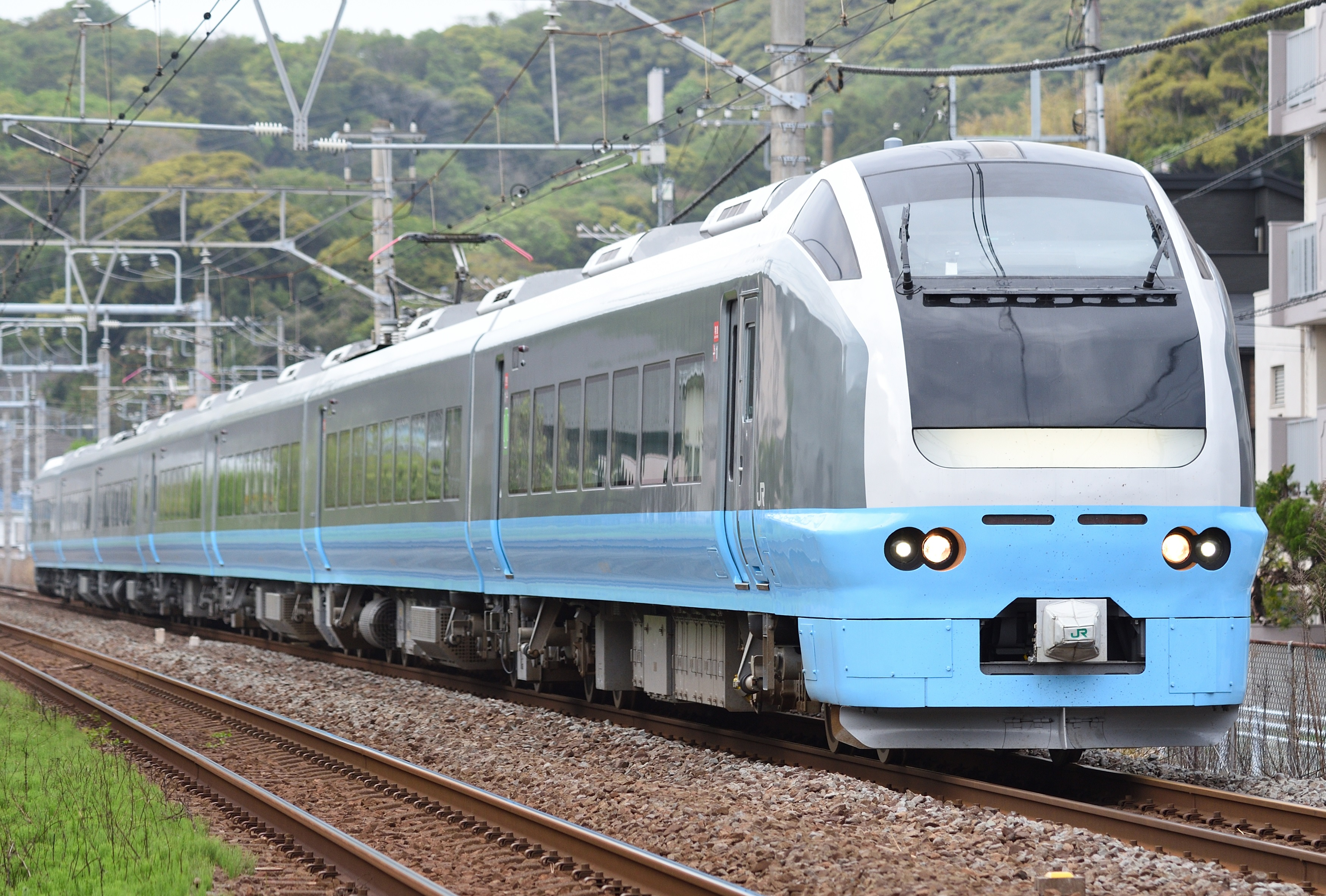
E653系K71編成
（2024年4月21日）

401・403・415系
勝田車両センター（←勝田電車区）所属。上野駅 - 原ノ町駅間を中心に普通列車に充当されたほか、1967年から1978年にかけて急行「ときわ」へ充当された。401系は1991年までに、403系・415系鋼製車は2007年3月18日に運用を終了し、以降は友部 - 原ノ町（震災後は竜田）間でステンレス車体の1500番台が運用され、2016年3月26日のダイヤ改正をもって運用を終了した。
このほか、本路線に特徴的な車両として二階建て試作車であるクハ415-1901が1991年から2005年まで運用されていた。

451・453・455系
当初は急行（準急）「ときわ」「つくばね」「ひたち」に使用された。晩年は近郊化改造が行われた仙台車両センター所属の車両がいわき駅 - 仙台駅間を中心に運用されたほか、2005年まではATS-P搭載車による水戸までの乗り入れが行われた。老朽化に加えラッシュ時の混雑などに対応しきれなかったことも重なり、E721系と、E531系投入に伴い余剰となった415系1500番台に置き換えられ2008年に運用を終了した。

717系
451・453系から改造された0番台・100番台が、いわき以北の普通列車を中心に運用されていたが、E721系などで置換えられたことで2007年11月10日をもって定期運用を終了した。本系列は抑速ブレーキを装備しないため常磐線を中心として運用された。

483・485系
1972年から1998年まで特急「ひたち」に充当されたほか、2013年まで勝田車両センター所属の波動用編成が臨時列車などへ充当された。

583系
1968年に上野 - 青森間（常磐線経由）の寝台特急「ゆうづる」に東北本線経由の「はつかり」「はくつる」と共に投入され、1972年から1982年にかけては、昼行の特急「みちのく」にも投入された。1993年に「ゆうづる」の臨時列車化に伴い常磐線の定期運用から撤退した。その後も団体列車などで波動用編成が入線していた。

719系
仙台車両センター所属、浪江駅 - 仙台駅間で運用された。
719系は新製当初、東北本線や磐越西線で運用され常磐線での定期運用を持たなかったが、2012年3月17日のダイヤ改正から勾配に強いE721系を仙山線に集中配置したため、それと入れ替わる形で亘理駅（部分復旧後は浜吉田駅） - 岩沼駅間で運用開始した。相馬駅 - 浜吉田駅間復旧後は山下駅 - 仙台駅間で運用された。E721系1000番台の投入に伴い、2017年3月3日限りで定期運行を一旦終了したが、2018年3月17日のダイヤ改正で浪江駅 - 仙台駅間で再び運用されていた。2018年3月17日ダイヤ改正以降は浪江駅 - 原ノ町駅間の往復運用が主体で、原ノ町駅 - 仙台駅間は入出庫を兼ねた1往復のみ運用であった。
2020年3月14日ダイヤ改正で常磐線全線復旧に伴い、定期運用を終了した。

651系
1988年から特急「スーパーひたち」と一部の特急「フレッシュひたち」で使用された車両であり、2013年3月15日限りで一旦定期運行を終了した。
その後はE657系の改造工事に伴い、2013年10月から2015年3月まで再び特急「フレッシュひたち」1往復に限り再び定期運行を行ったほか、その後も特急「草津」などの高崎線特急へ転用されなかった車両が、「ぶらり横浜・鎌倉号」、「ぶらり高尾散策号」などの臨時列車や波動用として使用されていたが、E653系の再転入に伴い運用が無くなった。
2017年7月22日から常磐線いわき駅 - 富岡駅間の一部の普通列車（2往復）で定期運行を再開していた。2020年3月14日ダイヤ改正で普通列車での運用を終了した。

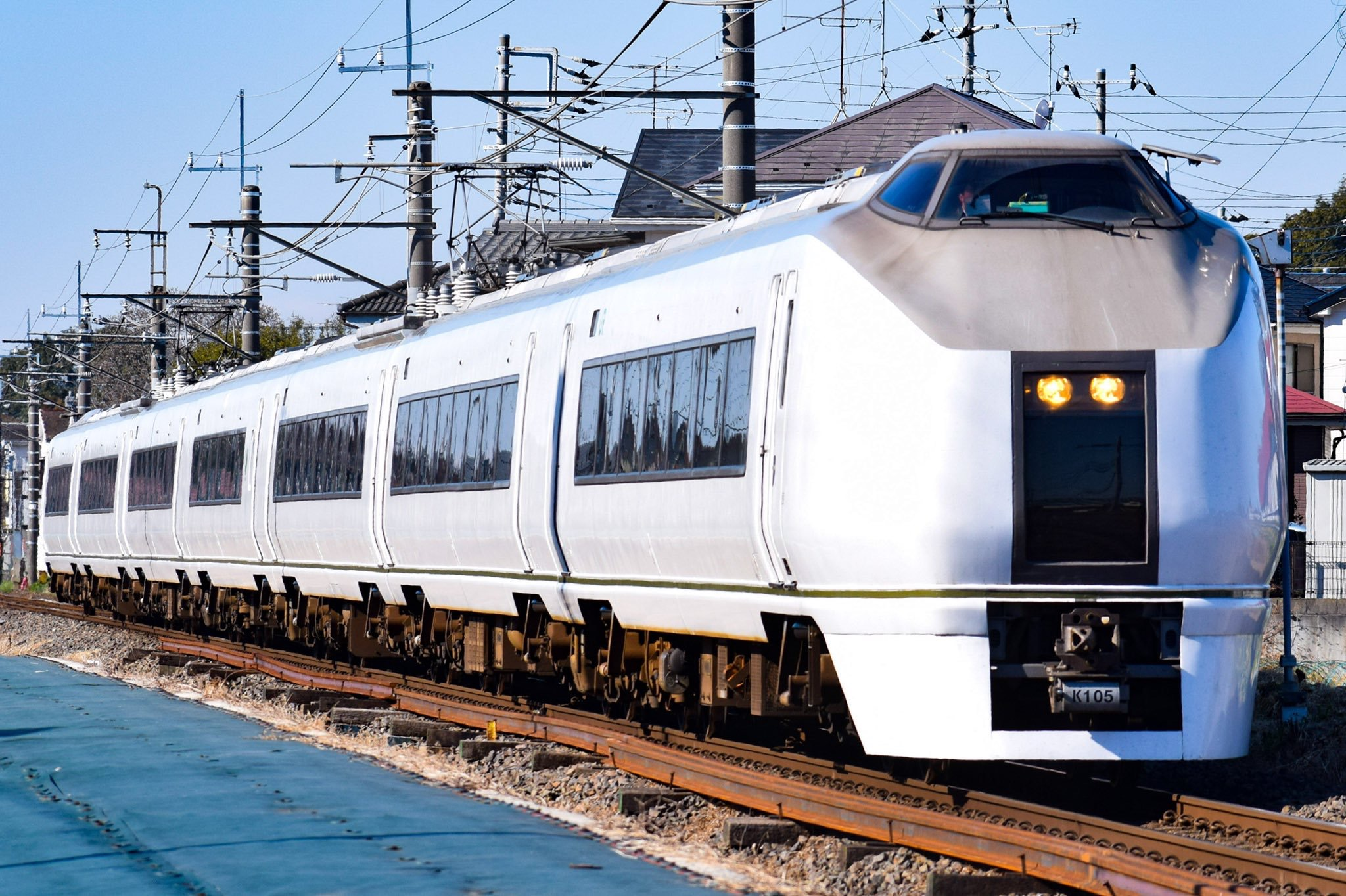
651系（2018年1月7日）

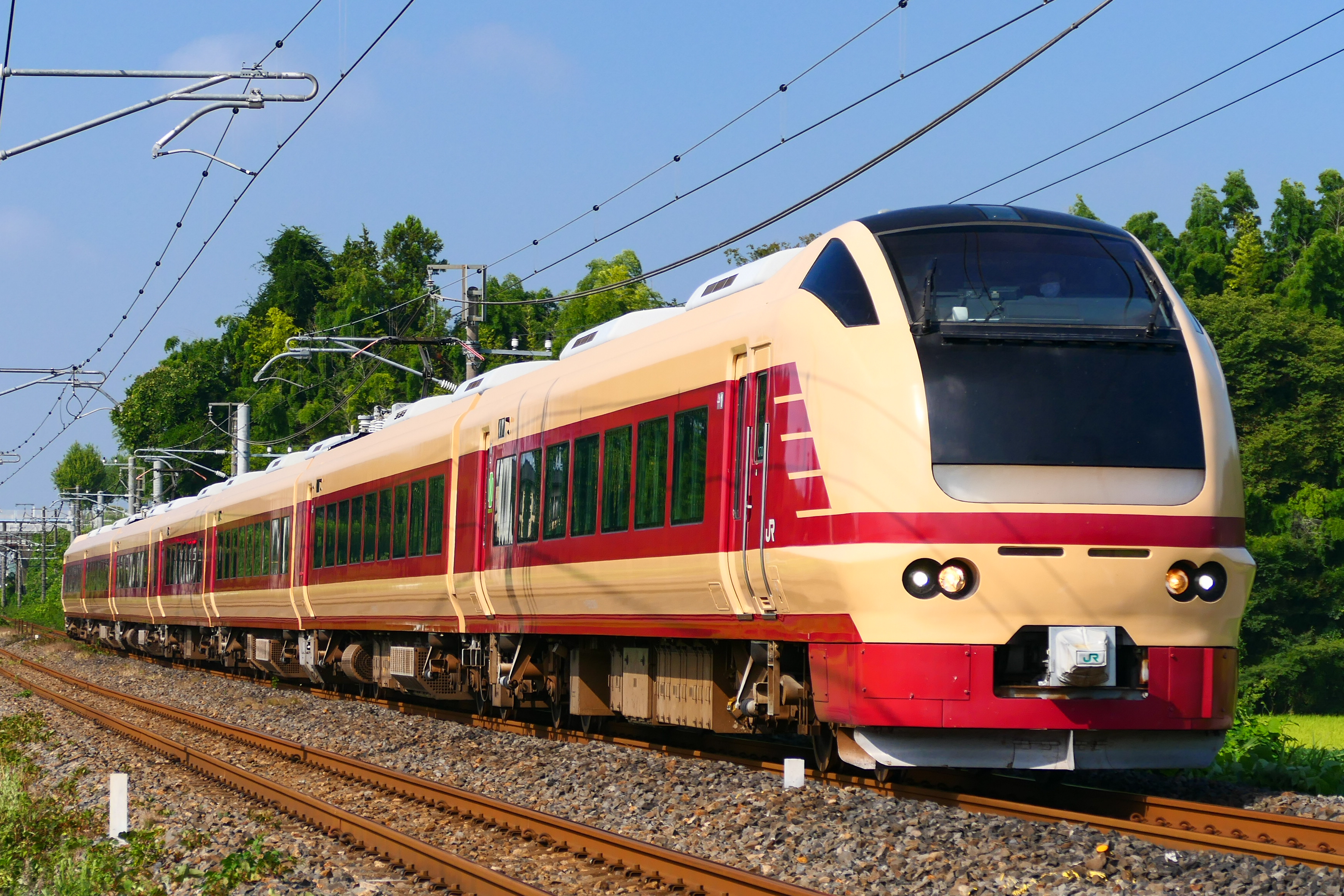
E653系K70編成
（2023年8月18日）

E653系1000番台

E653系は、1997年10月1日のダイヤ改正より、特急「フレッシュひたち」に充当されていた。E657系投入により2013年3月15日限りで定期運行を終了した。2013年から2014年にかけて1000・1100番台改造施工と併せて新潟車両センターへ転出した。
2018年11月7日にはU108編成（1000番台7両）がK70編成として勝田車両センターへ再転入し、国鉄特急色をイメージした塗装に変更され、再び関東圏の臨時列車や団体専用列車に充当されている。さらに2023年8月29日にU102編成がK71編成として勝田車両センターへ再転入し、水色塗装となって臨時列車や団体専用列車として運用されている。

#### 気動車
キハ81系
1960年12月10日から上野駅 - 青森駅間の特急「はつかり」（当時は常磐線経由）で運行を開始し、1968年10月1日ダイヤ改正で電車化の上、東北本線経由に変更されるまで運用された。
1969年10月1日ダイヤ改正からは羽越本線の特急「いなほ」と共通運用となる特急「ひたち」で運用され、羽越本線の全線電化直前の1972年9月26日に運行を終了した。

キハ58系
水郡線に直通する急行「ときわ」「奥久慈」に使用された。1985年3月14日ダイヤ改正で急行が廃止された後は、同年3月17日 - 9月16日に開催された科学万博のアクセス列車「エキスポライナー」にも用いられた。
このほか、1936年（昭和11年）に日暮里駅 - 松戸駅間が電化された際に、上野駅 - 松戸駅間の電車とともに、松戸駅 - 取手駅間でガソリンカーによる区間列車の運行が開始された。1947年（昭和22年）11月時点でガソリンカーによる松戸駅 - 取手駅間の区間列車は1日4本運行されていた。1949年（昭和24年）に松戸駅 - 取手駅間が電化され、電車運転区間が延長されたことに伴い、運行を終了した。

#### 客車
20系・24系
寝台特急「ゆうづる」に使われていた。

#### 機関車
EF65形・EF66形直流電気機関車
いずれもJR貨物所属。田端信号場駅 - 馬橋駅間を走行する武蔵野線直通の貨物列車で運用されていた。

EF81形交直流電気機関車
JR東日本所属。単機の試運転列車として田端信号場駅 - 神立駅間、冬季に運行される昼行のカシオペア紀行として全線を走破していた。1980年代まで寝台特急「ゆうづる」などを上野駅 - 水戸駅間で牽引していた。

EF510形交直流電気機関車
東北本線の寝台特急「北斗星」「カシオペア」との共通運用で、JR東日本田端運転所所属の車両が田端信号場駅 - 泉駅間で運用されていた。2013年3月16日のダイヤ改正で貨物運用から撤退した。

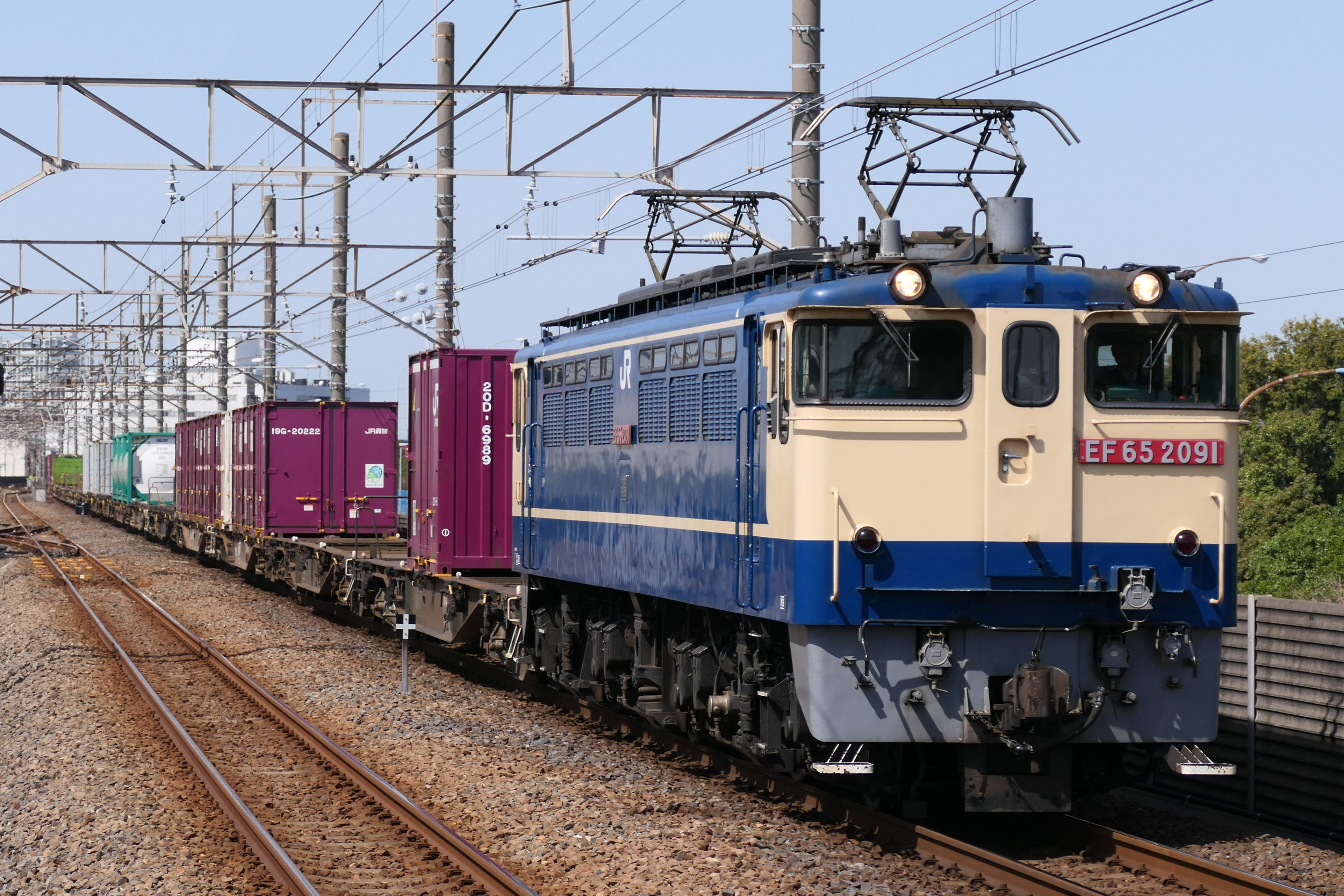
EF65形（2021年3月17日）
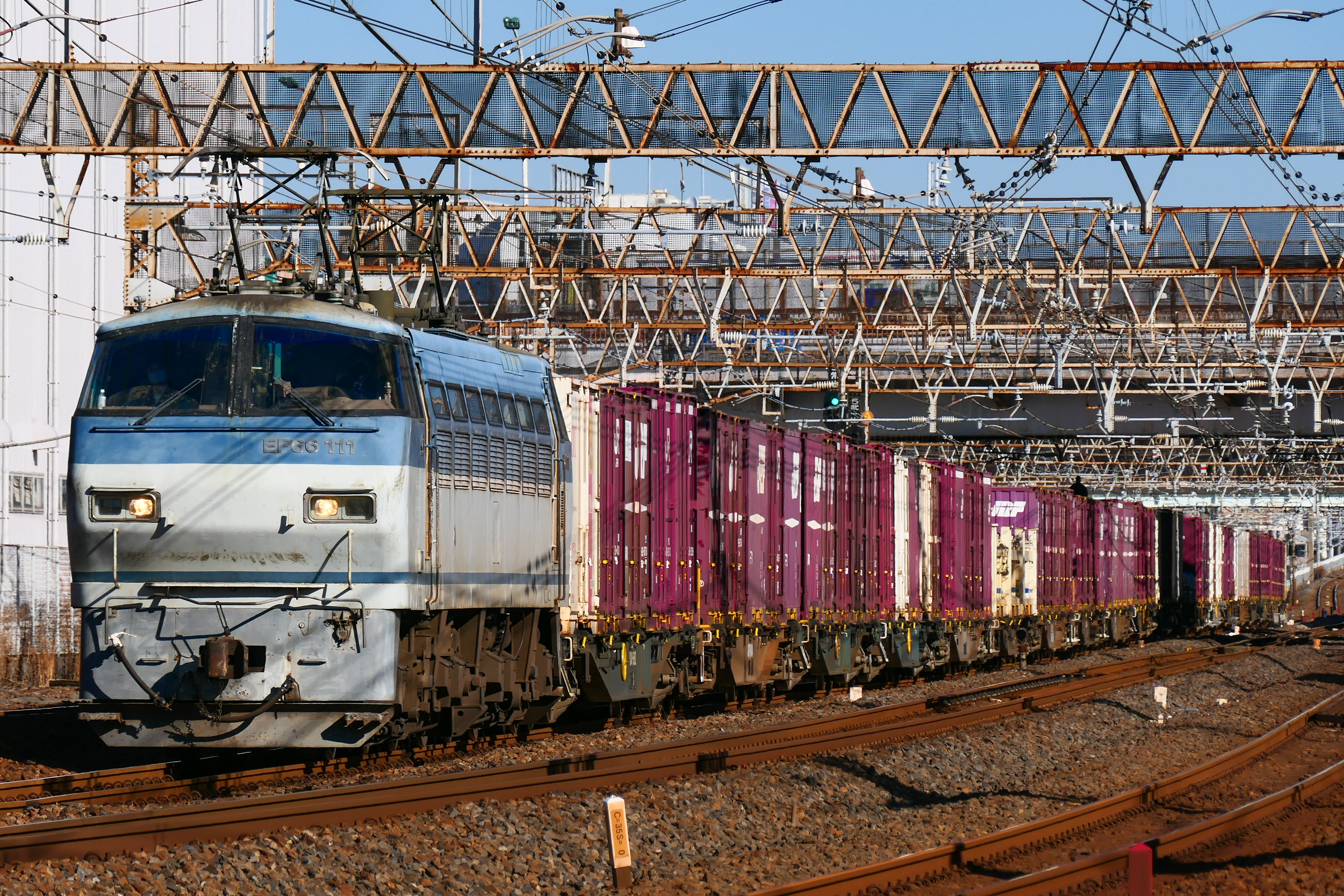
EF66形（2023年1月21日）
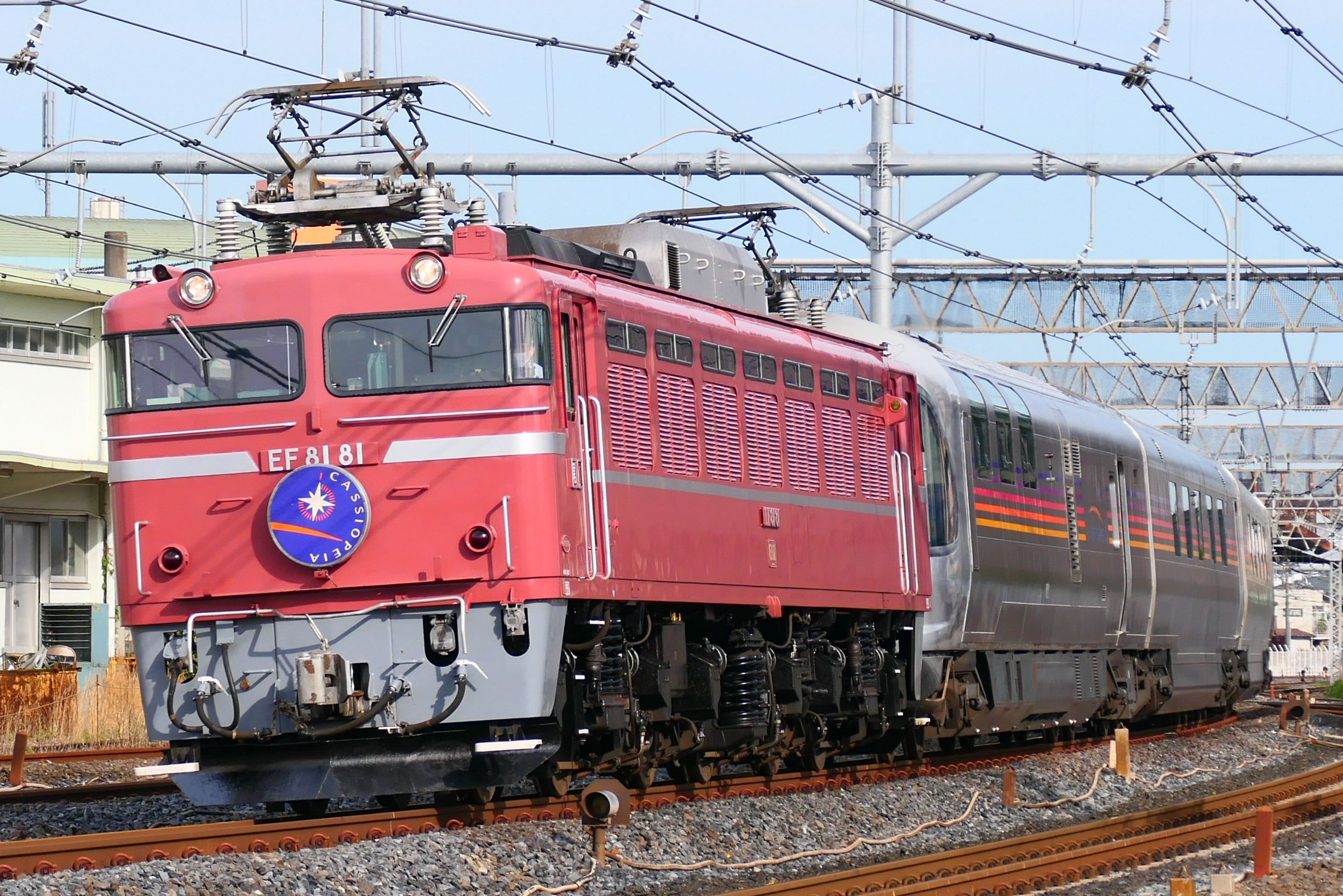
EF81形（2022年5月14日）

## 運賃計算の特例

### 連絡運輸
常磐緩行線は東京メトロ千代田線と相互直通運転をしているが、運賃計算の境界駅は町屋駅方面が北千住駅、北綾瀬駅方面が綾瀬駅となっている。ただし、JRでは、常磐線の北千住 - 綾瀬間相互発着となる乗車券は発売しない。
以下の区間には通過連絡運輸の設定がある。いずれも発券範囲に限りがある。普通連絡乗車券の場合、前者は駅自動券売機でのみの取り扱い、後者はみどりの窓口など有人窓口でのみの取り扱いとなる。
- 常磐線取手 - 亀有→千代田線北千住 - 西日暮里→山手線内・大宮・三鷹・関内方面
「常磐緩行線#運賃計算の特例」を参照。
- 常磐線（水郡線）→鹿島臨海鉄道大洗鹿島線水戸 - 鹿島サッカースタジアム→鹿島線方面

### 特定の分岐区間に対する区間外乗車の特例
常磐線の（戸籍上の）起点である日暮里駅には宇都宮線・高崎線列車用のホームが存在しないこと、常磐線用のホームも手狭であること、東北・山形・秋田・上越・北陸新幹線との乗り換えの便を図ることなどの理由により、折り返して乗車できる特例が存在する（ただし、折り返す区間内で途中下車はできない）。
- 定期券で乗車する場合、三河島 - 日暮里 - 西日暮里または三河島 - 日暮里 - 尾久の区間を含む定期券で、日暮里 - 上野の在来線に乗車できる（ただし、グリーン定期券にはこの特例が適用されない）。
- 定期券以外で乗車する場合、三河島以遠 - 日暮里 - 西日暮里以遠（※新幹線や宇都宮線などで赤羽以遠へ乗車する場合も、経路特定区間の特例により西日暮里経由とみなされるので適用される）の乗車券で、日暮里 - 東京に乗車できる。また、三河島以遠 - 日暮里 - 尾久の乗車券で、日暮里 - 上野に乗車できる。

## 沿線住民による運動など

### 愛称路線名の提案
1997年、茨城県南常磐線輸送力増強期成同盟会が上野 - 土浦間に東京、土浦のそれぞれ一部に都市を組み合わせた「京浦都市線」（きょうほとしせん）という愛称を付ける提案をした。この愛称は同盟会が公募を行い決定した。しかし、常磐線沿線の千葉県東葛地域（松戸市、柏市、我孫子市など）の各自治体から猛反発を受け、JR東日本も消極的姿勢をとったため、この愛称は使用されていない。この語の使用を支持しているのは、土浦市や牛久市など同盟会加盟自治体である。各々の自治体の住民には全く浸透しておらず、常磐線の名称に対する反発もほとんどない。

### 特別企画乗車券をめぐる運動
特別企画乗車券（トクトクきっぷ）の「東京自由乗車券」に代わって2006年3月18日に発売を開始した「都区内・りんかいフリーきっぷ」では、常磐線エリアのみが発売対象エリアから外れていた。
これに対し、牛久市議会が問題を提起し、9月4日には「都区内・りんかいフリーきっぷ導入に関する要望書」を牛久市議会にて全会一致で議決するなど、常磐線沿線自治体を巻き込んだ要望活動がなされた。その結果、翌2007年1月15日より「都区内・りんかいフリーきっぷ」を常磐線藤代駅 - 勝田駅間に限定して発売することになった。なお、「都区内・りんかいフリーきっぷ」は、2013年3月31日利用開始分を以って発売を終了した。

## つくばエクスプレスとの関係

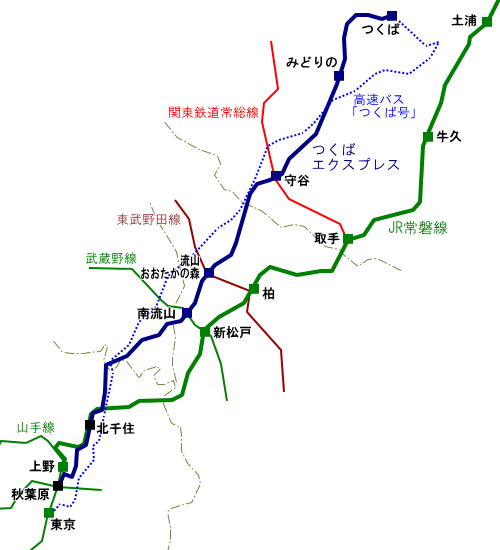
常磐線とつくばエクスプレス、および周辺の鉄道路線の位置関係

2005年8月24日に開業した首都圏新都市鉄道つくばエクスプレスは、元々常磐線の混雑緩和を主要な目的に「常磐新線」として計画・建設された。しかし、バブル景気を経た時期より変容し、単純に輸送力の転移だけではなく、同沿線内の住宅開発などを行うなど総合的な計画になった。また、JR東日本が採算上「常磐新線」を断念したこともあり、JR東日本側にとっては、輸送力の転移による協調関係ではなく、競合関係へと変化した（ここまでの詳細については首都圏新都市鉄道つくばエクスプレス#歴史も参照）。
このため、2005年7月9日に常磐線単独でのダイヤ改正が行われ、つくばエクスプレスと競合する常磐線上野駅 - 土浦駅間においては、新型車両E531系が投入され、この車両を使用して上野駅 - 土浦駅に限定し130km/h運転を行う特別快速が下り6本・上り5本設定された。都心方面のJR利用促進目的もあり、2006年3月18日のダイヤ改正より北松戸駅 - 南柏駅間と上野方面・土浦方面などの接続が改善され、運転本数も上りが1本増発され6往復となっている。一方で北千住駅はこの時点では通過していた（2015年3月のダイヤ改正で上野東京ライン直通の際に停車開始）。なお、JRでは2007年3月18日のダイヤ改正で、土浦駅以南の中距離列車が全てE531系へ置き換えられ、取手駅以南のE231系と共にスピードアップされた。また、上野 - 高萩間ではグリーン車の営業も開始した。
反面、実際の利用状況を踏まえて供給調整した面もある。ラッシュ時に運行されていた通勤快速は全廃されて特急列車や普通列車に置き換わったほか、元々輸送過剰気味であった昼間の快速電車が一部減便された。また、特急「フレッシュひたち」は千葉県内で地元からの利用が少ない我孫子駅・松戸駅を通過とし、利用の多い柏駅停車に統一された（朝8時台までの上り列車は、柏駅を含め千葉県内の各駅は全て通過。スーパーひたち7号は松戸駅停車が継続されたが、ひたち3号に改称された2015年3月14日改正で柏駅停車に変更）。
2015年3月14日から常磐線の品川駅乗り入れ（上野東京ラインの節も参照）が始まった。
一方で、つくばエクスプレス開業の当初の目的であった常磐線の混雑緩和は、2005年度の常磐線ラッシュ時混雑率が、快速線（快速電車のみ）は松戸 - 北千住間で約170%、緩行線は亀有 - 綾瀬間で約180%まで減少したが、快速線では快速電車の減便などの要因で、2006年度の混雑率は再び上昇に転じている（その後再び減少している）。

## 上野東京ライン
東北新幹線の建設に伴い分断されていた上野駅 - 東京駅間の東北本線の列車線約3.8km（営業キロ3.6km）が2015年3月14日に「上野東京ライン」として復活し、常磐線が宇都宮線・高崎線とともに上野駅から東京駅を経由し品川駅まで乗り入れている。
東京駅と直結することで従来の所要時間を約9分短縮でき、つくばエクスプレスの開業による常磐線の利用者減少に歯止めが掛かることが期待されている。
2014年10月30日に直通運転の概要が発表され、常磐線は、朝通勤ラッシュピーク時間帯（東京駅基準8時台）以降の一部列車が品川駅までの直通運転を行う。朝ラッシュ時間帯（東京駅8時 - 9時）は快速電車のみ5本が品川行きとなる（これは同時間帯に5本ずつ東海道線に直通する宇都宮線・高崎線と同数）。それ以降は、データイムは特急列車の全列車と中距離列車の一部列車、夕・夜間は特急列車の一部列車と快速電車がそれぞれ品川駅まで直通となり、全時間帯・全列車品川駅以南には直通しない。
なお、2014年5月18日付けの茨城新聞では、「上野東京ラインに3線全ての列車が乗り入れることは物理的に困難で、今後の振り分け本数も注目される。ある国土交通省幹部は『利用実績で割り振るのが基本だが、北関東から南関東へ抜ける湘南新宿ラインのような路線がないこともあり、常磐線はかなりの本数が入るだろう』と見通しを明かす」と報じている。
運輸省（現国土交通省）が2000年に実施した都道府県間鉄道流動統計データ（幹線鉄道旅客流動実態調査）によると、東京圏（東京都、神奈川県、埼玉県、千葉県）から鉄道で茨城県に移動した年間旅客数は277.6万人と集計され、栃木県の481.8万人より大幅に低く、群馬県の287.5万人とほぼ同程度に見えるが、この調査は新幹線を含む特急列車を利用した旅客が対象である。
2022年3月12日のダイヤ改正では、土休日全ての特急列車が品川始発となった。また、上野駅、土浦駅基準で、10 - 14時台の普通列車全てが品川行き・品川始発となった。その後、2023年3月18日のダイヤ改正によって、特急「ひたち」の定期列車全てが品川始発となり、2025年3月15日のダイヤ改正によって、特急「ときわ」の定期列車全てが品川始発となった。

## 駅一覧

### 本線（品川駅・日暮里駅 - いわき駅間）
便宜上、常磐線列車が乗り入れる品川駅 - 日暮里駅間も併せて記載する。
- 累計営業キロは日暮里駅からのもの。
- 品川駅 - 取手駅間の駅間営業キロは普通列車停車駅間のもの。ただし、括弧内は隣接駅間のもの。
- 駅名 ： （貨）＝貨物専用駅、◆・◇・■＝貨物取扱駅（貨物専用駅を除く、◇は定期貨物列車の発着なし、■はオフレールステーション）[228]、（臨）＝臨時駅
- 線路 ： ||||＝複々線区間、||＝複線区間
- 特定都区市内制度適用範囲の駅 ： 山＝東京山手線内、区＝東京都区内
- 停車駅
  - ●：停車、▼：下りのみ停車、■：東京メトロの地下ホームに停車、｜：通過、○：平日のみ停車（土休日は運転無し）
  - 特急（ひたち・ときわ）：「ひたち (列車)」参照
- 接続路線 ： 品川駅 - 取手駅間の東日本旅客鉄道の路線名は、貨物線を除き、運転系統上の名称（正式路線名とは異なる）
- 各駅停車の駅番号は、直通運転を行っている東京メトロ千代田線からの通し番号となっている。
- 普通列車は品川 - 取手間では快速と案内される。

| 電化方式 | 所属支社   | 正式路線名 | 駅番号      | 駅番号           | 駅名        | 営業キロ | 営業キロ | 各駅停車               | 快速 | 普通 | 特別快速 | 接続路線・備考 | 線路            | 所在地          | 所在地   |          |
| 電化方式 | 所属支社   | 正式路線名 | 各駅 停車   | 快速             | 駅名        | 駅間     | 累計     | 各駅停車               | 快速 | 普通 | 特別快速 | 接続路線・備考 | 線路            | 所在地          | 所在地   |          |
| -------- | ---------- | ---------- | ----------- | ---------------- | ----------- | -------- | -------- | ---------------------- | ---- | ---- | --- | --- | --------------- | --------------- | -------- | -------- |
| 直流     | 首都圏本部 | 東海道本線 |             | JT 03            | 品川駅 山区 | -        | 12.6     | 東京メトロ千代田線直通 | ●    | ●    | ● | 東日本旅客鉄道： 東海道線〈横浜・熱海方面〉 (JT 03)・ 山手線 (JY 25)・ 京浜東北線 (JK 20)・ 横須賀線 (JO 17) 東海旅客鉄道： 東海道新幹線 京浜急行電鉄： 本線 (KK 01) | \|\|            | 東京都          | 港区     |          |
| 直流     | 首都圏本部 | 東海道本線 |             | JT 02            | 新橋駅 山区 | 4.9      | 7.7      | 東京メトロ千代田線直通 | ●    | ●    | ● | 東日本旅客鉄道： 東海道線 (JT 02)・ 山手線 (JY 29)・ 京浜東北線 (JK 24)・ 横須賀線 (JO 18) 東京地下鉄： 銀座線 (G-08) 都営地下鉄： 浅草線 (A-10) ゆりかもめ： 東京臨海新交通臨海線 (U-01) | \|\|            | 東京都          | 港区     |          |
| 直流     | 首都圏本部 | 東海道本線 |             | JT 01 JU 01      | 東京駅 山区 | 1.9      | 5.8      | 東京メトロ千代田線直通 | ●    | ●    | ● | 東日本旅客鉄道： 東北新幹線・山形新幹線・秋田新幹線・北海道新幹線・上越新幹線・北陸新幹線・ 東海道線 (JT 01)・ 宇都宮線（東北線）・高崎線 (JU 01)・ 中央線 (JC 01)・ 山手線 (JY 01)・ 京浜東北線 (JK 26)・ 横須賀・総武線（快速） (JO 19)・ 京葉線 (JE 01) 東海旅客鉄道： 東海道新幹線 東京地下鉄： 丸ノ内線 (M-17) 東京地下鉄： 東西線 ⇒大手町駅 (T-09) | \|\|            | 東京都          | 千代田区 | 千代田区 |
| 直流     | 首都圏本部 | 東北本線   |             | JT 01 JU 01      | 東京駅 山区 | 1.9      | 5.8      | 東京メトロ千代田線直通 | ●    | ●    | ● | 東日本旅客鉄道： 東北新幹線・山形新幹線・秋田新幹線・北海道新幹線・上越新幹線・北陸新幹線・ 東海道線 (JT 01)・ 宇都宮線（東北線）・高崎線 (JU 01)・ 中央線 (JC 01)・ 山手線 (JY 01)・ 京浜東北線 (JK 26)・ 横須賀・総武線（快速） (JO 19)・ 京葉線 (JE 01) 東海旅客鉄道： 東海道新幹線 東京地下鉄： 丸ノ内線 (M-17) 東京地下鉄： 東西線 ⇒大手町駅 (T-09) | \|\|            | 東京都          | 千代田区 | 千代田区 |
| 直流     | 首都圏本部 |            | JU 02 JJ 01 | 上野駅 山区      | 3.6         | 2.2      | ●        | 東京メトロ千代田線直通 | ●    | ●    | 東日本旅客鉄道： 東北新幹線・山形新幹線・秋田新幹線・北海道新幹線・上越新幹線・北陸新幹線・ 山手線 (JY 05)・ 京浜東北線 (JK 30)・ 宇都宮線（東北線）・高崎線 (JU 02) 東京地下鉄： 銀座線 (G-16)・ 日比谷線 (H-18) 京成電鉄： 本線 ⇒京成上野駅 (KS 01) | \|\| | 台東区          | 東京都          |          |          |
| 直流     | 首都圏本部 |            | JJ 02       | 日暮里駅 山区    | 2.2         | 0.0      | ●        | 東京メトロ千代田線直通 | ●    | ●    | 東日本旅客鉄道： 山手線 (JY 07)・ 京浜東北線 (JK 32) 京成電鉄： 本線 (KS 02) 東京都交通局： 日暮里・舎人ライナー (NT 01) | \|\| | 荒川区          | 東京都          |          |          |
| 直流     | 首都圏本部 | 常磐線     | JJ 02       | 日暮里駅 山区    | 2.2         | 0.0      | ●        | 東京メトロ千代田線直通 | ●    | ●    | 東日本旅客鉄道： 山手線 (JY 07)・ 京浜東北線 (JK 32) 京成電鉄： 本線 (KS 02) 東京都交通局： 日暮里・舎人ライナー (NT 01) | \|\| | 荒川区          | 東京都          |          |          |
| 直流     | 首都圏本部 |            | JJ 03       | 三河島駅 区      | 1.2         | 1.2      | ●        | 東京メトロ千代田線直通 | ●    | ｜   | 東日本旅客鉄道：常磐線貨物支線（田端貨物線・隅田川貨物線） | \|\| | 荒川区          | 東京都          |          |          |
| 直流     | 首都圏本部 |            | JJ 04       | 南千住駅 区      | 2.2         | 3.4      | ●        | 東京メトロ千代田線直通 | ●    | ｜   | 東日本旅客鉄道：常磐線貨物支線（隅田川貨物線） 東京地下鉄： 日比谷線 (H-21) 首都圏新都市鉄道：つくばエクスプレス (04) | \|\| | 荒川区          | 東京都          |          |          |
| 直流     | 首都圏本部 | (C 18)     | JJ 05       | 北千住駅 区      | 1.8         | 5.2      | ■        | ●                      | ●    | ●    | 東京地下鉄： 千代田線（緩行電車は我孫子方面から 小田急小田原線経由 伊勢原駅・ 多摩線 唐木田駅まで直通運転） (C-18)・ 日比谷線 (H-22) 東武鉄道： 伊勢崎線（東武スカイツリーライン） (TS 09) 首都圏新都市鉄道：つくばエクスプレス (05)                  | \|\|\|\| | 足立区          | 東京都          |          |          |
| 直流     | 首都圏本部 | JL 19      |             | 綾瀬駅 区 ◇      | (2.5)       | 7.7      | ●        | ｜                     | ｜   | ｜   | 東京地下鉄： 千代田線（北綾瀬方面） (C-19) | \|\|\|\| | 足立区          | 東京都          |          |          |
| 直流     | 首都圏本部 | JL 20      |             | 亀有駅 区        | (2.2)       | 9.9      | ●        | ｜                     | ｜   | ｜   | | \|\|\|\| | 葛飾区          | 東京都          |          |          |
| 直流     | 首都圏本部 | JL 21      |             | 金町駅 区 ◇      | (1.9)       | 11.8     | ●        | ｜                     | ｜   | ｜   | 東日本旅客鉄道：総武本線貨物支線（新金貨物線） 京成電鉄： 金町線 ⇒京成金町駅 (KS 51) | \|\|\|\| | 葛飾区          | 東京都          |          |          |
| 直流     | 首都圏本部 | JL 22      | JJ 06       | 松戸駅           | 10.5 (3.9)  | 15.7     | ●        | ●                      | ●    | ●    | 京成電鉄： 松戸線 (KS 88) | \|\|\|\| | 千葉県          | 松戸市          |          |          |
| 直流     | 首都圏本部 | JL 23      |             | 北松戸駅         | (2.1)       | 17.8     | ●        | ｜                     | ｜   | ｜   | | \|\|\|\| | 千葉県          | 松戸市          |          |          |
| 直流     | 首都圏本部 | JL 24      |             | 馬橋駅           | (1.3)       | 19.1     | ●        | ｜                     | ｜   | ｜   | 東日本旅客鉄道：武蔵野線貨物支線（馬橋支線） 流鉄： 流山線 (RN 1) | \|\|\|\| | 千葉県          | 松戸市          |          |          |
| 直流     | 首都圏本部 | JL 25      |             | 新松戸駅         | (1.6)       | 20.7     | ●        | ｜                     | ｜   | ｜   | 東日本旅客鉄道： 武蔵野線 (JM 15) 流鉄： 流山線 ⇒幸谷駅 (RN 2) | \|\|\|\| | 千葉県          | 松戸市          |          |          |
| 直流     | 首都圏本部 | JL 26      |             | 北小金駅         | (1.3)       | 22.0     | ●        | ｜                     | ｜   | ｜   | 東日本旅客鉄道：武蔵野線貨物支線（北小金支線） | \|\|\|\| | 千葉県          | 松戸市          |          |          |
| 直流     | 首都圏本部 | JL 27      |             | 南柏駅           | (2.5)       | 24.5     | ●        | ｜                     | ｜   | ｜   | | \|\|\|\| | 千葉県          | 柏市            |          |          |
| 直流     | 首都圏本部 | JL 28      | JJ 07       | 柏駅             | 11.2 (2.4)  | 26.9     | ●        | ●                      | ●    | ●    | 東武鉄道： 野田線（東武アーバンパークライン） (TD-24) | \|\|\|\| | 千葉県          | 柏市            |          |          |
| 直流     | 首都圏本部 | JL 29      |             | 北柏駅           | (2.3)       | 29.2     | ●        | ｜                     | ｜   | ｜   | | \|\|\|\| | 千葉県          | 柏市            |          |          |
| 直流     | 首都圏本部 | JL 30      | JJ 08       | 我孫子駅         | 4.4 (2.1)   | 31.3     | ●        | ●                      | ●    | ｜   | 東日本旅客鉄道：■成田線（快速電車は、上野方面から成田駅まで直通運転） | \|\|\|\| | 千葉県          | 我孫子市        |          |          |
| 直流     | 首都圏本部 | JL 31      | JJ 09       | 天王台駅         | 2.7         | 34.0     | ○        | ●                      | ●    | ｜   | | \|\|\|\| | 千葉県          | 我孫子市        |          |          |
| 直流     | 首都圏本部 | JL 32      | JJ 10       | 取手駅           | 3.4         | 37.4     | ○        | ●                      | ●    | ●    | 関東鉄道：常総線 | \|\|\|\| | 茨城県          | 取手市          |          |          |
| 交流     | 水戸支社   |            |             | 藤代駅           | 6.0         | 43.4     |          |                        | ●    | ●    | | \|\| | 茨城県          | 取手市          |          |          |
| 交流     | 水戸支社   |            |             | 龍ケ崎市駅       | 2.1         | 45.5     |          |                        | ●    | ●    | 関東鉄道：竜ヶ崎線 ⇒佐貫駅 | \|\| | 茨城県          | 龍ケ崎市        |          |          |
| 交流     | 水戸支社   |            |             | 牛久駅           | 5.1         | 50.6     |          |                        | ●    | ●    | | \|\| | 茨城県          | 牛久市          |          |          |
| 交流     | 水戸支社   |            |             | ひたち野うしく駅 | 3.9         | 54.5     |          |                        | ●    | ●    | | \|\| | 茨城県          | 牛久市          |          |          |
| 交流     | 水戸支社   |            |             | 荒川沖駅◇        | 2.7         | 57.2     |          |                        | ●    | ●    | | \|\| | 茨城県          | 土浦市          |          |          |
| 交流     | 水戸支社   |            |             | 土浦駅◆          | 6.6         | 63.8     |          |                        | ●    | ●    | | \|\| | 茨城県          | 土浦市          |          |          |
| 交流     | 水戸支社   |            |             | 神立駅◇          | 6.1         | 69.9     |          |                        | ●    |      | | \|\| | 茨城県          | 土浦市          |          |          |
| 交流     | 水戸支社   |            |             | 高浜駅           | 6.5         | 76.4     |          |                        | ●    |      | | \|\| | 茨城県          | 石岡市          |          |          |
| 交流     | 水戸支社   |            |             | 石岡駅           | 3.6         | 80.0     |          |                        | ●    |      | | \|\| | 茨城県          | 石岡市          |          |          |
| 交流     | 水戸支社   |            |             | 羽鳥駅           | 6.5         | 86.5     |          |                        | ●    |      | | \|\| | 茨城県          | 小美玉市        |          |          |
| 交流     | 水戸支社   |            |             | 岩間駅           | 5.4         | 91.9     |          |                        | ●    |      | | \|\| | 茨城県          | 笠間市          |          |          |
| 交流     | 水戸支社   |            |             | 友部駅◇          | 6.9         | 98.8     |          |                        | ●    |      | 東日本旅客鉄道：■水戸線（水戸方面から小山駅まで直通運転） | \|\| | 茨城県          | 笠間市          |          |          |
| 交流     | 水戸支社   |            |             | 内原駅◇          | 4.7         | 103.5    |          |                        | ●    |      | | \|\| | 茨城県          | 水戸市          |          |          |
| 交流     | 水戸支社   |            |             | 赤塚駅           | 5.8         | 109.3    |          |                        | ●    |      | | \|\| | 茨城県          | 水戸市          |          |          |
| 交流     | 水戸支社   |            |             | （臨）偕楽園駅   | 4.1         | 113.4    |          |                        | ▼    |      | 観梅時期の日中の下り列車（特急含む）のみ停車し、それ以外の期間および上り列車は全列車通過。 | \|\| | 茨城県          | 水戸市          |          |          |
| 交流     | 水戸支社   |            |             | 水戸駅■          | 1.9         | 115.3    |          |                        | ●    |      | 東日本旅客鉄道：■水郡線 鹿島臨海鉄道：■大洗鹿島線 | \|\| | 茨城県          | 水戸市          |          |          |
| 交流     | 水戸支社   |            |             | 勝田駅◇          | 5.8         | 121.1    |          |                        | ●    |      | ひたちなか海浜鉄道：■湊線 | \|\| | 茨城県          | ひたちなか市    |          |          |
| 交流     | 水戸支社   |            |             | 佐和駅           | 4.2         | 125.3    |          |                        | ●    |      | | \|\| | 茨城県          | ひたちなか市    |          |          |
| 交流     | 水戸支社   |            |             | 東海駅           | 4.7         | 130.0    |          |                        | ●    |      | | \|\| | 茨城県          | 那珂郡 東海村   |          |          |
| 交流     | 水戸支社   |            |             | 大甕駅           | 7.4         | 137.4    |          |                        | ●    |      | | \|\| | 茨城県          | 日立市          |          |          |
| 交流     | 水戸支社   |            |             | 常陸多賀駅◇      | 4.6         | 142.0    |          |                        | ●    |      | | \|\| | 茨城県          | 日立市          |          |          |
| 交流     | 水戸支社   |            |             | 日立駅◆          | 4.9         | 146.9    |          |                        | ●    |      | | \|\| | 茨城県          | 日立市          |          |          |
| 交流     | 水戸支社   |            |             | 小木津駅         | 5.5         | 152.4    |          |                        | ●    |      | | \|\| | 茨城県          | 日立市          |          |          |
| 交流     | 水戸支社   |            |             | 十王駅           | 4.2         | 156.6    |          |                        | ●    |      | | \|\| | 茨城県          | 日立市          |          |          |
| 交流     | 水戸支社   |            |             | 高萩駅           | 5.9         | 162.5    |          |                        | ●    |      | | \|\| | 茨城県          | 高萩市          |          |          |
| 交流     | 水戸支社   |            |             | 南中郷駅         | 4.5         | 167.0    |          |                        | ●    |      | | \|\| | 茨城県          | 北茨城市        |          |          |
| 交流     | 水戸支社   |            |             | 磯原駅           | 4.6         | 171.6    |          |                        | ●    |      | | \|\| | 茨城県          | 北茨城市        |          |          |
| 交流     | 水戸支社   |            |             | 大津港駅         | 7.1         | 178.7    |          |                        | ●    |      | | \|\| | 茨城県          | 北茨城市        |          |          |
| 交流     | 水戸支社   |            |             | 勿来駅           | 4.5         | 183.2    |          |                        | ●    |      | | \|\| | 福島県 いわき市 | 福島県 いわき市 |          |          |
| 交流     | 水戸支社   |            |             | 植田駅           | 4.6         | 187.8    |          |                        | ●    |      | | \|\| | 福島県 いわき市 | 福島県 いわき市 |          |          |
| 交流     | 水戸支社   |            |             | 泉駅             | 7.2         | 195.0    |          |                        | ●    |      | 福島臨海鉄道：本線（貨物線） | \|\| | 福島県 いわき市 | 福島県 いわき市 |          |          |
| 交流     | 水戸支社   |            |             | 湯本駅           | 6.5         | 201.5    |          |                        | ●    |      | | \|\| | 福島県 いわき市 | 福島県 いわき市 |          |          |
| 交流     | 水戸支社   |            |             | 内郷駅           | 3.5         | 205.0    |          |                        | ●    |      | | \|\| | 福島県 いわき市 | 福島県 いわき市 |          |          |
| 交流     | 水戸支社   |            |             | いわき駅         | 4.4         | 209.4    |          |                        | ●    |      | 東日本旅客鉄道：■磐越東線 | \|\| | 福島県 いわき市 | 福島県 いわき市 |          |          |

- 北小金駅 - 南柏間で、流山市を通過するが、同市内には常磐線の駅はない。
- ひたち野うしく駅 - 荒川沖駅間、荒川沖駅 - 土浦駅間で阿見町を通過するが、同町内に駅はない。
- 神立駅構内は一部がかすみがうら市に跨る。また、高浜駅との間で同市を通過する。

### 本線（いわき駅 - 岩沼駅・仙台駅間）
便宜上、常磐線列車が乗り入れる岩沼駅 - 仙台駅間も併せて記載する。
- 累計営業キロは日暮里駅からのもの。
- この区間は全区間交流電化。
- 駅名 ： （貨）＝貨物専用駅、◆・◇・■＝貨物取扱駅（貨物専用駅を除く、◇は定期貨物列車の発着なし、■はオフレールステーション）[228]、（臨）＝臨時駅
- 線路 ： ||＝複線区間、◇：単線区間（列車交換可能）、｜：単線区間（列車交換不可）[注 20]、∨＝これより下は単線、∧＝これより下は複線
- 特定都区市内制度適用範囲の駅 ： 仙＝仙台市内
- 停車駅
  - 特急（ひたち・ときわ）：「ひたち (列車)」参照

| 所属支社 | 正式路線名  | 駅名          | 営業キロ | 営業キロ | 接続路線・備考                        | 線路   | 所在地 | 所在地        | 所在地        |
| 所属支社 | 正式路線名  | 駅名          | 駅間     | 累計 | 接続路線・備考                        | 線路   | 所在地 | 所在地        | 所在地        |
| -------- | ----------- | ------------- | -------- | --- | ------------------------------------- | ------ | ------ | ------------- | ------------- |
| 水戸支社 | 常磐線      | いわき駅      | -        | 209.4 | 東日本旅客鉄道：■磐越東線             | \|\|   | 福島県 | いわき市      | いわき市      |
| 水戸支社 | 常磐線      | 草野駅        | 5.4      | 214.8 |                                       | \|\|   | 福島県 | いわき市      | いわき市      |
| 水戸支社 | 常磐線      | 四ツ倉駅      | 4.4      | 219.2 |                                       | ∨      | 福島県 | いわき市      | いわき市      |
| 水戸支社 | 常磐線      | 久ノ浜駅      | 4.8      | 224.0 |                                       | ◇      | 福島県 | いわき市      | いわき市      |
| 水戸支社 | 常磐線      | 末続駅        | 3.6      | 227.6 |                                       | ◇      | 福島県 | いわき市      | いわき市      |
| 水戸支社 | 常磐線      | 広野駅        | 4.8      | 232.4 |                                       | ∧      | 福島県 | 双葉郡        | 広野町        |
| 水戸支社 | 常磐線      | Jヴィレッジ駅 | 3.5      | 235.9 |                                       | \|\|   | 福島県 | 双葉郡        | 楢葉町        |
| 水戸支社 | 常磐線      | 木戸駅        | 1.9      | 237.8 |                                       | ∨      | 福島県 | 双葉郡        | 楢葉町        |
| 水戸支社 | 常磐線      | 竜田駅        | 3.1      | 240.9 |                                       | ◇      | 福島県 | 双葉郡        | 楢葉町        |
| 水戸支社 | 常磐線      | 富岡駅        | 6.9      | 247.8 |                                       | ◇      | 福島県 | 双葉郡        | 富岡町        |
| 水戸支社 | 常磐線      | 夜ノ森駅      | 5.2      | 253.0 |                                       | ◇      | 福島県 | 双葉郡        | 富岡町        |
| 水戸支社 | 常磐線      | 大野駅        | 4.9      | 257.9 |                                       | ｜     | 福島県 | 双葉郡        | 大熊町        |
| 水戸支社 | 常磐線      | 双葉駅        | 5.8      | 263.7 |                                       | ｜     | 福島県 | 双葉郡        | 双葉町        |
| 水戸支社 | 常磐線      | 浪江駅        | 4.9      | 268.6 |                                       | ◇      | 福島県 | 双葉郡        | 浪江町        |
| 水戸支社 | 常磐線      | 桃内駅        | 4.9      | 273.5 |                                       | ◇      | 福島県 | 南相馬市      | 南相馬市      |
| 水戸支社 | 常磐線      | 小高駅        | 4.0      | 277.5 |                                       | ◇      | 福島県 | 南相馬市      | 南相馬市      |
| 水戸支社 | 常磐線      | 磐城太田駅    | 4.9      | 282.4 |                                       | ◇      | 福島県 | 南相馬市      | 南相馬市      |
| 水戸支社 | 常磐線      | 原ノ町駅      | 4.5      | 286.9 |                                       | ◇      | 福島県 | 南相馬市      | 南相馬市      |
| 水戸支社 | 常磐線      | 鹿島駅        | 7.5      | 294.4 |                                       | ◇      | 福島県 | 南相馬市      | 南相馬市      |
| 水戸支社 | 常磐線      | 日立木駅      | 6.7      | 301.1 |                                       | ◇      | 福島県 | 相馬市        | 相馬市        |
| 水戸支社 | 常磐線      | 相馬駅        | 5.9      | 307.0 |                                       | ◇      | 福島県 | 相馬市        | 相馬市        |
| 水戸支社 | 常磐線      | 駒ケ嶺駅      | 4.4      | 311.4 |                                       | ◇      | 福島県 | 相馬郡 新地町 | 相馬郡 新地町 |
| 水戸支社 | 常磐線      | 新地駅        | 4.2      | 315.6 |                                       | ◇      | 福島県 | 相馬郡 新地町 | 相馬郡 新地町 |
| 東北本部 | 常磐線      | 坂元駅        | 5.5      | 321.1 |                                       | ｜     | 宮城県 | 亘理郡        | 山元町        |
| 東北本部 | 常磐線      | 山下駅        | 4.9      | 326.0 |                                       | ◇      | 宮城県 | 亘理郡        | 山元町        |
| 東北本部 | 常磐線      | 浜吉田駅      | 4.2      | 330.2 |                                       | ◇      | 宮城県 | 亘理郡        | 亘理町        |
| 東北本部 | 常磐線      | 亘理駅        | 5.0      | 335.2 |                                       | ◇      | 宮城県 | 亘理郡        | 亘理町        |
| 東北本部 | 常磐線      | 逢隈駅        | 3.2      | 338.4 |                                       | ◇      | 宮城県 | 亘理郡        | 亘理町        |
| 東北本部 | 常磐線      | 岩沼駅◆       | 5.3      | 343.7 | 東日本旅客鉄道：■東北本線（福島方面） | ∧      | 宮城県 | 岩沼市        | 岩沼市        |
| 東北本部 | 東北本線    | 岩沼駅◆       | 5.3      | 343.7 | 東日本旅客鉄道：■東北本線（福島方面） | ∧      | 宮城県 | 岩沼市        | 岩沼市        |
| 東北本部 | 館腰駅      | 3.7           | 347.4    | | \|\|                                  | 名取市 | 名取市 |               |               |
| 東北本部 | 名取駅■     | 3.5           | 350.9    | 仙台空港鉄道：■仙台空港線（仙台空港アクセス線） | \|\|                                  | 名取市 | 名取市 |               |               |
| 東北本部 | 南仙台駅 仙 | 2.7           | 353.6    | | \|\|                                  | 仙台市 | 太白区 |               |               |
| 東北本部 | 太子堂駅 仙 | 2.2           | 355.8    | | \|\|                                  | 仙台市 | 太白区 |               |               |
| 東北本部 | 長町駅 仙   | 1.0           | 356.8    | 仙台市地下鉄：■南北線 (N15) 東日本旅客鉄道：東北本線貨物支線（宮城野貨物線）                                                                                                | \|\|                                  | 仙台市 | 太白区 |               |               |
| 東北本部 | 仙台駅 仙   | 4.5           | 361.3    | 東日本旅客鉄道： 東北新幹線・秋田新幹線・北海道新幹線・■東北本線（一ノ関・利府方面：一部直通）・仙石東北ライン・■仙山線・■仙石線 仙台市地下鉄：■南北線 (N10)・■東西線 (T07) | \|\|                                  | 仙台市 | 青葉区 |               |               |

- 2023年度の時点で、JR東日本自社による乗車人員集計[246]の除外対象となる駅（完全な無人駅）は、南中郷駅・草野駅・久ノ浜駅・末続駅・広野駅・Jヴィレッジ駅・木戸駅・富岡駅・夜ノ森駅・大野駅・双葉駅・浪江駅・桃内駅・小高駅・磐城太田駅・鹿島駅・日立木駅・駒ケ嶺駅・浜吉田駅・逢隈駅である。なお、臨時駅の偕楽園駅も集計対象外である。

### 貨物支線
全駅東京都内に所在
| 駅名                    | 営業キロ | 接続路線                                           | 所在地 |
| ----------------------- | -------- | -------------------------------------------------- | ------ |
| 田端貨物線              |          |                                                    |        |
| 三河島駅                | 0.0      | 東日本旅客鉄道：常磐線（本線・隅田川貨物線）       | 荒川区 |
| 田端駅 （田端信号場駅） | 1.6      | 東日本旅客鉄道：東北本線（東北貨物線）・山手貨物線 | 北区   |
| 隅田川貨物線            |          |                                                    |        |
| 三河島駅                | 0.0      | 東日本旅客鉄道：常磐線（本線・田端貨物線）         | 荒川区 |
| （貨）隅田川駅          | 3.2      |                                                    | 荒川区 |
| 南千住駅                | 5.7      | 東日本旅客鉄道：常磐線（本線）                     | 荒川区 |

### 過去の接続路線
- 土浦駅：
  - 筑波鉄道筑波線 - 1987年4月1日廃止
  - 常南電気鉄道 - 1938年2月28日廃止
- 石岡駅：鹿島鉄道線 - 2007年4月1日廃止
- 赤塚駅：茨城交通茨城線 - 1971年2月11日廃止
- 水戸駅：
  - 常磐線（那珂川支線） - 1984年2月1日廃止
  - 茨城交通水浜線 - 1966年6月1日廃止
- 東海駅：村松軌道 - 1933年2月15日廃止
- 大甕駅：日立電鉄線 - 2005年4月1日廃止

### 発車メロディ
発車メロディは基本的に東洋メディアリンクス製の「Water Crown」と「Gota del Vient」が使用されているが、首都圏本部（旧東京支社）管内ではユニペックス製・テイチク製・サウンドファクトリー製の発車メロディも使用している。
2024年6月時点で、独自のメロディを採用している駅は以下の通り。詳細・過去の使用曲は各駅の項目を参照。
| 駅名       | 曲名 | 備考 |
| ---------- | --- | --- |
| 龍ケ崎市駅 | 1番線：「RYUとぴあ音頭」 | 龍ケ崎のお祭りの曲として市民に親しまれているご当地ソング。                                                                                      |
| 龍ケ崎市駅 | 2番線：「かえるの合唱」 | 緑豊かな自然環境と伝統行事「撞舞（つくまい）」にちなむ。                                                                                        |
| 龍ケ崎市駅 | 3番線：「白鳥の湖」 | 牛久沼と龍ケ崎市の鳥「白鳥」にちなむ。 |
| 牛久駅     | 1番線：「グリーングリーン」 2番線：「オー・シャンゼリゼ」 | 市の観光資源をイメージしたもの。 |
| 荒川沖駅   | 下り：「きらきら星変奏曲」（モーツァルト作曲） 上り：「風の贈り物」 | 「風の贈り物」は土浦市のイメージソング。 1991年から土浦駅で使用。 2009年から荒川沖駅・神立駅でも使用開始。                                      |
| 土浦駅     | 下り：「きらきら星変奏曲」（モーツァルト作曲） 上り：「風の贈り物」 | 「風の贈り物」は土浦市のイメージソング。 1991年から土浦駅で使用。 2009年から荒川沖駅・神立駅でも使用開始。                                      |
| 神立駅     | 下り：「きらきら星変奏曲」（モーツァルト作曲） 上り：「風の贈り物」 | 「風の贈り物」は土浦市のイメージソング。 1991年から土浦駅で使用。 2009年から荒川沖駅・神立駅でも使用開始。                                      |
| 石岡駅     | 1番線：「バラが咲いた」 | 茨城県花のバラにちなんだ選曲 |
| 石岡駅     | 2番線：「ここで君を待ってるよ」 | 当駅ゆかりの「忠犬タロー」にちなんだ曲 |
| 石岡駅     | 3番線：「石岡のおまつり」 | 当地の祭り「常陸國總社宮大祭」の祭囃子 |
| 岩間駅     | 1番線：「レットキス」 2番線：「幸せなら手をたたこう」 | 笠間市ゆかりの歌手・坂本九の楽曲。 水戸線笠間駅でも使用。 なお、岩間駅は2024年5月31日まで1番線と2番線が逆となっていた。                         |
| 友部駅     | 1番線：「上を向いて歩こう」 2番線：「明日があるさ」 3 - 5番線：「幸せなら手をたたこう」                                                                                            | 笠間市ゆかりの歌手・坂本九の楽曲。 水戸線笠間駅でも使用。 なお、岩間駅は2024年5月31日まで1番線と2番線が逆となっていた。                         |
| 水戸駅     | 1・2番線：「初夏の雪解けの小川のせせらぎ」（水郡線ホーム） 3・4番線：「日本庭園の水と草木」 5・6番線：「大都会の雑踏の中で聞こえるチャイム」 7番線：「太平洋の海岸での生命の誕生」 | JR東日本で4番目の発車メロディ導入駅。 現存唯一のYAMAHA制作曲使用。 3 - 6番線の曲のフルコーラスは1分を超える。 8番線（大洗鹿島線）は「JR-SH5-1」 |
| 大甕駅     | 上り（以下十王駅まで共通）：「いつでも夢を」（吉永小百合・橋幸夫） 下り：「恋のメキシカン・ロック」（橋幸夫）                                                                      | 日立市出身の作曲家・吉田正の楽曲。 2005年11月1日（日立駅は10月6日）から使用。                                                                   |
| 常陸多賀駅 | 下り：「公園の手品師」（フランク永井） | 日立市出身の作曲家・吉田正の楽曲。 2005年11月1日（日立駅は10月6日）から使用。                                                                   |
| 日立駅     | 下り：「寒い朝」（吉永小百合） | 日立市出身の作曲家・吉田正の楽曲。 2005年11月1日（日立駅は10月6日）から使用。                                                                   |
| 小木津駅   | 下り：「明日は咲こう花咲こう」（吉永小百合・三田明） | 日立市出身の作曲家・吉田正の楽曲。 2005年11月1日（日立駅は10月6日）から使用。                                                                   |
| 十王駅     | 下り：「若い港」（三田明） | 日立市出身の作曲家・吉田正の楽曲。 2005年11月1日（日立駅は10月6日）から使用。                                                                   |
| 高萩駅     | 「あしたの風とひとつになって」 | 高萩市出身の地理学者・長久保赤水銅像の建立を記念して製作された楽曲                                                                              |
| 磯原駅     | 「七つの子」 | 北茨城市出身で湯本温泉とも関わりの深い野口雨情が作詞した楽曲                                                                                    |
| 湯本駅     | 「シャボン玉」 | 北茨城市出身で湯本温泉とも関わりの深い野口雨情が作詞した楽曲                                                                                    |
| いわき駅   | 1・2番線：「フラガール〜虹を〜」 3・4番線：「楽興の時（第3番）」（シューベルト作曲） 5・6番線：「春の歌」（メンデルスゾーン作曲）                                                  | 「フラガール〜虹を〜」は映画「フラガール」のメインテーマ曲                                                                                      |
| 広野駅     | 上り：「とんぼのめがね」 | 作詞者の額賀誠志の出身地であるため |
| 広野駅     | 下り：「汽車」 | 当駅周辺が曲の舞台とされることから |
| 原ノ町駅   | 「相馬流れ山」 | 当駅周辺の地域民謡 |

## 利用状況

### 平均通過人員
各年度の平均通過人員（人/日）は以下のとおりである。
| 年度                   | 平均通過人員（人/日） | 平均通過人員（人/日） | 平均通過人員（人/日） | 平均通過人員（人/日） | 平均通過人員（人/日） | 平均通過人員（人/日） | 平均通過人員（人/日） | 平均通過人員（人/日） | 出典    |
| 年度                   | 全線                  | 日暮里 - 取手         | 取手 - 土浦           | 土浦 - 勝田           | 勝田 - 高萩           | 高萩 - いわき         | いわき - 原ノ町       | 原ノ町 - 岩沼         | 出典    |
| ---------------------- | --------------------- | --------------------- | --------------------- | --------------------- | --------------------- | --------------------- | --------------------- | --------------------- | ------- |
| 2011年度（平成23年度） | 74,796                | 353,520               | 88,657                | 40,848                | 27,662                | 7,771                 | 非開示                | 2,083                 | [ 247 ] |
| 2012年度（平成24年度） | 76,375                | 354,379               | 91,485                | 44,147                | 29,856                | 9,192                 | 非開示                | 2,161                 | [ 247 ] |
| 2013年度（平成25年度） | 77,135                | 356,557               | 92,337                | 45,386                | 30,296                | 9,448                 | 非開示                | 2,185                 | [ 247 ] |
| 2014年度（平成26年度） | 75,865                | 349,562               | 91,862                | 45,282                | 29,898                | 9,282                 | 非開示                | 2,155                 | [ 247 ] |
| 2015年度（平成27年度） | 75,702                | 358,122               | 93,229                | 46,598                | 31,050                | 9,715                 | 非開示                | 2,176                 | [ 247 ] |
| 2016年度（平成28年度） | 74,371                | 359,338               | 93,132                | 47,056                | 31,082                | 9,561                 | 非開示                | 2,517                 | [ 248 ] |
| 2017年度（平成29年度） | 71,631                | 361,889               | 93,699                | 47,712                | 30,989                | 9,538                 | 非開示                | 3,499                 | [ 248 ] |
| 2018年度（平成30年度） | 71,035                | 363,050               | 102,270               | 47,266                | 29,007                | 9,402                 | 非開示                | 3,828                 | [ 248 ] |
| 2019年度（令和元年度） | 70,395                | 358,897               | 91,484                | 46,355                | 29,977                | 8,950                 | 非開示                | 3,924                 | [ 248 ] |
| 2020年度（令和02年度） | 44,306                | 249,780               | 53,159                | 26,382                | 21,894                | 6,099                 | 1,286                 | 3,148                 | [ 248 ] |
| 2021年度（令和03年度） | 46,704                | 260,391               | 59,328                | 29,450                | 22,064                | 6,300                 | 1,311                 | 3,332                 | [ 249 ] |
| 2022年度（令和04年度） | 52,808                | 288,593               | 71,461                | 36,045                | 24,219                | 7,418                 | 1,592                 | 3,690                 | [ 249 ] |
| 2023年度（令和05年度） | 56,962                | 307,740               | 79,411                | 40,651                | 25,932                | 8,067                 | 1,731                 | 3,977                 | [ 250 ] |

### 乗車人員
JR東日本：各駅の乗車人員より
| 順位     | 2017年度         | 2017年度          |
| 順位     | 駅名             | 一日平均 乗車人員 |
| -------- | ---------------- | ----------------- |
| 1        | 北千住駅         | 217,838人         |
| 2        | 柏駅             | 125,354人         |
| 3        | 日暮里駅         | 113,468人         |
| 4        | 松戸駅           | 100,831人         |
| 5        | 金町駅           | 51,615人          |
| 6        | 亀有駅           | 42,020人          |
| 7        | 新松戸駅         | 39,015人          |
| 8        | 南柏駅           | 32,668人          |
| 9        | 我孫子駅         | 31,172人          |
| 10       | 水戸駅           | 30,148人          |
| 11       | 取手駅           | 27,741人          |
| 12       | 馬橋駅           | 25,603人          |
| 13       | 北小金駅         | 24,552人          |
| 14       | 北松戸駅         | 21,667人          |
| 15       | 天王台駅         | 19,633人          |
| 16       | 北柏駅           | 19,473人          |
| 17       | 南千住駅         | 16,990人          |
| 18       | 土浦駅           | 16,004人          |
| 19       | 綾瀬駅           | 14,433人          |
| 20       | 勝田駅           | 13,383人          |
| 21       | 佐貫駅           | 12,995人          |
| 22       | 牛久駅           | 12,895人          |
| 23       | 日立駅           | 11,317人          |
| 24       | 三河島駅         | 11,307人          |
| 25       | 大甕駅           | 9,522人           |
| 26       | 荒川沖駅         | 8,230人           |
| 27       | 岩沼駅           | 7,205人           |
| 28       | 常陸多賀駅       | 7,004人           |
| 29       | ひたち野うしく駅 | 6,885人           |
| 30       | 藤代駅           | 6,478人           |
| （参考） | 上野駅           | 187,536人         |
| （参考） | 仙台駅           | 89,505人          |